# الدولة السعودية الأولى
الدَّوْلَةُ السُّعُودِيَّةُ الْأُولَىٰ (1157 - 1233 هـ / 1744 - 1818 م) هي دولةٌ قامت في شبه الجزيرة العربية، بعد الاتفاق الذي تمّ بين الأمير محمد بن سعود والشيخ محمد بن عبد الوهاب، والذي ترتب عليه تكوين وحدةٍ سياسيّةٍ كبيرةٍ، على أرض شبه الجزيرة العربية، ضمن العديد من الكيانات السياسية الصغيرة التي كانت تتواجد في إقليم نجد. وكونت منها وحدةً سياسيّةً تخضع لنُظمٍ واحدةٍ، وظلت هذه الدولة قائمة حتى تمكن إبراهيم باشا، والي مصر، من إسقاطها بعد استيلائه على عاصمتها الدرعية في عام 1233 هـ/1818. توالى على حكم الدولة في هذه المدة أربعة حكام، ولعبت الدولة السعودية الأولى منذ قيامها دورًا كان له آثارٌ بعيدةٌ في التغير الذي أصاب شبه الجزيرة العربية في مختلف ميادين الحياة سياسيًا واقتصاديًا واجتماعيًا وثقافيًا، حيث وحّدَت ليس فقط الكيانات النجدية الصغيرة بل امتد نفوذها على معظم أجزاء شبه الجزيرة العربية، وهددت كلًا من العراق والشام، وظلّت تتسع حتى سقطت الدرعية في عام 1818. وأحدثت الدولة السعودية الأولى نظامًا اقتصاديًا قائمًا على الشريعة الإسلامية كان له أثر بعيد على سكان المناطق التي خضعت لنفوذها ونظمت أمور هذه المناطق الاقتصادية والمالية. ونجحت في إقامة مجتمعٍ مترابطٍ اجتماعيًّا طيلة فترة سيادتها. وقد شجع حكام الدولة السعودية الأولى العلم والعلماء، وإحياء العلوم الشرعية.
في عام 1139 هـ/1727 تولّى الأمير محمد بن سعود -الذي أصبح يلقب فيما بعد بـ«الإمام»- الحكم، وقاد البلاد إلى مرحلةٍ جديدةٍ في تاريخ المنطقة، وأسس الدولة السعودية الأولى، حيث أصبحت الدرعية في عهده ذات مركزٍ قويٍّ واستقرارٍ داخليٍّ وحكمٍ راسخٍ في المنطقة، وفي عام 1157 هـ/1744 غادر الشيخ محمد بن عبد الوهاب مدينة العيينة وتوجه إلى الدرعية، حيث ناصره أميرها محمد بن سعود وقدم له التأييد والتمكين من خلال الاتفاق التاريخي الذي حدث بينهما في ذلك العام، والذي سمي بميثاق الدرعية، وأصبح المنطلق الأساس لتأسيس الدولة السعودية الأولى. قامت دعوة الشيخ محمد بن عبد الوهاب الإصلاحية على أساس إفراد الله بالعبادة، ومحاربة الشرك بجميع أنواعه وسد الذرائع المؤدية إليه، وتطبيق الشريعة الإسلامية والقضاء على البدع في الدين، وحظيت هذه الدعوة الإسلامية بالتمكين والانتشار نتيجةً لتأييد الإمام محمد بن سعود الذي أسس الدولة القادرة على حمايتها ونشرها في عهده وفي عهد من جاء بعده من أسرته. أصبح هذا التحالف هو الأساس الذي قامت عليه الدولة السعودية الأولى، وتمكن أئمتها من توحيد معظم مناطق شبه الجزيرة العربية ونقلها إلى عصرٍ جديدٍ اتسم بالاستقرار، وانتشار الأمن، وتطبيق الشريعة الإسلامية. نتيجة لقيام الدولة السعودية الأولى ظهر الكثير من العلماء وازدهرت المعارف والنواحي العلمية والاقتصادية، وأنشئ العديد من المؤسسات والنظم الإدارية، وأصبحت الدولة تتمتع بمكانةٍ سياسيةٍ كبيرةٍ نتيجةً لقوتها، واتساع رقعتها الجغرافية، خاصة في عهد الإمام عبد العزيز ثم ابنه الإمام سعود، وكان عبد العزيز قد خلف أباه في الإمامة، حيث ولد عبد العزيز عام 1133هـ/1720، واغتيل في أواخر رجب من عام 1218 هـ/نوفمبر 1803 بعد حكمٍ دام 38 سنةً ما بين عامَي 1179 هـ-1218 هـ/1765 - 1803، وكان يقود الغزوات والحملات في عهد والده، وفتح عدة بلداتٍ بعد معارك فاصلة، وواصل سيرة والده في التوسع وفتح البلدان حتى وصل العراق، وصدّ الغزوات الموجهة ضد الدرعية، حتى اغتياله في مسجد الطريف في الدرعية، من قِبل رجلٌ كرديٌّ قدم لهذه الغاية من العمادية في الموصل. وبعد الإمام عبد العزيز استلم الإمامة ابنه سعود بن عبد العزيز، والذي لُقِبَ بعد وفاته بسعود الكبير، وحكم قرابة 11 سنة ما بين عامَي 1218 هـ - 1229 هـ/1803-1813، وتوفي ليلة الاثنين 11 جمادى الأولى 1229 هـ/مايو 1814، وكان والده والشيخ محمد بن عبد الوهاب، قد أخذا البيعة له بولاية العهد في عام 1202 هـ/1787. وكان الأمير سعود أيضًا يقود الحملات في عهد والده، فسار في أول غزوة له، عام 1181 هـ/1767. ثم خلفه ابنه الأمير عبد الله بن سعود، وحكم 5 سنواتٍ، منذ عام 1229 هـ/1814.
تخوّفت الدولة العثمانية من أن يمتد النفوذ السعودي إلى العراق والشام، فأرسلت أوامرها إلى ولاتها في البصرة وبغداد والشام بأن يرسلوا حملاتٍ للقضاء على الدولة السعودية، ولكن لم يستطع والي بغداد ووالي دمشق أن يحققا أمل السلطان العثماني في القضاء على الدولة السعودية، فاتجه السلطان العثماني سليم الثالث (1789 - 1808) إلى والي مصر محمد علي باشا يطلب منه في عام 1807 استرداد الأراضي العثمانية الحجازية من الدولة السعودية. بدأ محمد علي باشا يُعد للحملة، واختار لقيادة هذه الحملة ابنه طوسون باشا، واستمرت الحرب العثمانية السعودية لسنوات، حتى وفاة طوسون باشا، ثم استؤنفت الحرب مرةً أخرى بقيادة إبراهيم باشا النجل الأكبر لمحمد علي، وتمكنت قوات إبراهيم من التقدم صوب نجد وحاصرت الدرعية العاصمة السعودية.
سقطت الدولة السعودية الأولى باستسلام الإمام عبد الله بن سعود لقوات إبراهيم باشا، في 8 ذو القعدة من عام 1233 هـ/9 سبتمبر 1818. وأعدم في الآستانة، في صفر عام 1234 هـ/ديسمبر 1818. وذلك نتيجة للحملات التي أرسلتها الدولة العثمانية عن طريق واليها في مصر محمد علي باشا، والتي تمكنت حملاته من هدم الدرعية وتدمير العديد من البلدان في نجد وما حولها.

## التسمية
تسمية «الدولة السعودية الأولى» هي تسمية معاصرة كما هو الحال مع الدولتين اللاحقتين؛ فقد فسرها الباحثون وقُسِّمَت إلى ثلاثة أقسام بناءً على الأدوار التي قامت بها في مرحلتي النشأة والتأسيس، حيث لم يكن مصطلح «السعودية» مستخدماً في زمن مؤسسها محمد بن سعود وكان استخدامها لأول مرة بشكل رسمي في عهد عبد العزيز آل سعود مؤسس الدولة الحديثة «المملكة العربية السعودية». بحسب تاريخ ابن بشر المعاصر للدولتين الأولى والثانية ذكر بأنهم كانوا يسمون البلاد الواقعة تحت حُكم محمد بن سعود بـ «الدرعية» و«العارض» ويسمون الشعب بـ«أهل الدرعية» و«أهل العارض». ولما توسعت البلاد تحت لواء الدعوة استعملوا مصطلح «نجد» و«أهل نجد» وكانت البلاد والأقاليم التابعة التي تنضم إلى الدعوة تُعرف بأسمائها الخاصة. قال المؤرخ عبد الله الصالح العثيمين في كتابه (تاريخ المملكة العربية السعودية): «ولقد ارتبط التاريخ الحديث لهذه البلاد ارتباطاً عميقاً بالحكم السعودي، حتى أصبح اسمها المملكة العربية السعودية، واختير هذا الاسم ليكون عنوان المقرر الجامعي الذي يتناول تاريخ الدول السعودية الثلاث كلها، مع أن تلك التسمية لم تحدث إلا في الدولة السعودية الثالثة».

## التاريخ

### أحوال شبه الجزيرة العربية

خريطة تبين جزءا من الوضع السياسي في الجزيرة العربية قبل قيام الدولة السعودية الأولى.

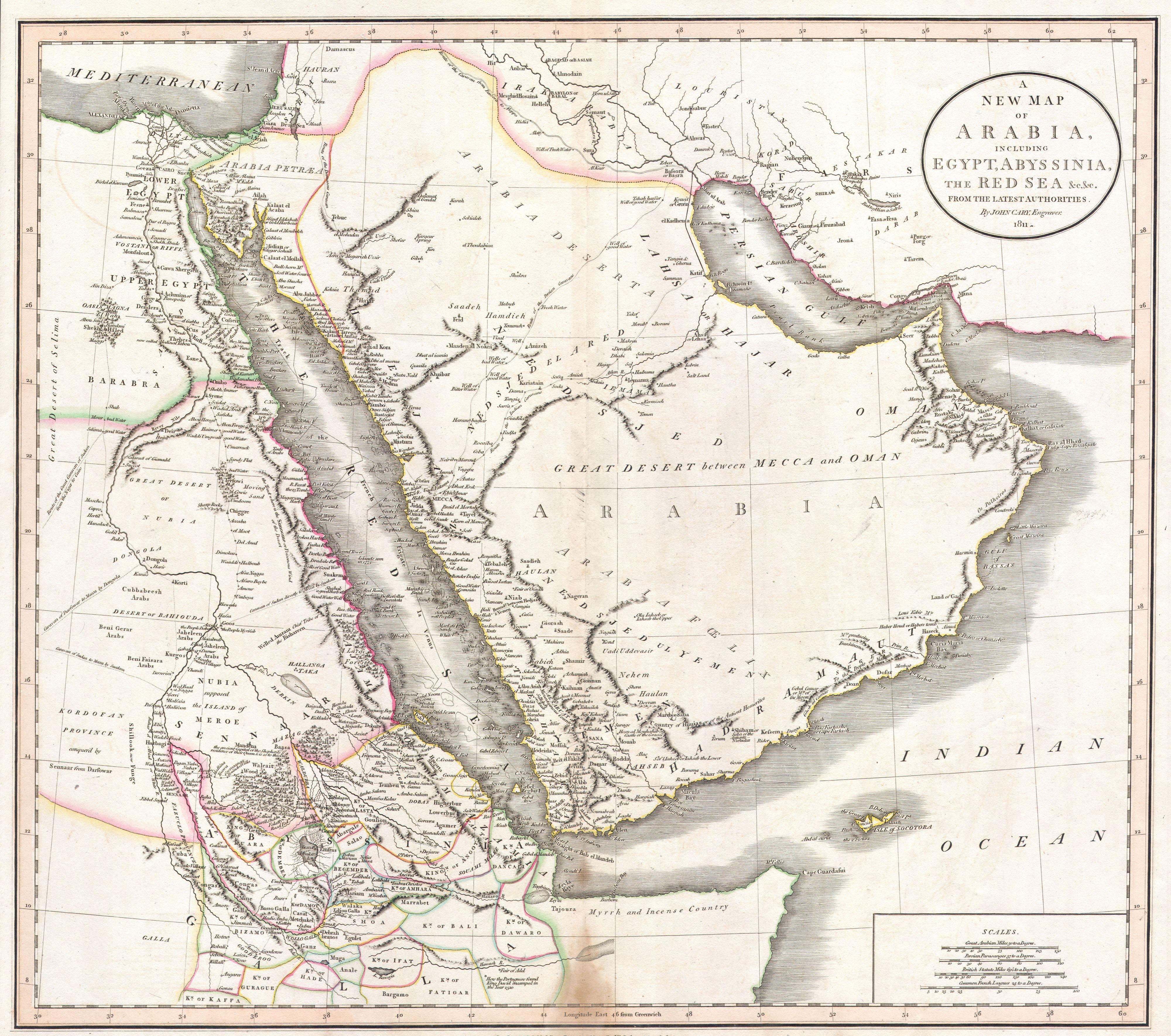
خريطة لرسام الخرائط الإنجليزي جون كيري في عام 1811 وتظهر الدرعية متوسطة في الخريطة.

تتكون شبه الجزيرة العربية من عدة أقاليم؛ أهمها: الحجاز، وعسير وتهامة، واليمن، وعُمان، والأحساء، والبحرين، ونجد. يمتد إقليم الحجاز من العقبة شمالًا، إلى تهامة عسير جنوبًا، شرق البحر الأحمر، ويتبع هذا الإقليم مدن وقرى كثيرة؛ منها مكة، وجدة، والمدينة، والطائف، والقنفذة، والليث، ورابغ، وينبع، وغيرها. وكان نفوذ أشراف الحجاز ممتدًا من معان، على أطراف الشام شمالًا، إلى القنفذة، على ساحل البحر الأحمر جنوبًا. وكان الحج موردًا من موارد الرزق لكثير من أهالي مكة والمدينة، الذين عملوا في خدمة الحجيج وتبادل التجارة معهم، وكانت القبائل في الحجاز تفرض الإتاوات على القوافل لكي تمُر بسلام عبر منازلها. وكان لوجود الحرمَين الشريفَين أثرٌ في الحياة العلمية في الحجاز؛ فقد كان يفد بعض العلماء من مختلف بقاع العالم الإسلامي للمجاورة في مكة والمدينة، ويقومون بالتدريس والتأليف. وانتشرت المدارس والمكتبات التي أنشأتها الدولة العثمانية أو الموسرون من أهالي الحجاز، وأسست الأوقاف للإنفاق عليها فازدهر النشاط العلمي. وكان الحجاز مثل بقية بقاع العالم الإسلامي في العهد العثماني، تنتشر فيه الطرق الصوفية، ويعمل أتباعها على نشر معتقداتهم من خلال الزوايا والتكايا والمدارس. وكان الجهل بالدين سمة أهل البادية في الحجاز وغيره من مناطق شبه الجزيرة العربية. ولم تكن هناك مساجد في البادية، يجتمع فيها الناس للصلاة ولتلقي الوعظ والإرشاد، فانتشر بينهم الجهل.
وأما إقليم عسير والمخلاف السليماني ونجران فكان يضم عددًا من القبائل الكبيرة. ويعمل أهالي عسير في الزراعة والرعي، وأهل السواحل يعملون في الصيد. وكان نفوذ أشراف مكة ممتدًّا إلى القنفذة، على البحر الأحمر. وكان الزعماء المحليين من شيوخ القبائل، هم أصحاب الكلمة في هذا الإقليم. وعلى الرغم من حياة الاستقرار التي غلبت على أهل عسير، لم تكن الحياة العلمية مزدهرة ازدهارها في الحجاز، ولم تتهيأ الظروف لظهور علماء بارزين في المنطقة. أما في المخلاف السليماني فكان يتولى قيادتها زعامات من الأشراف، الذين يدينون بالولاء لحكام صنعاء. وظل الوضع السياسي للمخلاف على هذا الحال، حتى نجح الشريف أحمد بن محمد بن خيرات في كسب ولاء الزعماء المحليين، ثم استطاع ابنه محمد توحيد البلاد تحت قيادته. ويعتمد سكان المخلاف السليماني في حياتهم على الثروة السمكية والحيوانية والزراعة. كما كانت التجارة نشطة عبر موانئ جازان مع البلاد المجاورة، وكان بعض من سكان الإقليم يتبعون المذهب الزيدي المنتشر في شمال اليمن، وبعض منهم على المذهب السُّني. وفي نجران كان السكان من قبائل يام، ومنهم المكارمة الذين يتبعون المذهب الإسماعيلي. واشتهرت قبائل يام بالنشاط العسكري؛ فحاربت في صفوف زعماء المخلاف السليماني، ومع خصوم الدولة السعودية، ولم تكن الحياة الدينية عندهم مختلفة عن بقية القبائل الأخرى.
أما إقليم الأحساء فكان يشمل الأحساء والقطيف والهفوف وسيهات وغيرها، وتسكنه قبائل عدة. ويعتمد سكان الأحساء والقطيف على الزراعة؛ فالمنطقة عبارة عن واحات تشتهر بغزارة المياه، التي تنبع من عيون الأحساء، فتكثر فيها بساتين النخيل، ومزارع الأرز. ويعمل السكان أيضاً في صيد الأسماك والغوص بحثاً عن اللؤلؤ. وكانت موانئها تستفيد من التجارة الداخلية مع منطقة نجد، ولهذا تهيأت الظروف لهذا الإقليم لأن يفرض سلطته على منطقة نجد في بعض الفترات. وكانت قبيلة بني خالد تزداد قوة في منطقة الأحساء والخليج العربي، واضطرت الدولة العثمانية إلى استرضاء زعمائها بالمال أو بالمناصب والرتب. ولكن رئيس بني خالد الشيخ براك بن غرير آل حميد تمكن من الاستيلاء على الأمور في الأحساء، فقضى على نفوذ العثمانيين فيها، حتى دخلت تحت حكم الدولة السعودية الأولى. وينتشر المذهب الشيعي في المنطقة إلى جانب المذهب السُّني. وحققت الحياة العلمية والدينية تقدمًا ملحوظًا؛ فظهر في الأحساء علماء من السُّنة والشيعة، اشتهروا بنشاطهم العلمي والديني. ووفد إليها طلاب العلم من المناطق الأخرى، وكان من بينهم الشيخ محمد بن عبد الوهاب، الذي عرج على الأحساء في طريق عودته من البصرة، فأخذ العلم عن بعض علمائها. وأما القبائل في البادية فلم تكن تختلف عن غيرها، من انتشار الجهل الديني فيها، وقطع طرق الحجاج القادمين من البصرة وإيران.
أما إقليم نجد فكان ينقسم إلى عدة أقاليم؛ أهمها وادي الدواسر، وحوطة بني تميم، والأفلاج، والخرج والعارض، وسدير، والوشم، والقصيم، وجبل شمر. ويمتهن أغلب أهلها الزراعة في الواحات، ويمارس بعضهم التجارة. وتخرج قوافلهم إلى بلاد الشام والعراق ومصر والبحرين، إضافةً إلى الهند. وأما البدو فعماد حياتهم الإبل والأغنام. وقبيل قيام الدولة السعودية الأولى، كانت نجد مقسمة بين زعامات محلية متنازعة، وكانت الحروب الداخلية قائمة بين بلدان نجد، بسبب السيطرة والنفوذ والصراع بين القبائل والثأر والنزاع في موارد الماء والكلأ. وقد تعرضت نجد لغزوات من جهات عدة؛ من الأشراف في الحجاز في الغرب، ومن قبل زعماء بني خالد حكام الأحساء في الشرق. وذلك إما لتأديب بعض القبائل التي كانت تعترض طريق قوافل الحجاج، أو لفرض النفوذ أو الإتاوات. ولم يكن للدولة العثمانية وجود قوي في نجد، خاصة بعد أن تركت الأحساء أمام ثورات بني خالد. وفي منطقة العارض من نجد، حيث ظهرت الدولة السعودية في الدرعية، وضمت بلدات العيينة، وحريملاء، وغيرها، ويربطها وادي حنيفة. ولم يكن التعليم منتشرًا في مناطق نجد، خاصة بين أهل البادية. وكان مقتصرًا في المدن، على حفظ القرآن الكريم ومبادئ القراءة والكتابة، وشيء من الفقه الحنبلي. وعلى الرغم من وجود عدد من العلماء في نجد، الذين تفقهوا في أمور الدين وتولوا مناصب القضاء وقاموا بالتدريس، لم يكن عددهم كافياً لإحداث نهضة علمية مؤثرة. لقد كان الجهل سائدًا في البادية والحاضرة بصفة عامة، نظرًا لعدم وجود دولة ترعى العلم؛ فالدولة العثمانية لم يكن يعنيها منطقة نجد، بل ركزت أعمالها في الحجاز. ولم تكن الحال المادية للسكان تسمح لهم بإنشاء دُور العلم أو تأسيس الأوقاف، للإنفاق على طلاب العلم.

### نشأة إمارة الدرعية

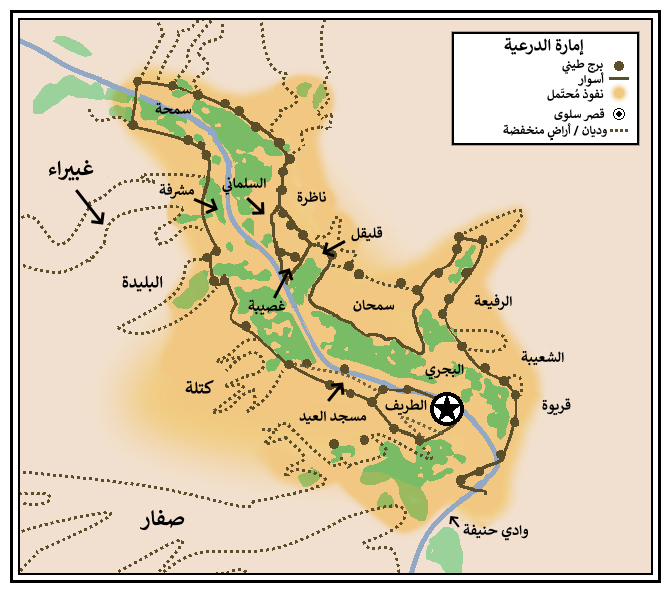
خريطة تبين أحياء وسور وأبراج الدرعية زمن الإمام محمد بن سعود.

نشأت مدينة الدرعية على ضفاف وادي حنيفة عام 850 هـ/1446، حينما قدم مانع بن ربيعة المريدي، جد الأسرة السعودية الحاكمة إلى المنطقة، واضعًا اللبنة الأولى لتأسيس الدولة، لتصبح هذه المدينة نقطة عبور مهمة لقوافل الحج والتجارة، ومركزا مهمًا للاستقرار، وفي تلك الفترة لم تكن الأحوال السياسية جيدة في شبه الجزيرة العربية؛ فقد كانت تعاني من الإهمال والتفكك والتناحر وانتشار الجهل والأمية. قدم مانع المريدي بعد أن دعاه ابن عمه ابن درع إلى حجر اليمامة لأخذ منطقة بالقرب من وادي حنيفة هما غصيبة والملبيد. بعد وفاة مانع خلفه ابنه ربيعة بن مانع فترأس أهل البلد، وتكاثر سكان الدرعية، فأراد ربيعة توسعة رقعتها بالاستحواذ على جانب من أراضي آل يزيد، وكانت لهم قريتا النُعْمية والوصيل المجاورتان للدرعية؛ فقاتلهم ثم تولى الحكم ولده موسى بن ربيعة، واستقر في الحكم وقضى على شوكة جيرانه آل يزيد، وأجلاهم عن قريتيهم، وألحق القريتين بأراضي الدرعية، وحكم بعده ابنه إبراهيم بن موسى، ثم ولده مرخان بن إبراهيم، وبعد وفاة مرخان، تأمَّر ابناه ربيعة ومقرن مشتركين معا، وتداول الإمارة بعدهما، ابناهما وطبان بن ربيعة بن مرخان، ومرخان بن مقرن بن مرخان، ثم ناصر بن محمد بن وطبان، ثم محمد بن مقرن، ثم إبراهيم بن وطبان، فإدريس بن وطبان، إلى أيام موسى بن ربيعة بن وطبان سنة 1121 هـ/1709؛ فتولاها سعود الأول بن محمد بن مقرن، وتوفي سنة 1137 هـ/1725، وبعد وفاته خلفه أكبر رجال الأسرة سنًا، زيد بن مرخان بن وطبان الذي قُتل سنة 1139 هـ/1726، ثم تولى محمد بن سعود بن محمد بن مقرن إمارة الدرعية، الذي أصبح فيما بعد أول أئمة الدولة السعودية الأولى.
كان محمد بن سعود يملك حسًا إداريًا جيدًا ونظرة مستقبلية؛ فعمل على البدء بالتغيير، معلنًا قيام الدولة السعودية الأولى، لتبدأ مرحلة جديدة في تاريخ شبه الجزيرة العربية؛ حيث وضع لبنة الوحدة التي وحدت معظم أجزائها، والتي لم تعرفها شبه الجزيرة العربية منذ قرون طويلة، ونتيجة لهذه الوحدة أصبحت مدينة الدرعية عاصمة لدولة مترامية الأطراف، ومصدر جذب اقتصادي واجتماعي وفكري وثقافي. كما ازدهرت التجارة كثيرًا، ليكون سوق الدرعية أعظم الأسواق في المنطقة، إضافة إلى أن النظام المالي للدولة من أفضل النظم التي عرفتها شبه الجزيرة العربية في حينها، وقد هاجر في ذلك الوقت كثير من العلماء إلى الدرعية للتعليم والتأليف؛ حيث اهتمت الدولة بمدينة الدرعية، وأسهمت إسهامًا كبيرًا في محاربة الجهل والأمية، وشجعت على التعليم كثيرًا.

### قيام الدولة السعودية الأولى

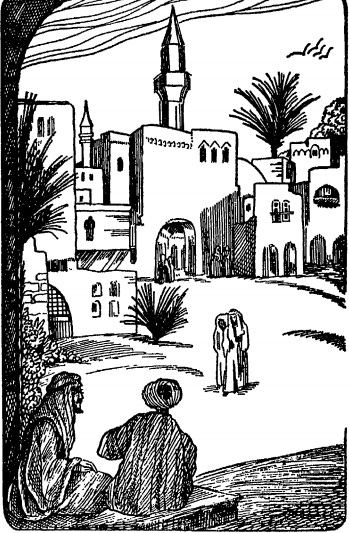
صورة لمدخل الدرعية كما تخيله أنكيري في كتابه إبراهيم باشا.

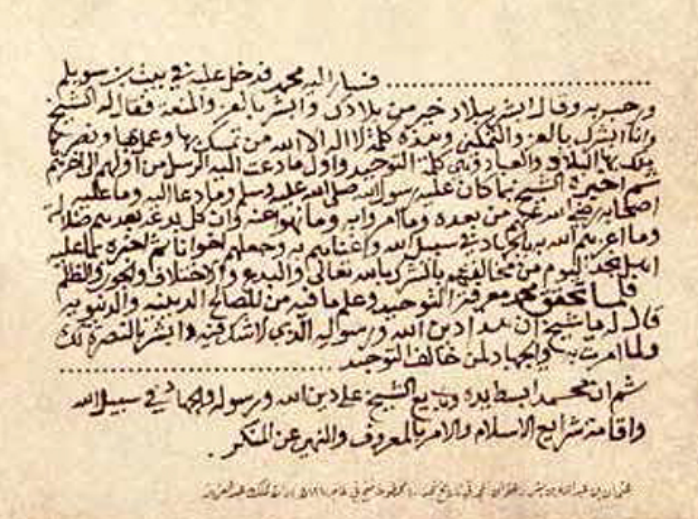
يصف النص هنا اللقاء التاريخي بين أمير الدرعية محمد بن سعود والشيخ محمد بن عبد الوهاب، عام 1744.

بدأ الشيخ محمد بن عبد الوهاب دعوته بعد حفظه القرآن الكريم وتعلمه العلومَ الشرعية، والسفر لمكة والمدينة والبصرة. لتلقي العلوم على علمائها، وما شاهده من بعض البدع التي يفعلها أكثر العوام؛ كالدعاء عند قبور الأموات، واعتقاد النفع والضر فيهم، والتمسح بها والطواف بها، وغيرها من المعتقدات الباطلة، وكان الشيخ محمد يعتقد بعقيدة السلف الصالح من علماء المسلمين. كانت أولى رحلات الشيخ محمد إلى الحجاز؛ فتلقى العلم على يد العلماء فيها كأمثال عبد الله بن إبراهيم آل سيف النجدي، ومحمد حياة السندي. ثم سافر إلى البصرة لتلقي العلم؛ فأخذ عن الشيخ محمد المجموعي. ثم ارتحل إلى الأحساء، والتقى بالشيخ عبد الله بن عبد اللطيف آل الشيخ، وبعدها عاد إلى حريملاء، وأعلن دعوته في هذه البلدة. أصبح للشيخ محمد عبد الوهاب طلاب علم، فألف كتابه الأشهر كتاب التوحيد الذي هو حق الله على العبيد، وقد انتشر الكتاب بين طلبة العلم. بعد محاولة قتله من الذين أنكر عليهم الكثير من أعمالهم، خرج الشيخ بعدها إلى العيينة، وكان أميرها حينها عثمان بن حمد بن معمر، الذي أيده ونصره، فتزوج الشيخ من الجوهرة بنت عبد الله بن معمر، وبدأت الدعوة الإصلاحية؛ فسار الشيخ مع جيش ابن معمر لهدم قبة قبر زيد بن الخطاب فهدمها بيده، وأقام الأمر بالمعروف والنهي عن المنكر، فبدأ صدى الدعوة ينتشر، وبدأت المخاصمة من بعض العلماء الذين راسلوا علماء مكة والمدينة والبصرة، ثم شكوه إلى حاكم الأحساء سليمان بن محمد آل حميد لخروجه عما يعتقدون أنه إجماع المسلمين، فأرسل لابن معمر يطلب منه قتل الشيخ، وإلا فإنه سيقطع عنه الخراج، فأمر بخروج الشيخ من العيينة فتوجه إلى الدرعية.

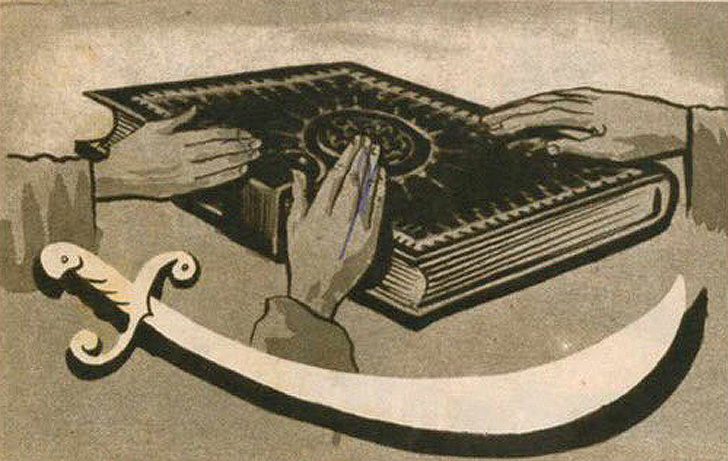
رسمة تعود لبداية القرن العشرين توثق اتفاق الدرعية بين الشيخ محمد بن عبدالوهاب والأمير محمد بن سعود وولي العهد الأمير عبد العزيز بن محمد بن سعود.

بعدما توجه الشيخ إلى الدرعية توافد عليه الطلاب، ومنهم ثنيان بن سعود ومشاري بن سعود أخو أمير الدرعية محمد بن سعود بن محمد بن مقرن، ولم يكن الأمير مهتمًّا في البداية للشيخ إلا بعد طلب زوجته الأميرة موضي بنت أبي وهطان منه الذهاب إليه ونصرته، وطلب ثنيان ومشاري من الأمير أن يذهب إليه بنفسه، فالتقى الشيخ محمد بن عبد الوهاب بالأمير محمد بن سعود بن محمد بن مقرن، وكان الأمير يخشى بعد نصرته أن يفارقه الشيخ ويستبدل به غيره، فرد الشيخ بأن الدم بالدم والهدم بالهدم، فكان ما يعرف باتفاق الدرعية (ميثاق الدرعية) في سنة 1157هـ الموافق لسنة 1744م، بدايةً لقيام الدولة السعودية الأولى.
بدأ الشيخ محمد بن عبد الوهاب دعوته في الدرعية بعد اتفاقه مع الأمير محمد بن سعود، الذي عُرف تاريخيًّا باتفاق الدرعية عام 1157 هـ/1744، فقام الأمير محمد بالتركيز على استتباب الأمن ونشر الدعوة الإصلاحية داخل الدرعية. وقد بقي الشيخ لعامين يدعو الناس فيهما إلى التوحيد الخالص؛ وراسل العلماء والأمراء يدعوهم فيها لقبول دعوته الإصلاحية، والانضمام إلى الأمير محمد بن سعود، وابتدأ بأهل نجد فكاتب علماءها وأمراءها، وكاتب علماء الأحساء وعلماء الحرمين الشريفين، وكذلك كاتب العلماء من خارج الجزيرة العربية، علماء مصر والشام والعراق والهند واليمن. وكان نتيجة ذلك أن انضم الكثير ممن صدقوا دعوته، وكان على رأس البلدان التي أعلنت ولاءها بلدة العُيينة، وحريملاء، وبلدة منفوحة، وبلدان العارض؛ مثل: العمارية، والقويعية، وشقراء، والحوطة، والمحمل، وثادق، والقصب، والفرعة، وثرمداء. ولكن بعد إعلان تلك البلدان الطاعة والولاء لآل سعود، حدث أن أنكر بعضُها مواثيقها مع الدرعية، وأعلن بعضها الثورة ضدها، الأمر الذي دعا أمير الدرعية لمجابهة كل بلد على حدة، حتى تمكن من إعادتهم جميعًا إلى طاعته.

### التوسع في نجد

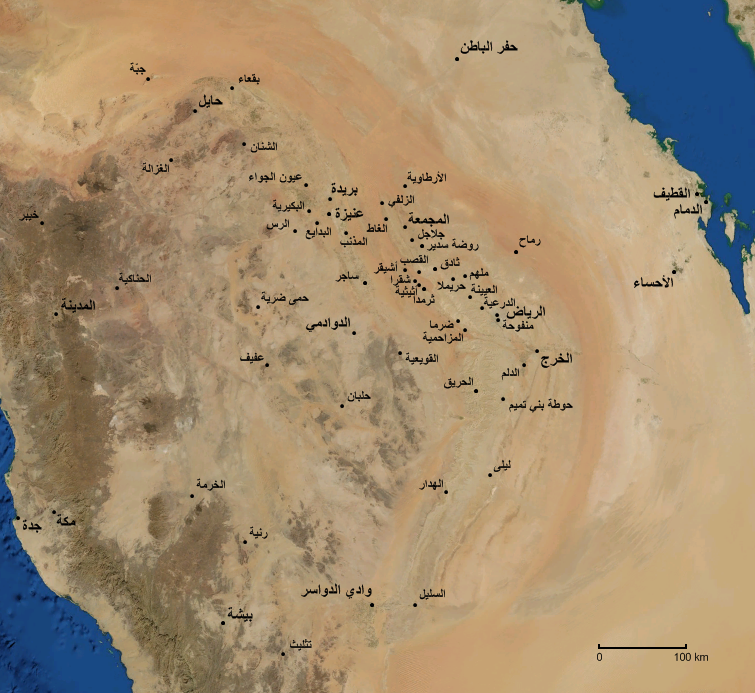
خريطة تبين بعض أهم المدن والقرى والهجر الواقعة على هضبة نجد، بالإضافة إلى بعض الحواضر والمدن المجاورة.

بعد ميثاق الدرعية بدأ توسع الدولة السعودية الأولى لنشر الدعوة الإصلاحية والبيعة لأمير الدرعية محمد بن سعود. ولم تعرف الدولة السعودية الناشئة استقرارًا؛ فقد كثرت الحروب لكثرة الخصوم الذين رفضوا كلا من الدولة والدعوة الإصلاحية، تلك الدعوة التي دأبوا على تسميتها بالدعوة الوهابية، إضافة إلى أن ولاء بعض البلدان أخذ يتبدل من حينٍ لآخر.

#### إقليم العارض
يقصد بالعارض الرياض وما حولها؛ مثل: الدرعية والعيينة وضرما ومنفوحة، وكان أكبر خصوم إمارة الدرعية أمير الرياض دهام بن دواس؛ فقد رفض الدعوة الإصلاحية، وقاتل ضد توسع إمارة الدرعية في سبعَ عشرةَ موقعةً، لسبعة وعشرين عامًا، قُتل فيها حوالي أربعة آلاف قتيل؛ أشهرها وقعة الشياب ووقعة العبيد. وقد قاد دهام حملة على إمارة الدرعية؛ قُتِل فيها فيصل وسعود ابنا الإمام محمد بن سعود. وبعدها وقعة الشراك ووقعة البنية ووقعة الخريزة ووقعة الحبونية ووقعة البطحاء. واستمر الكر والفر حتى طلب أمير الرياض دهام بن دواس الصلح من الشيخ محمد والإمام محمد بن سعود، ووافق على شروط؛ منها: عودة أنصار الدعوة للرياض، وأن تُردّ إليهم أموالهم. وقد شارك دهام في حرب الدرعية ضد قبائل الظفير في وقعة جراب، وبعد وفاة محمد بن سعود تجددت الخلافات والحروب بين إمارة الرياض والدرعية حتى سقطت الرياض بعدما تركها دهام بن دواس بعد مقتل ولديه وعجزه عن مواصلة الحرب، وذهب إلى الدلم.
دخل الإمام عبد العزيز بن محمد بن سعود الرياض في ربيع الآخر سنة 1187 هـ/1773، فعلم بفرار أميرها دهام فخضعت له الرياض وانتشرت فيها الدعوة الإصلاحية. وانضمت منفوحة بقيادة أميرها علي بن مزروع لتبني الدعوة في 1159 هـ/1746، ولكن أهلها نقضوا عهدهم للدرعية سنة 1166 هـ/1753، وضُمّت العيينة التي تبنّى أميرها عثمان بن حمد بن معمر الدعوة الإصلاحية، ولكنه أخرج الشيخ محمد لضغوطٍ من حاكم الأحساء سليمان بن محمد آل حميد، وشارك أمير العيينة في حروب الدرعية، وقُتل سنة 1163 هـ/1750 بعد صلاة الجمعة، بسبب وجود القرائن من مؤيدي الدعوة بعدائه للدولة السعودية الناشئة، ووجود اتفاقات سرية مع خصوم الدولة، وبعده عُين مشاري بن معمر، وأصبحت العيينة تابعة للدولة السعودية الأولى.
خضعت حريملاء للحكم السعودي سنة 1165هـ/1751م، ولكن قاضي حريملاء الشيخ سليمان بن عبد الوهاب شقيق الشيخ محمد بن عبد الوهاب كان معارضاً ورافضاً لدعوة أخيه الإصلاحية، فقام بتحريض أهلها على طرد أتباع الدعوة في حريملاء، ومنهم الأمير محمد بن عبد الله وأخوه عثمان، فقصد المطرودون الدرعية فخاف أهل حريملاء من الثأر فأرجعوهم إلى دارهم، ولكن آل راشد من حريملاء هجموا عليهم وقتلوا الأمير محمد بن عبد الله وثمانية من أتباعه، ونجا مبارك بن عدوان، واستنجد بالإمام محمد بن سعود، الذي أرسل ابنه عبد العزيز، الذي تمكن من السيطرة على حريملاء وتعيين مبارك بن عدوان أميراً لها. واستطاع الحكم السعودي السيطرة على إقليم العارض ونشر الدعوة الإصلاحية فيها.

#### إقليم الوشم وسدير والخرج
بدأ توسع الدولة السعودية الأولى في إقليم الوشم بمدينة شقراء التي بايعت الإمام محمد بن سعود، ثم بالقويعية التي بايعت سنة 1169هـ/ 1755، على أن هناك بلادًا رفضت وقاومت التوسع السعودي؛ منها: ثرمداء وبلدة أشيقر وبلدة القصب وبلدة مرات وبلدة الفرعة؛ فلم تصبح تابعة للنفوذ السعودي إلا بعدما قام الأمير عبد العزيز بن محمد بن سعود بعدة حملات عسكرية ضدها. كما قامت الدرعية بعدة حملات ضد إقليم سدير؛ استمرت لأكثر من عشر سنوات، واستطاعت السيطرة على بعض بلداته وعلى روضة سدير. وفي عام 1196 هـ/1782 حدث تحالف كبير ضد نفوذ الدولة السعودية الأولى، وقد ضم التحالف آل ماضي من روضة سدير وأمير الخرج زيد بن زامل الدليمي، واستطاع التحالف إخراج القوات السعودية من الروضة، ولكن القوات السعودية في ثادق بقيادة الأمير سعود بن عبد العزيز، استطاعت بعد ذلك هزيمة آل ماضي، والسيطرة على روضة سدير. استمر التوسع للسيطرة على إقليم الخرج، الذي قاوم التوسع السعودي بقيادة أميرها زيد بن زامل الدليمي، وقد شارك زيد في عدة أحلاف ضد الدرعية زعماء جنوب نجد، أما زيد بن زامل فقد خاض حروبا كثيرة ضد الدرعية، لكنه اضطر بعد ذلك إلى عقد صلح مع الدرعية في عام 1189 هـ/1775، إلّا أنه نقض الصلح بعد ذلك، فأمر الإمام عبد العزيز بن محمد بتنحيته، وعَيَّن بدلاً منه، سليمان بن عفيصان، واستمر زيد في حربه مع الدرعية حتى قُتِل، واستمر أبناؤه من بعده في حروبهم مع الدرعية، ولم تستقر أمور الخرج مع الدرعية، وترددت بين المبايعة والنقض، حتى استطاع الإمام عبد العزيز بن محمد إرجاعها لسلطة الدولة السعودية الأولى في عام 1199 هـ/1784، وعَيَّن سليمان بن عفيصان أميرًا عليها، بعد مقتل أميرها تركي بن زيد بن زامل.

#### منطقة القصيم

أهم المدن والبلدات في منطقة القصيم.

أعلنت بريدة بقيادة أميرها حمود الدريبي آل أبوعليان ولاءها لإمارة الدرعية، وتبنيها للدعوة الإصلاحية سنة 1182 هـ/1768، ولكنها لم تستقر حتى حاصرها سعود بن عبد العزيز بن محمد سنة 1189 هـ/1775، وتم تعيين حجيلان بن حمد التميمي أميرًا عليها. خضعت عنيزة وأميرها عبد الله بن أحمد بن زامل سنة 1182هـ/ 1768، ولكن عنيزة لم تستقر للحكم السعودي، وتزعمت عنيزة العصيان أكثر من مرة، وقتلت الدعاة المرسلين من الدرعية، وقامت بثورة كبيرة في سنة 1196هـ/1782، وطلبت من حاكم الأحساء الشيخ سعدون بن عريعر العون، فأرسل قواته المتحالفة مع قبائل الظفير وبني رشيد وبادية شمر وعنزة، وحاصرت القوات بريدة الموالية للحكم السعودي وأميرها حجيلان بن حمد خمسة أشهر. فنزلت تلك الجموع عند سور أمير القصيم حجيلان بن حمد وأحاطوا بها وبادر منهم رجال للقتال فظهر بهم أهل بريدة وقتلوهم. ثم زحف الشيخ سعدون بنفسه إلى بريدة بجنوده وحصل بينهم قتال شديد لم يكن له طائل، ثم ساروا على السور وأرادوا الصعود عليه وهدمه، فقاتلهم أهل بريدة بقيادة الأمير حجيلان، فانهزم جيش الشيخ سعدون عند السور، ثم رأى الشيخ سعدون أن يهاجم بآلاته وجموعه ويهدم سور بريدة وبروجها، فهاجمهم في الصباح ولكن دون طائل، فلما مضت خمسة أشهر، ضاقت صدور المحاربين، وعزموا على اقتحام البلد، فحمل الشيخ سعدون وجموعه على البلد حملة كبيرة وساقهم إليها، فحصل عند السور والبروج قتال وازدحام عظيم؛ حيث قاتلهم أهل البلد قتالاً شديداً، وردوهم على أعقابهم، فأصابتهم بعد ذلك الخيبة وعزموا على الرحيل. وكان لفشل الحصار ورحيل حاكم الأحساء الشيخ سعدون وجنوده أثرٌ كبيرٌ في تثبيت سلطة الأمير حجيلان قي القصيم. ثم في عام 1202هـ/1788 استطاع سعود بن عبد العزيز بن محمد إخضاع عنيزة للحكم السعودي.

#### ضم جبل شمر والجوف

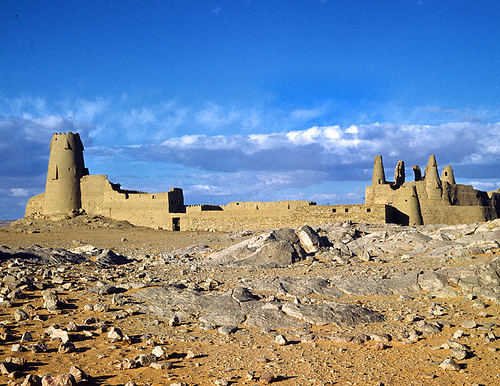
قلعة مارد في الجوف، من أقدم القلاع في المنطقة.

أدرك الإمام عبد العزيز بن محمد، الذي نجحت جيوشه في القضاء على ثورات الخرج والقصيم، أهمية منطقة جبل شمر في تأمين حدود دولته من جهة الشمال. وأدرك أيضاً أهميتها الاقتصادية، حيث تزدهر فيها الزراعة، ولها علاقات تجارية مع العراق والبلاد المجاورة، فعزم لذلك على إخضاع أمرائها من آل علي للنفوذ السعودي، وأمر حجيلان بن حمد التميمي، أمير بريدة، بالسير بحملةٍ إلى منطقة جبل شمر، في عام 1200 هـ/1785. بينما كانت حملة حجيلان في طريقها إلى منطقة جبل شمر صادفتها قافلةٌ تجاريّةٌ قادمةٌ من العراق متجهةٌ إلى حائل، فسلبوها وقتلوا بعض رجالها، وعادوا مسرعين من دون تحقيق هدف الدرعية من الحملة. ونتيجة لذلك، قرر أمير المنتفق، الشيخ ثويني بن عبد الله السعدون، في محرم عام 1201 هـ/نوفمبر 1786 الانتقام من حجيلان لنهبه القافلة العراقية، فسار بجيشه، ومعه جموع من قبائل أخرى من الزبير، نحو بريدة، وبعد عدة عمليات عسكرية، اضطر الشيخ ثويني للانسحاب لجنوب العراق بسبب قيام اضطرابات فيه. ولم تتمكن النجدة، التي أرسلها له حاكم الأحساء، الشيخ عبد المحسن بن سرداح، زعيم بني خالد، من الوصول إلى القصيم، بسبب سماعها بانسحاب الشيخ ثويني، فعادت أدراجها. انتهز حجيلان هذه الفرصة، فجدد هجومه على منطقة جبل شمر، بأمرٍ من الإمام عبد العزيز بن محمد، ونجح في إخضاعها للنفوذ السعودي بعد قتالٍ مع أهلها في عام 1201 هـ/1786. على الرغم من ذلك لم تستقر الأمور للدولة السعودية، ولم تخضع لها منطقة جبل شمر بالكامل، إلّا بعد عمليات عسكرية استمرت حتى عام 1207 هـ/1792.
بعد دخول جبل شمر ضمن النفوذ السعودي، بدأت أنشطة الدولة السعودية، نحو شمالي شبه الجزيرة العربية؛ فشن أمير جبل شمر، الشيخ محمد بن عبد المحسن آل علي، غارةً على فئات من قبيلة الشرارات، حول دومة الجندل، في منطقة الجوف، وفي عام 1208 هـ/1793، اتجهت قوات سعودية نحو تلك المنطقة، وبعد قتال عنيف، أخضعتها للدولة السعودية، وأصبحت الجيوش السعودية قادرة على الوصول إلى أطراف الشام. ثم أرسل الإمام عبد العزيز بن محمد حملة عسكرية إلى وادي السرحان بقيادة حجيلان بن حمد التميمي، في عام 1212 هـ/1797؛ حيث واجهت هناك مجموعة من قبيلة الشرارات وتمكنت من إخضاعها، ثم هجمت بعد ذلك على مجموعة من قبيلة الرولة وأخضعتها أيضاً. وبذلك انضمت منطقة الجوف إلى نفوذ الدولة السعودية الأولى، وربطت إدارياً بحائل؛ حيث يذكر ابن بشر، أن الإمام سعود بن عبد العزيز أسند لأمير جبل شمر إمارة هذه المنطقة، وقام هذا الأمير بمراسلة قبائل الجوف ووادي السرحان يستنفرهم في غزوةٍ غزاها ضد بعض القبائل في الشام، فساروا معه في 3 ربيع الآخر من عام 1225 هـ/1810، فوجدوا أنهم قد وصلهم الخبر، وقد هربوا من لقائهم، فنزلوا بصرى ثم قفلوا راجعين.

### ضم الأحساء والقطيف

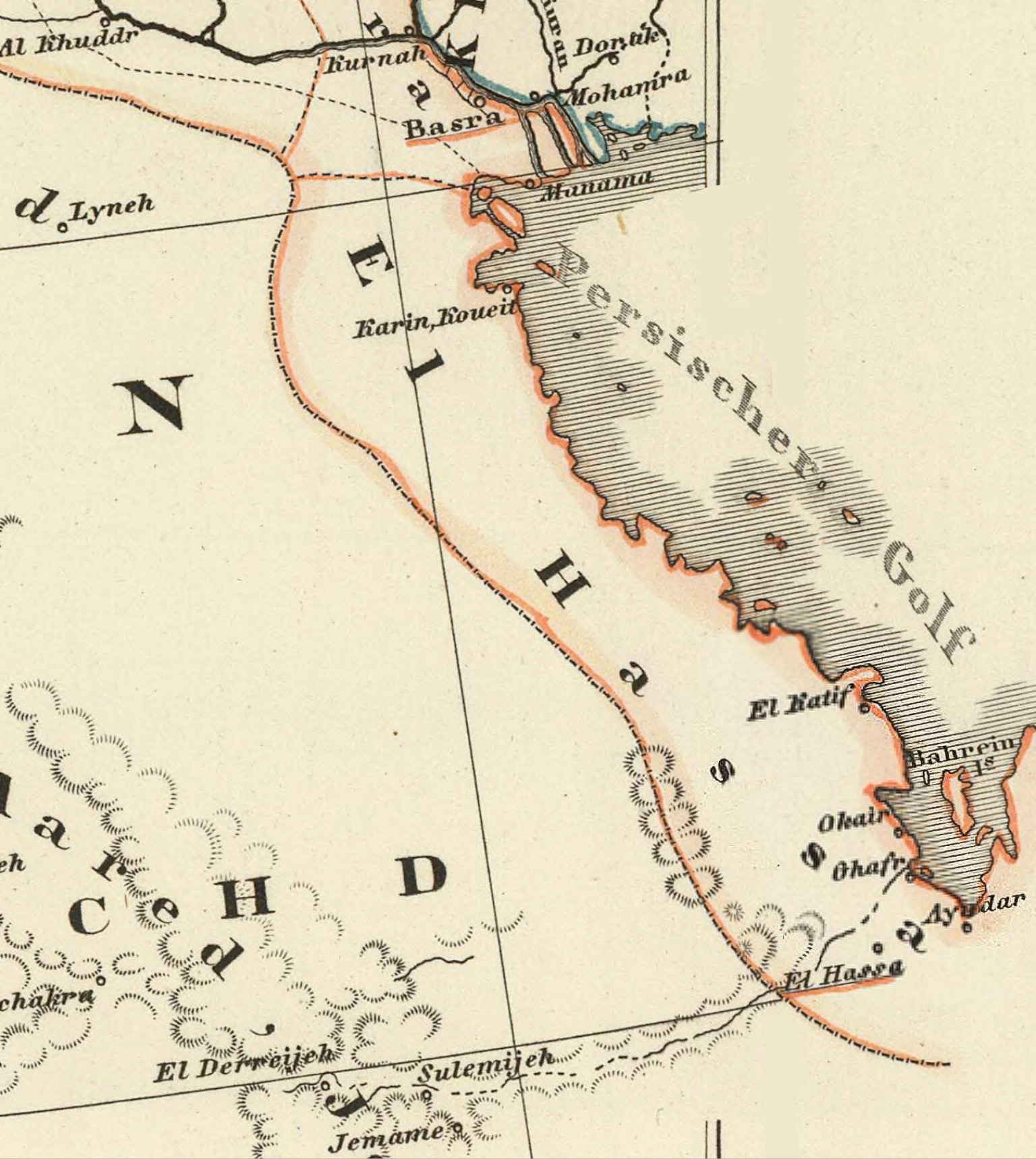
أصبح للدولة السعودية الأولى ساحل مهم على العالم الخارجي بعد سيطرتها على منطقة الأحساء، وتوجهت أنظارها للتوسع في مناطق ساحل الخليج العربي.

بدأ حكم بني خالد في الأحساء بقيادة رئيسهم الشيخ براك بن غرير آل حميد سنة 1080 هـ/1669، بعد طرد الحامية العثمانية، واستمر توسع لدولة بني خالد حتى وصل إقليم العارض في نجد، وبدأ الصراع مع الدرعية في عهد حاكم الأحساء سليمان بن محمد آل حميد؛ فقد أمر حاكم الأحساء أمير العيينة بقتل الشيخ محمد بن عبد الوهاب، فأخرجه أمير العيينة للدرعية، وحدث خلافٌ بين زعماء بني خالد نتج عنه طرد سليمان بن محمد من الأحساء، فلجأ للخرج ومات هناك، وتولى بعدها الشيخ عريعر بن دجين رئاسة بني خالد وحكم الأحساء.
كانت الإنجازات التي أحرزتها الدولة السعودية الأولى في فترة وجيزة تشكل خطرًا على مصالح إمارة آل حميد في الأحساء وعلى مركزهم وثقلهم السياسي في المنطقة إثر رجحان كفة السعوديين في نجد، وبعد ضم العيينة إلى الدولة السعودية، وهي إحدى البلدان التي كانت موالية لإمارة آل حميد؛ أخذ الأمير عريعر بن دجين -أمير آل حميد- على عاتقه معالجة الوضع في نجد بصورة فعلية؛ ففي سنة 1172 هـ/1759 بدأ بتحضير حملةٍ كبيرةٍ على الإمام محمد بن سعود والدرعية، فزحف بقواته على نجد وتوغل في داخلها حتى عسكر قرب بلدة الجبيلة، التي كان أهلها قد استعدوا للحملة وحصنوا مواقعهم، ثم أمدهم الأمير عبد العزيز بن محمد بعدد كبير من المقاتلين، فشن الأمير عريعر بن دجين هجومه على الجبيلة، لكن قواته فشلت في الاستيلاء عليها، بالإضافة إلى ذلك فشلت بعض القوات التي أرسلها إلى حريملاء في الاستيلاء عليها. أما أهل الدرعية فاستعدوا لمقاومة جيش الشيخ عريعر وقتاله؛ فبنوا سورين منضودين بالبروج ليمنعوا المقاتلين من الصعود على الجدران، لكن حاكم الأحساء الشيخ عريعر أحس بتخاذل من معه وقرر تجنب الدرعية وانسحب بقواته إلى الأحساء، ولما سمع عبد العزيز بن محمد برحيل الشيخ عريعر بن دجين عن نجد، سار إلى أهل الجبيلة وأنعم عليهم بالتحف والعطايا لصبرهم في قتال الشيخ عريعر.
بعد ذلك بسنوات تزعّم حاكم الأحساء الشيخ عريعر بن دجين حملةً كبرى أخرى، وكان ذلك في سنة 1178 هـ/1765 بالتحالف مع الشيخ حسن بن هبة الله المكرمي زعيم نجران، ودهام بن دواس أمير الرياض، وبعض أمراء نجد؛ حيث وقعت معركة الحاير بين قوات الإمام محمد بن سعود التي يقودها ابنه عبد العزيز، وقوات التحالف التي يقودها الشيخ المكرمي في مكان يعرف بحاير سبيع، وكان سبب هذه المعركة أن قبيلة العجمان بعد أن هزمهم عبد العزيز بن محمد في قذلة عام 1177 هـ/1764، وقتل منهم فريقًا وأسر فريقًا آخر، استنجدوا برئيس نجران وقبائل يام، فاستجاب صاحب نجران الحسن بن هبة الله المكرمي لشكواهم، وأعدَّ العدة لذلك، وأبلغ صاحب الأحساء الشيخ عريعر بن دجين عدو محمد بن سعود بعزمه على السير لقتال الدرعية، وعقد معه اتفاقًا للتعاون والاشتراك بقتالها، وضرب له موعدًا للقاء عند الحاير، فلما وصل المكرمي الحاير بقي أيامًا يحارب أهلَها حتى وصل جيش الدرعية الذي قيل إنه كان معتدًّا بنفسه ومُعجبا بقوته وكثرة عددِه، فلمَّا وصلوا قرية الحاير التقى الجيشان واشتَد القتال بينهما حتى انهزمت قوات الدرعية، وقُتل منها 400 وأُسر 300، وتم الاتفاق على تبادُلِ الأسرى وانسحاب جيش نجران. تلقت الدرعية ضربةً من قوات نجران هددت بسقوط الدولة السعودية الناشئة، فعقد محمد بن سعود ومحمد بن عبد الوهاب صلحًا مع أمير نجران، فأوقف أمير نجران هجماته. ولكن قوات الشيخ عريعر وصلت للدرعية، وحاصرت الدرعية لشهرٍ كاملٍ، لكنها لم تحقق النجاح. ثم في عام 1188 هـ/1775 هجم الشيخ عريعر بن دجين على منطقة القصيم، ونجح في إبعاد الأمير عبد الله بن حسن وتعيين الأمير راشد الدريبي آل أبوعليان، وكان ينوي شنّ هجومٍ على الدرعية، ولكنه توفي بعد شهرين من انسحابه من بريدة. في الأحساء دب الخلاف والصراع بين زعماء بني خالد، بعد وفاة الشيخ عريعر بن دجين، حتى تولى الشيخ سعدون بن عريعرالحكم، فقام الشيخ سعدون بعدة حملات وتحالفات ضد الدرعية، ومنها حصار بريدة. لاحقاً بدأ ميزان القوة يتغير؛ فبدأت حملات السعودية ضد الأحساء، فشنّ سعود بن عبد العزيز بن محمد سنة 1198 هـ/1784 حملةً على قرية العيون، وغنم منها غنائم كثيرة، ثم قاد سعود في عام 1199 هـ/1785 حملة عسكرية للأستيلاء على قافلة قادمة من الأحساء. تجدد الخلاف بين رؤساء بني خالد، فخرج الشيخ سعدون بن عريعر من الأحساء ولجأ للدرعية، فاستغل الإمام عبد العزيز بن محمد ذلك؛ فأمر قائده سليمان بن عفيصان بغزو الأحساء، فغزا بلدة الجشة وميناء العقير، وأشعل النيران فيها بعد أن استولى على الأموال التي بها، وقاد الأمير سعود بن عبد العزيز حملةً ضد بني خالد وقائدهم الشيخ عبد المحسن بن سرداح سنة 1204 هـ/1789 في معركة غريميل انهزم فيها جيش بني خالد، وهرب الشيخ عبد المحسن للمنتفق، وعَيَّن الأمير سعود، زيد بن عريعر أميرًا. بعد ذلك غزا سعود بن عبد العزيز القطيف سنة 1206 هـ/1792، وحاصر سيهات، ثم دخلها واستولى عليها، ثم اتجه إلى عنك واستولى عليها عنوةً وقتل 500 من رجالها، ثم اتجه للقديح وقتل مجموعة من رجالها واستولى على ما فيها من أموال، فتهاوت له بلدان القطيف طائعة فاستولى على ما فيها، ثم حاصر مكانًا يسمى الفرضة؛ لجأ إليه معظم سكان القطيف، وصالحه أهلها على 3 آلاف زر، ما يعادل 500 ليرة من الذهب، وأحرق سعود كتباً هائلة بعد أن جمعها خلال سيطرته على القطيف.

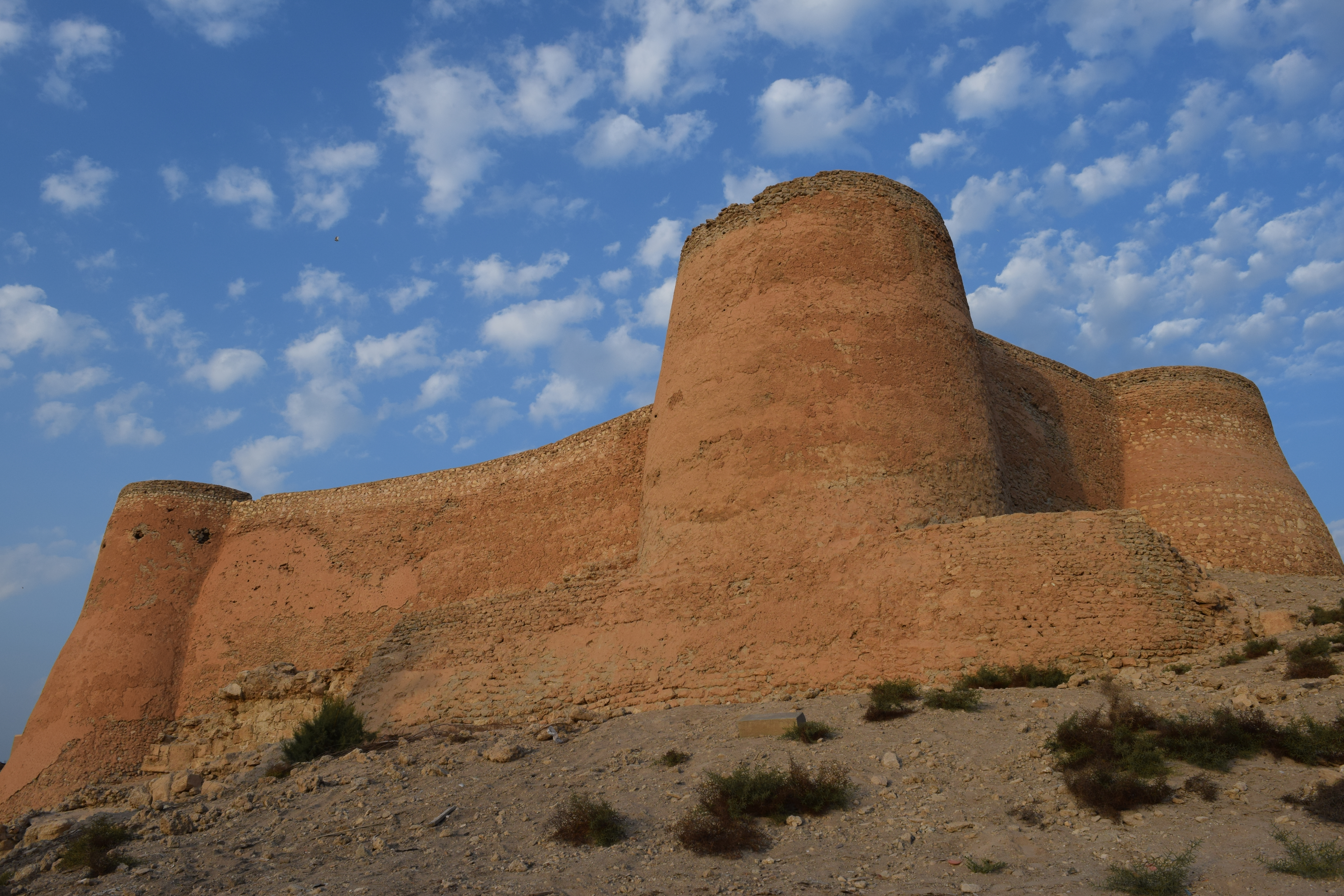
قلعة تاروت، تعتبر من أمنع حصون القطيف وأقدمها.

بعد سقوط القطيف فر عبد الله بن سليمان المهشوري قائد جيش بني خالد إلى قلعة تاروت، وتحصن فيها استعدادًا لحرب القائد السعودي إبراهيم بن عفيصان بعد إحكام السعوديين سيطرتهم على القطيف، وأرسل إبراهيم بن عفيصان أخاه فهد بن عفيصان بألفي مقاتلٍ إلى تاروت، لحرب من تبقى من بني خالد، فسيطر فهد بن عفيصان على جميع أراضي جزيرة تاروت، ثم طلب المدد فأمدهم إبراهيم بن عفيصان بألف مقاتل، فأصبح إجمالي عدد المقاتلين 3000 رجلًا، فزحف بهم إلى قلعة تاروت وحمل عليها، ولكن في أثناء الهجوم، قُتل الكثير من رجال ابن عفيصان، فاضطُر للانسحاب عن القلعة مسافة نصف فرسخ، ثم عاد إلى موضعه الأول، واستمر في حصار القلعة، ثم تشاور القائد عبد الله بن سليمان المهشوري، المتحصن في قلعة تاروت، مع عددٍ من أصحابه في الخروج من القلعة لحرب السعوديين، فأجابوه وخرجوا، فانكسر فهد بن عفيصان ورجاله، فطلب فهد المدد من أخيه إبراهيم الذي حصل على المدد من الدرعية بقيادة صالح بن راشد الدوسري، وسار بهم نحو تاروت، والتحق بجيش أخيه، ولما سمع بنو خالد بهذا الخبر دخلوا قلعة تاروت وتحصنوا فيها، ولكنهم أيقنوا أن لا طاقة لهم بحرب السعوديين، فحاصرهم إبراهيم بن عفيصان لمدة عشرين يوماً، ورمى قلعة تاروت بالمدافع، فتقدم إبراهيم بن عفيصان وعسكره، فوقف الخوالد وعددهم 800 رجلًا عند السلم المؤدي للقلعة شبه المربعة وهم يدفعونهم بالحراب، وفي هذه الأثناء انتشر السعوديون داخل القلعة، فهرب عبد الله المهشوري من القلعة، وبعد هذه المعركة أحكم السعوديون سيطرتهم على كامل منطقة القطيف بشكل نهائي.
لم تستتب الأمور بشكلٍ نهائيٍّ في الأحساء؛ فقد تقابل جيش الدولة السعودية الأولى الذي كان تحت قيادة الأمير سعود بن عبد العزيز، مع بني خالد تحت قيادة الأمير براك بن عبد المحسن في معركة كبيرة، عُرفت باسم معركة الشيط في عام 1207 هـ/1792. سار سعود بجيشه متجهًا لملاقاة بني خالد عند ماء يقال له «اللصافة»، وتتبع سعود جيش بني خالد حتى تقابل معه عند موضعٍ يسمى الشيط، ودار قتالٌ عنيفٌ هُزم فيه بنو خالد. وبعد هذه المعركة أرسل أهل الأحساء إلى سعود، وخرجوا إليه مبايعين. وأقام في الأحساء لمدة شهر، وبعد مغادرته بوقتٍ وجيزٍ، انقلب أهل الأحساء، فسار سعود على رأس حملةٍ اتجهت إلى الأحساء، وتقابل مع بني خالد مجددًا قرب المبرز، ثم أعلن أهل الأحساء ولاءهم، ودخولهم في طاعة الإمام عبد العزيز بن سعود، ولكن الاضطراب عاد من جديد إلى الأحساء التي ثار عدد من أعيانها، فتكرر مسير الأمير سعود إلى الأحساء في ذي القعدة من عام 1210 هـ/1796، فنزل منطقة الرقيقة قرب الهفوف، وتمكن من إعادة الأحساء إلى نفوذ الدولة السعودية. شكَّل ضم الدولة السعودية الأولى للأحساء نصرًا كبيرًا، وأكسبها إطلالة على العالم الخارجي بوصولها إلى الخليج العربي، وتحسن اقتصادها، وازداد نفوذها، وقوتها العسكرية، وتهيأت لها فرص التوسع في مناطق أخرى من ساحل الخليج العربي؛ فأكدت نفوذها على قطر، وأرسلت حملة إلى الكويت، ولكن لم تدخلها ضمن سلطتها، كما تقدمت قوات الدولة السعودية الأولى إلى واحة البريمي، بعد سلسلة من هجمات قادها كل من مطلق بن محمد المطيري، وإبراهيم بن عفيصان، وأصبحت البريمي قاعدةً متقدمةً للنشاط العسكري للدولة السعودية الأولى، ومركزًا لنشر الدعوة السلفية داخل عمان، والساحل المطل على الخليج.

### التوسع في مناطق الخليج العربي

#### الكويت
أدرك السعوديون أهمية الكويت، كميناء تموينٍ لنجد ومركزًا مزدهرًا للتجارة. وخلال الفترة من 1793 حتى 1797، في فترة وجود الوكالة التجارية لشركة الهند الشرقية البريطانية في الكويت (1793 ـ 1795)، شن السعوديون العديد من الحملات والغارات المسلحة على الكويت، لمعاقبة القبائل المعادية لهم، التي لجأت إليها. كانت الحملة الأولى قد وقعت في عام 1793، وقادها إبراهيم بن سليمان بن عفيصان، وأما الحملة الثانية فكانت في عام 1797 وقادها مناع أبو رجلين، وفي الحملتَين كان النصر حليفاً للسعوديين، ولكنهما لم تحققا هدف السعوديين في السيطرة على الكويت. ويُذكر أن أهل الكويت جهزوا في عام 1797 حملة للأخذ بالثأر، كما تعاون أهل الكويت مع حملة الشيخ ثويني بن عبد الله السعدون زعيم المنتفق التي وجهها ضد السعوديين في عام 1797. وإزاء التهديد السعودي أقام أهل الكويت السور الثاني حول الكويت لحمايتها.
وفي عام 1803 استجاب شيخ الكويت مُكرَهاً لطلب الإمام سعود بن عبد العزيز بمشاركة السفن الكويتية لسفن عتوب البحرين والقواسم في تظاهرة بحرية إلى مسقط لإرهاب حاكمها. وفي عام 1804 غزا سعود بن عبد العزيز الكويت، وعسكر بجيشه في الجهراء، ولكنه انسحب منها من دون أن يشتبك مع أهلها في قتال. وبعد عام 1811 بدأ تهديد السعوديين للكويت يتراجع نتيجة لتقلص وجودهم العسكري في شرقي شبه الجزيرة العربية على إثر هجوم قوات والي مصر محمد علي باشا عليها ناحية الغرب، مما اضطرهم إلى سحب قواتهم من الساحل الشرقي لمواجهة الخطر القادم من الغرب. وكان شيخ الكويت رحّب بالتقدم الذي أحرزته القوات المصرية الزاحفة إلى نجد بل ساعدها في أثناء حصارها الدرعية عاصمة الدولة السعودية الأولى التي سقطت عام 1818.
على الرغم من الحملات العسكرية المتعددة التي شنها السعوديون على الكويت إلّا أنهم لم يتمكنوا من السيطرة عليها، فظلت الكويت بذلك محتفظة باستقلالها. وتتلخص العوامل التي ساعدت الكويت على الاحتفاظ باستقلالها، وعدم خضوعها للسيطرة السعودية في اضطرار السعوديين ابتداءً من عام 1796 إلى المحاربة في عدة جبهات؛ فقد استهدفتهم هجمات أشراف مكة وحملة والي بغداد العثماني سليمان باشا التي كان يقودها الشيخ ثويني بن عبد الله السعدون شيخ المنتفق، فضلاً عن زحف القوات المصرية إلى نجد والأحساء بعد عام 1811، إضافة إلى أن الكويت بصفة عامة كانت تمتلك قوةً بحريّةً تتمثل في أسطولها البحري؛ فلم يكن للسعوديين قوة بحرية سوى قوة حلفائهم القواسم التي كانت أضعف من أن تواجه أسطول الكويت. ولذلك كانت حملات السعوديين على الكويت حملاتٍ بريةً بالأساس. وأخيرًا أسهم وجود الوكالة التجارية لشركة الهند الشرقية البريطانية في الكويت خلال الفترة من أبريل 1793 حتى أغسطس 1795 في حفظ استقلال الكويت وعدم خضوعها للسيطرة السعودية؛ حيث أسهمت الوكالة التجارية في الدفاع عن الكويت تجاه التهديد السعودي. كما حرصت الشركة على عدم سيطرة أية قوة على الكويت، نظرًا لأهميتها الاستراتيجية بالنسبة إلى الوجود البريطاني في الخليج العربي. وإمعاناً في هذا الحرص، نقل البريطانيون مقر الوكالة التجارية لشركة الهند الشرقية البريطانية، من البصرة إلى الكويت، خلال الفترة من 1793 حتى 1795.

#### قطر

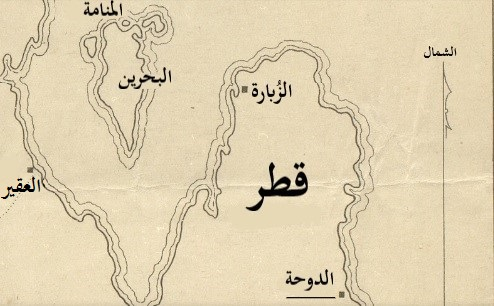
موقع الزبارة في قطر والذي كان مقراً لآل خليفة أثناء غزو إبراهيم بن عفيصان لقطر.

كان يسكن قطر ثلاث قبائل؛ هي: آل مسلم، وكانوا يسكنون في قرى فريحة والقويرط، وآل أبي حسن الذين كانوا يقيمون باليوسفية، والمعاضيد الذين سكنوا في الرويضة والطبيخ. ثم استقر المقام بأسرة آل خليفة، من العتوب، في الزبارة، على الساحل تجاه البحرين، بعد أن انفصلوا عن التحالف الذي كان قائماً بينهم وبين آل صباح والجلاهمة، عام 1128 هـ/1716م. كان إبراهيم بن عفيصان، هو القائدَ السعوديَّ الأولَ الذي غزا قطر، في أواخر عام 1207 هـ/1793م، واستطاع إخضاع معظم قراها كقرى فريحة، والحويلة، واليوسفية، والرويضة وغيرها، وكتب إلى الدرعية يطلب السماح له بمهاجمة الزبارة، فجاءته الموافقة من الإمام عبد العزيز بن محمد، فحاصر إبراهيم بن عفيصان فيها العتوب (آل خليفة وجماعتهم)، وشدد هجماته عليها، حتى استولى على قلعتها، فاضطر العتوب إلى الرحيل، وساروا إلى البحرين عبر البحر. وهكذا، دخل السعوديون قطر، التي أصبحت جزءاً من الدولة السعودية الأولى، والتي أخذت تنشر فيها مبادئ دعوة الشيخ محمد بن عبد الوهاب.

#### البحرين

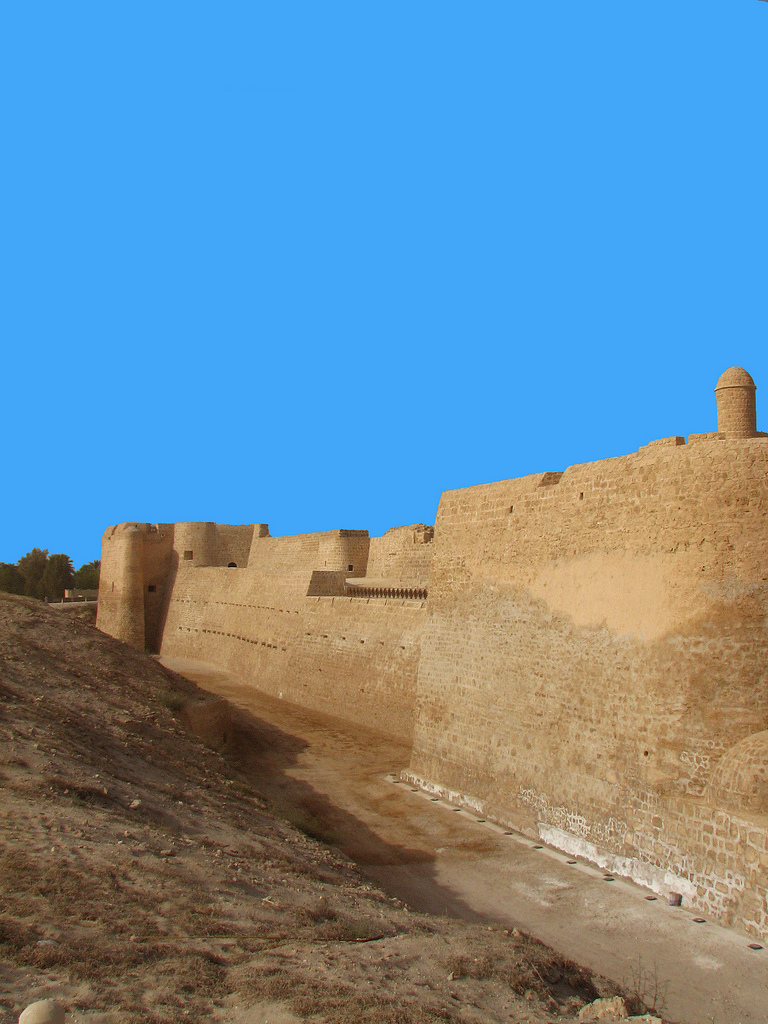
إحدى القلاع الحربية في البحرين.

كانت البحرين تحت سيادة أسرة آل خليفة، الذين كانوا يقيمون في الزبارة، في قطر. ومنها كانوا يديرون شؤون الجزيرة منذ عام 1196 هـ/1782. وقد تركوا الزبارة، على إثر دخول القائد السعودي إبراهيم بن عفيصان إليها، وتوجهوا إلى البحرين. وسكن الشيخ سلمان بن أحمد آل خليفة وأسرته في قرية جوا في البحرين سنة1212 هـ/1797. لم تدم إقامتهم بها؛ لأن البحرين خضعت لحكم السيد سلطان بن أحمد بن سعيد، حاكم مسقط، عام 1215 هـ/1800 الذي عَيَّن أخاه سعيدًا حاكماً عليها، واضطر آل خليفة إلى العودة إلى بلدتهم القديمة، «الزبارة»، بعد أن أعطاهم آل سعود الأمان. وقد طلب آل خليفة من الإمام سعود بن عبد العزيز بن محمد، مساعدتهم على استرجاع البحرين من حاكم مسقط، فسارع إلى إرسال جيشٍ بقيادة إبراهيم بن عفيصان، والذي استولى على البحرين، وطرد قوات حاكم مسقط منها سنة 1224 هـ/1809. لكن إبراهيم بن عفيصان، لم يُسلِّم زمام الأمور فيها لآل خليفة، بل أعلن ضمها إلى الدولة السعودية، وجعل مقر إمارته في قلعة الديوان. وحينما حاول آل خليفة إجلاء القوات السعودية عن البحرين، فردت القوات السعودية بقيادة سليمان بن سيف بن طوق، وهاجمت الزبارة، وساقت رؤساء آل خليفة، وعلى رأسهم الشيخ سلمان بن أحمد آل خليفة وبعض وجهاء الزبارة، كرهاً، إلى الدرعية، وأمر الإمام سعود، بإبقاء الشيخ سلمان آل خليفة وبعض أبناء أسرة آل خليفة في الدرعية، وأمر البقيّة بالرجوع إلى الزبارة، وكان ذلك في عام 1224 هـ/1809. عُين فهد بن سليمان بن عفيصان، قائداً للحامية السعودية في البحرين، وعُين إبراهيم بن عفيصان أميراً عليها. ولم يستسلم آل خليفة، بل طلبوا المساعدة من سعيد بن سلطان، حاكم مسقط، ومن الفرس، وأقاربهم من العتوب. وهاجموا الحامية السعودية في البحرين، وطردوا أميرها، إبراهيم بن عفيصان ورجاله، واعتقلوا قائد الحامية، فهد بن سليمان بن عفيصان، ومعه ستة عشر رجلاً، واتخذوهم رهائن حتى تُطلق الدرعية آل خليفة الباقين فيها. حاول إبراهيم بن عفيصان لاحقًا استرداد البحرين، بمساعدةٍ رحمة بن جابر الجلهمي، إلّا أنه فشل في ذلك، وحلت الهزيمة بقواته، في معركة خكيكرة، عام 1225 هـ/1810، واضطر الإمام سعود إلى إطلاق زعماء آل خليفة، وعادوا إلى البحرين. لم يعاود السعوديون محاولاتهم غزو البحرين، لانشغالهم بالحروب ضد قوات محمد علي باشا في الحجاز، ولم يكن الحكم السعودي في البحرين مستقراً، كما أن قبضة الدولة السعودية على البحرين، لم تكن كقبضتها على قطر. بسبب صعوبة المواصلات البحرية؛ فالدولة السعودية، لم يكن لديها أسطولٌ بحريٌّ عسكريٌّ، فكانت لذلك تستخدم مراكب الغوص إذا دعت الضرورة إليها. أما قطر، فهي امتداد طبيعي للأحساء، ولا يوجد بينهما حواجز طبيعية، كما هو الحال مع البحرين، إضافةً إلى الخلاف المذهبي، بين أتباع الدولة السعودية، وبعض سكان البحرين من الشيعة، بعكس قطر، التي يعتنق سكانها المذهب الحنبلي السائد في الدولة السعودية. هذا إلى جانب أهمية موقع البحرين، ومدى التنافس الدولي والمحلي فيه.

#### عمان
كان يقطن عمان مجموعة قبائل؛ هي: بنو ياس، والمناصير، والعوامر، والنعيم، بنو كتب، وبنو كعب، والدروع، وآل وهيب، وبنو مهير، والمطاريش. وانقسم هؤلاء السكان إلى طائفتَين؛ هما: القبائل الهناوية، وتنتمي إلى مذهب الإباضية، والقبائل الغفارية، التي تنتمي إلى أهل السنة والجماعة.

منطقة البريمي، كانت معقلا ومقرًّا لانطلاق القوات السعودية في عمان.

ولما وصل نفوذ الدولة السعودية الأولى منطقة الأحساء، بدأت تتطلع إلى نشر مبادئ دعوتها في عمان؛ فأمر الإمام عبد العزيز بن محمد قائده، مطلق بن محمد المطيري، بغزو عمان الصير، حيث تقطن قبيلة بني ياس، إلّا أن مطلق المطيري، لم يُوفّق في الاستيلاء على المنطقة، عندها رأى الإمام عبد العزيز، أن يُكلِّف الأمر لقائده إبراهيم بن عفيصان، الذي قاد معظم الحملات السعودية في نواحي شرقي شبه الجزيرة؛ فقاد جيشاً كبيراً إلى منطقة عمان الصير، ضد بني ياس، وقاتلهم حتى طلبوا الأمان من الدرعية، ثم تبعتهم قبيلة النعيم، التي تقطن في البريمي، ثم أرسلت الدرعية إليهم عالِمًا ليعلمهم مبادئ دعوة الشيخ محمد بن عبد الوهاب، ويدرسهم مؤلفاته، ككتاب التوحيد وغيره. وكانت هاتان القبيلتان من القبائل الغفارية السُّنية، التي قد ترى في قوة الدولة السعودية ما يعينها في صراعها ضد القبائل الهناوية الإباضية. ثم تقدم إبراهيم بن عفيصان إلى واحة البريمي، عام 1210 هـ/1795، وبنى فيها قصر الصبارة، في منتصف الطريق الواصل بين البريمي وحماسا، ليكون قاعدةً للقوات السعودية في المنطقة. كان لدخول قبيلة النعيم في طاعة الدولة السعودية الأولى، وتطبيقها مبادئ دعوة الشيخ محمد بن عبد الوهاب في المنطقة، دورٌ في تعزيز النفوذ السعودي في ساحل عمان، وبدأ السعوديون بإقناع القبائل الأخرى في المنطقة بالانضمام إليهم، ووجهوا نداءهم إلى القواسم سكان رأس الخيمة، لإقناع رئيسهم الشيخ صقر بن راشد القاسمي إلّا أنه رفض، وحينما لجأت الدولة السعودية إلى محاربته عن طريق قبيلة النعيم قاومها وصمد في مقاومته، فأرسلت الدولة السعودية قواتٍ عسكريّةٍ مرةً أخرى، بقيادة مطلق المطيري، وحاصرت رأس الخيمة، وقطعت الطريق بين المدينة ومزارع نخيلها، فصار كالحصار الاقتصادي عليها، وظل مطلق المطيري يشدد في حصاره، حتى اضطرت المدينة إلى طلب الصلح معه، برئاسة زعيم القواسم، الشيخ صقر بن راشد القاسمي، عام 1212 هـ/1797، وكان من بين بنود هذا الصلح أن يقبل القواسم تعاليم دعوة الشيخ محمد بن عبد الوهاب، وأن يدفعوا الزكاة إلى الدولة السعودية. فأعلن صقر بن راشد ولاءه للدرعية، واعتناق مبادئ الدعوة، وتعهد بدفع الزكاة، مادامت الدرعية لا تغير من وضعه، بوصفه زعيماً للقبيلة.

أرسلت الدرعية القائد سالم بن بلال الحرق، إلى منطقة البريمي، عام 1214 هـ/1800، أميراً عليها، بدلاً من ابن عفيصان؛ فسيطر على واحة البريمي، وبدأ يوسع نفوذ الدولة السعودية في عمان، بين القبائل القريبة من البريمي، في اتجاه الساحل، ومن ثم انضمت قبائل النعيم والظواهر وبني قتب للدولة السعودية، ودفعت إليها الزكاة، وحذا حذوها قبيلتا بني علي وبني راسب، مما أثار القبائل الهناوية ضد القبائل الغفارية، المؤيدة للدولة السعودية، والمدعومة من قبلها. وتحت ضغط العمليات العسكرية السعودية المتواصلة في عمان، وخاصةً تلك الحملات التي وصلت إلى سهل الباطنة، اضطر السيد سلطان بن أحمد بن سعيد، حاكم عمان، لطلب الصلح من الإمام عبد العزيز بن محمد قبل اغتياله، فعُقدت هدنةٌ مدتها ثلاث سنواتٍ، وقُدِّرت الإتاوة السنوية التي سيدفعها السيد سلطان سنويًا بخمسة آلاف ريال، وذلك نظير حماية أراضيه. ثم تولى بعد السيد سلطان بن أحمد، السيد بدر بن سيف البوسعيدي في حكم البلاد، وكان قد أيد دعوة الشيخ محمد بن عبد الوهاب، قبل أن يتولى الحكم وبعده. إلا أن هذا الموقف لم يعجب أسرة آل بوسعيد، الذين ثاروا عليه وقتلوه عام 1221 هـ/1806. وتولى أمر عمان من بعده، السلطان سعيد بن سلطان، الذي حارب القوات السعودية، وكان يساعده على موقفه ابن عمه قيس بن أحمد. وكان هدف سعيد أن يخرج القوات السعودية من عمان، وأن لا يدفع الزكاة إلى الدولة السعودية. وكانت القوات السعودية في تلك الفترة يقودها القائد مطلق بن محمد المطيري، الذي رد بقواته الهجوم، وهزمت قوات حاكم عمان. وقتل قيس بن أحمد في موقعة خور على ساحل خليج عمان. وبعد فشل حاكم مسقط في هذه الموقعة، صارت الطريق مفتوحةً أمام القوات السعودية، لدخول جميع عمان والسيطرة عليها. وقد استفاد مطلق المطيري من هزيمة حاكم مسقط وأتباعه، فتقدم ودخل مطرح، وواصل زحفه حتى وصل مدينة مسقط نفسها. وأعلن معظم مدن عمان وقراها وبلدانها الخضوع للسيادة السعودية. وقد عاد حاكم عمان، السلطان سعيد بن سلطان، إلى دفع الإتاوة إلى الدولة السعودية في عهد الإمام سعود الكبير بن عبد العزيز. وقد أثارت هذه الأحداث مخاوف بريطانيا على مصالحها في الخليج العربي؛ فأرسلت قوةً بحريّةً، جاءت من الهند، لتستولي على رأس الخيمة، وكان ذلك في عام 1224 هـ/1809. 

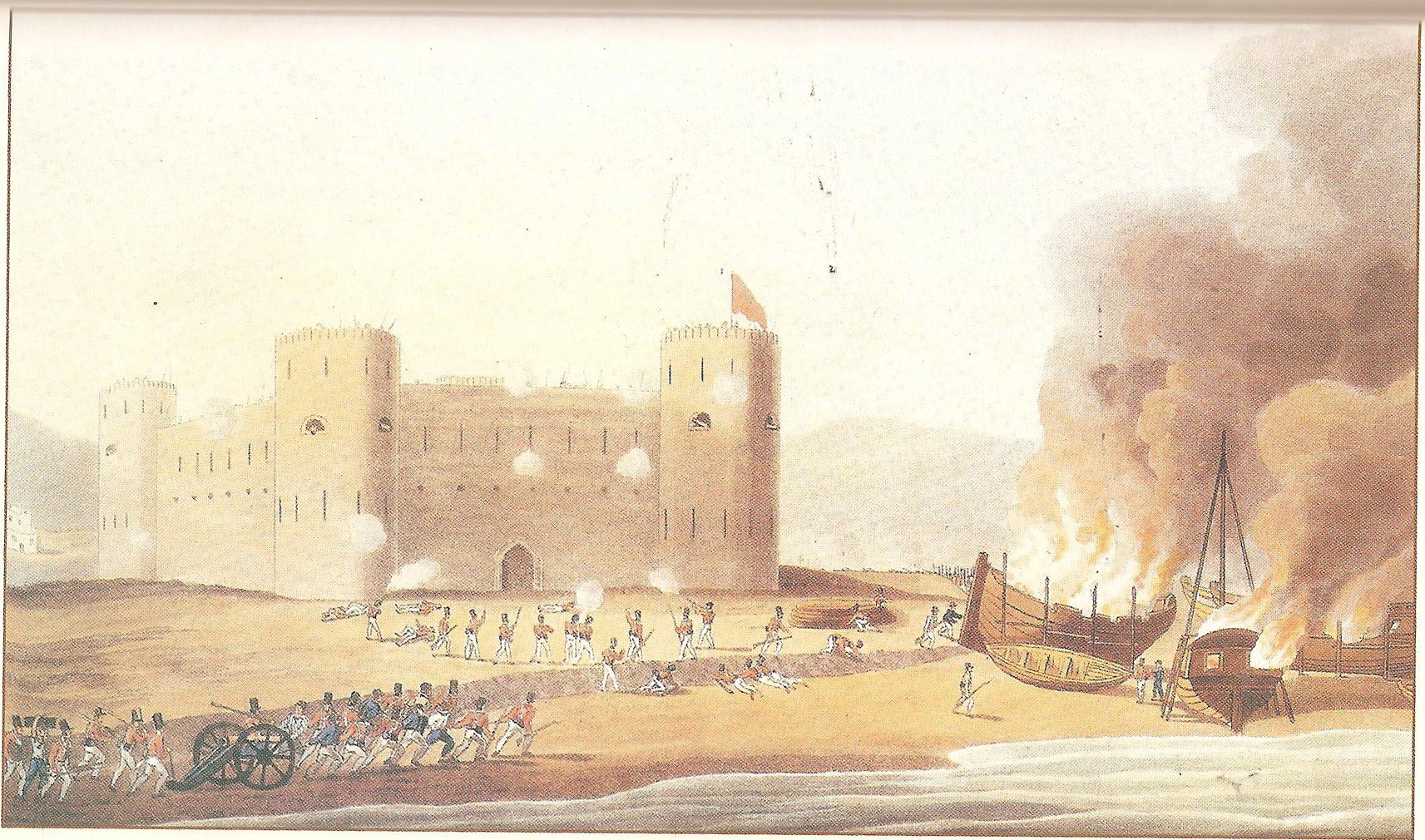
القوات البريطانية تهاجم رأس الخيمة في عام 1809.

مناطق تحت حكم القواسم.

في 14 سبتمبر عام 1809، وفي ما يُعرف بحملة الخليج العربي 1809، تحركت حملة قوية من بومباي بقيادة الكولونيل سميث والكابتن جون وين رايت، وعين الكابتن سيتون مسؤولا سياسياً عنها، وتكونت الحملة من الفرقاطات تشيفون (35 مدفع) وكارولين (36 مدفع) ، وخمسة طرادات لكل منها ما بين 10 و20 مدفع، إضافةً إلى ثلاث وسائل نقلٍ أخرى تحمل 800 جنديٍّ أوروبيٍّ و500 جنديٍّ سباهيٍّ. كان الهدف الأساسي لتلك الحملة تدمير القوة البحرية للقواسم، وإعادة بعض المواقع التي انتزعها القواسم في خليج عُمان إلى سلطان مسقط. وصلت الحملة البريطانية إلى مسقط حيث ظلت عدة أيام، ناقش خلالها قادتها الخطط العسكرية للقضاء على القواسم مع حاكم عمان السيد سعيد بن سلطان. ثم في 11 نوفمبر عام 1809 وصلت سفن الحملة إلى رأس الخيمة، ولكن ضحالة المياه أمام سواحل رأس الخيمة أجبرت السفن على الوقوف على مسافة تتراوح ما بين ميلينٍ إلى أربعة أميال، وبدأت السفن قصف المدينة طوال يوم 12 نوفمبر من نفس العام. دافع حينها القواسم عن مدينة رأس الخيمة، وعلى الرغم من ذلك تمكن البريطانيون، في صباح يوم 13 نوفمبر، من فتح ثغرةٍ في دفاعات المدينة واندفعوا إلى داخلها، وعند الظهيرة تمكنوا من احتلال وسط المدينة، في حين ظلت الأجزاء الشمالية في أيدي القواسم، وشرعت سفن الشركة بعد ذلك في تدمير وإحراق أسطول القواسم، ثم ترددت الأنباء عن اقتراب قوات كبيرة من السعوديين متجهة إلى رأس الخيمة، وكانت تعليمات الرئاسة الصادرة للسفن البريطانية تحظر الاشتباك مع السعوديين في عمق اليابسة من أراضي رأس الخيمة؛ فقد أصدر قادة الحملة في صباح يوم 14 نوفمبر أوامرهم بعودة الجنود البريطانيين إلى سفنهم، حتى لا تتورط القوات البريطانية في معارك برية، قد لا يكون النصر حليفا لها فيها. وعلى الرغم من عنف تلك الحملة العسكرية التي قامت بها سفن الشركة البريطانية ضد القواسم، لم تأت بنتائج إيجابية بشكل كاف، ولم تحقق كل الأهداف التي قامت من أجلها؛ فلم تتمكن الحملة البريطانية من تدمير كافة سفن القواسم، فعندما علم القواسم باقتراب الحملة قاموا بإخفاء العديد من سفنهم في أخوار عميقة غرب رأس مسندم. وأما عن هدف الحملة الخاص بإعادة بعض المواقع التي انتزعها القواسم من سلطان مسقط إليه، فلم تعد بفائدة؛ فعلى الرغم من عودة تلك المواقع إلى حوزته، جلب تعاونه مع الحملة البريطانية عداء السعوديين له، والذي ظل يعاني منه طويلًا.

هاجم القائد مطلق المطيري، قوات حاكم مسقط، وأنزل بها هزيمةً قرب شناص، ثم قام ببعض الأعمال العسكرية في سهل الباطنة، وعاد بعدها إلى قاعدته في البريمي. وقد تواصلت الأعمال العسكرية السعودية في إقليم عمان؛ ففي عام 1225 هـ/1810م، خرج ثلاثة من أبناء الإمام سعود بن عبد العزيز، تركي وناصر وسعد، إلى عمان من دون علم والدهم، وانضموا إلى قوات مطلق المطيري، وتمكنوا بمساعدةٍ من قبائل الظواهر والجنبة وبني قتب والدروع، من القيام ببعض العمليات الحربية، والاستيلاء على مطرح قرب الساحل، وعلى خلفان وجعلان وصور وصحار، وإلى هذه الواقعة أشار شكيب أرسلان في قوله: «وقفل الإنجليز إلى الهند بعد أن نصحوا سعيد بن سلطان بالعودة إلى بلاده، فلم يتقبل النصيحة لملاقاة مطلق المطيري قائد الدولة السعودية، فهزمه وألزمه دفع الزكاة السنوية للدولة السعودية». عاد بعدها مطلق المطيري إلى الدرعية مع أبناء الإمام سعود؛ كان لهذه الأعمال أثر سيِّئ في نفوس بعض القبائل هناك، مما جعل قبيلة بني ياس تنقض عهدها مع الدرعية، وتثور على الحامية السعودية هناك وتفتك بها. فكتب الإمام سعود إلى عبد العزيز بن غردقة أمير الأحساء أن يتجه إلى عمان ويكون هو أمير الجيش فيها. فلما وصل إلى عمان حدثت بينه وبين بني ياس واقعة، وصارت الهزيمة على عبد العزيز وقتل فيها ومعه نحو 200 رجلٍ من أهل عمان والأحساء، وكان ذلك في جمادى الثانية سنة 1226 هـ/1810، وكانت الواقعة تسمى «وقعة أبو ذئب». وكان القائد عبد العزيز بن غردقة مزهواً بنفسه مستبداً برأيه؛ جمع جيشاً كبيراً وقاتل بني ياس ومعه الشيخ حمدان بن راشد النعيمي وقبائل النعيم والظواهر في موضع يدعى أبو ذئب، فقتل الشيخ حمدان بن راشد النعيمي، ووقعت الهزيمة في قومه، ثم قتل القائد عبد العزيز بن غردقة وانسحب جيشه.

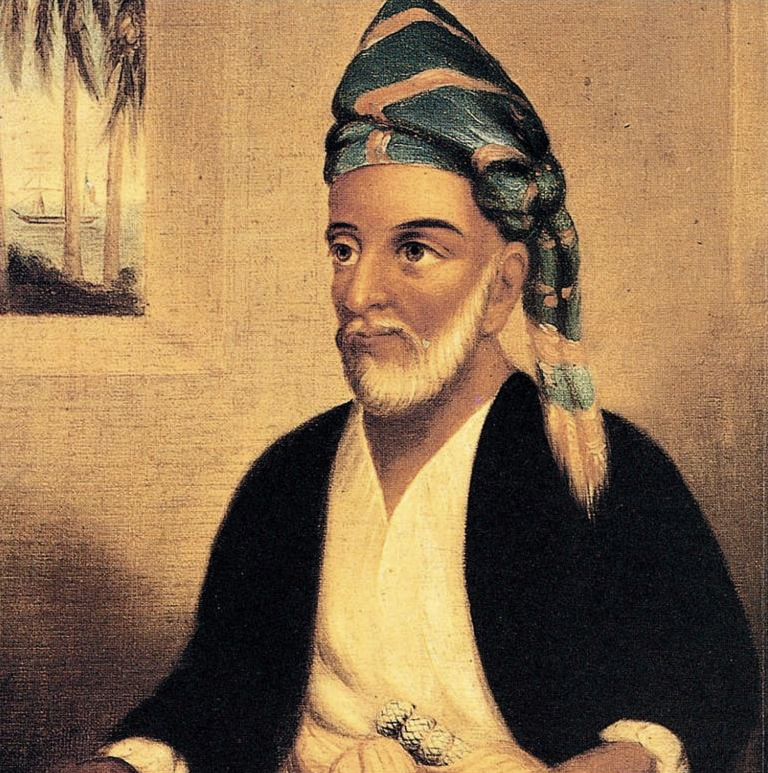
سلطان مسقط سعيد بن سلطان، كان في عهده ذروة التوسع السعودي في بلاد البريمي وعمان.

 بعد هذه الأحداث أرسل الإمام سعود بن عبد العزيز القائد مطلق المطيري مرةً أخرى إلى عمان، بعد مقتل عبد العزيز بن غردقة، فجمع صاحب مسقط سعيد بن سلطان عساكر كثيرة في آخر شهر ذي الحجة من سنة 1226 هـ/1810، وبدأ السيد سعيد يبحث عن حليفٍ آخر، بعد أن رفضت بريطانيا مساعدته ضد السعوديين، فتوجه إلى الفرس؛ لأنهم كانوا كارهين للسعوديين، ويظهرون عداءهم لهم لأنهم قد تعرضوا للعديد من القوافل الفارسية وأساؤوا لهم بتخريبهم للأماكن المقدسة في النجف وكربلاء، وكانت هذه الأسباب كفيلة لترحيب الشاه بطلب السيد سعيد والتعاون معه ضد السعوديين، لذلك أرسل الشاه حملةً بحريّةً بقيادة صادي خان؛ انضمت إلى قوات السيد سعيد، ودارت معركةٌ كبيرةٌ مع السعوديين بالقرب من نخل، فحلّت الهزيمة على سعيد بن سلطان صاحب مسقط، وقتل من جيشه مقتلةً عظيمةً، وأخذوا خيامهم ومدافعهم، وهي أكثر من عشرة مدافع، ورجع بقيتهم إلى مسقط وسمائل، لكن سرعان ما ظهرت الادعاءات السعودية بأن الفرس يهدفون إلى احتلال مسقط وليس لمساعدة السيد سعيد، لذلك بدأت تضعف أواصر التحالف بين فارس ومسقط، وانتشرت الفوضى بين القوات العمانية وانتهز مطلق المطيري هذا الوضع، فأرسل قواته ضد المتحالفين وكَبَّدَ سعيدًا خسائر فادحةً، واستطاع أن يبسط سيطرته على مدينة مطرح على مقربة من مسقط، واتخذها مركزًا لقواته للوقوف في وجه أيّة مساعداتٍ قادمةٍ من الفرس إلى السيد سعيد، وقبض عمال الإمام سعود في عمان الأخماس، وبعثوا بها إلى الدرعية. ثم في نفس السنة انتقم السعوديون انتقامًا مروعًا من السلطان سعيد، وقامت قواتهم وعلى رأسها تركي وفيصل ولدا الإمام سعود بن عبد العزيز باجتياح أقاليم مسقط، وأقاموا معسكرهم في جعلان وجعلوها قاعدة انطلاق غاراتهم، ونجحوا في أن يحولوا قبيلتي بني بو علي وبني راسب القويتين في تلك المنطقة إلى المذهب المتبع بالدولة السعودية، وبعدها انسحبوا دون خسائر إلى قاعدتهم الرئيسية في البريمي. لاحقاً بدأ السيد سعيد يستعيد قوته، ويحصن قلاعه بعد هزيمته الفادحة، وهزم وطرد صادي خان إلى بندر عباس، وسرعان ما وصله نبأ مقتل القائد السعودي مطلق المطيري على يد أحد زعماء الحجريين؛ حيث حدثت معركة عظيمة بين مطلق المطيري والحجريين، قتل فيها من الجيش السعودي 500 رجلًا، وقُتِل مطلق المطيري، وكان ذلك في ذي القعدة عام 1228 هـ/1813. ولما علم سعود بن عبد العزيز بمقتل مطلق المطيري، أرسل أخاه بتال بن محمد المطيري، وجاء بتال إلى البريمي واستلم زمام الأمور، ولكن الوقت لم يكن مواتياً له كما كان الحال زمن أخيه مطلق؛ إذ أن عمان كانت مُفككةً وقت مجيئه، باستثناء ما بقي في أيدي السعوديين من أراضٍ، وأسهَمَ في سوء الأوضاع، أن الدولة السعودية كانت تخوض معارك طاحنة ضد العثمانيين في الحجاز، ثم توفي الإمام سعود بن عبد العزيز في عام 1229 ھـ/1814، واستلم الأمر من بعده الإمام عبد الله بن سعود. بعد أسر ومقتل الإمام عبد الله بن سعود في الآستانة، وسقوط الدولة السعودية وتدمير عاصمتها الدرعية على يد القائد إبراهيم باشا عام 1818، أصبحت الفرصة مناسبة للسيد سعيد لاستعادة مناطقه التي خسرها أمام السعوديين، بعـد تخلصه من نفوذ السعوديين، وانصرف لتحقيق طموحاته فـي الشرق الإفريقي.

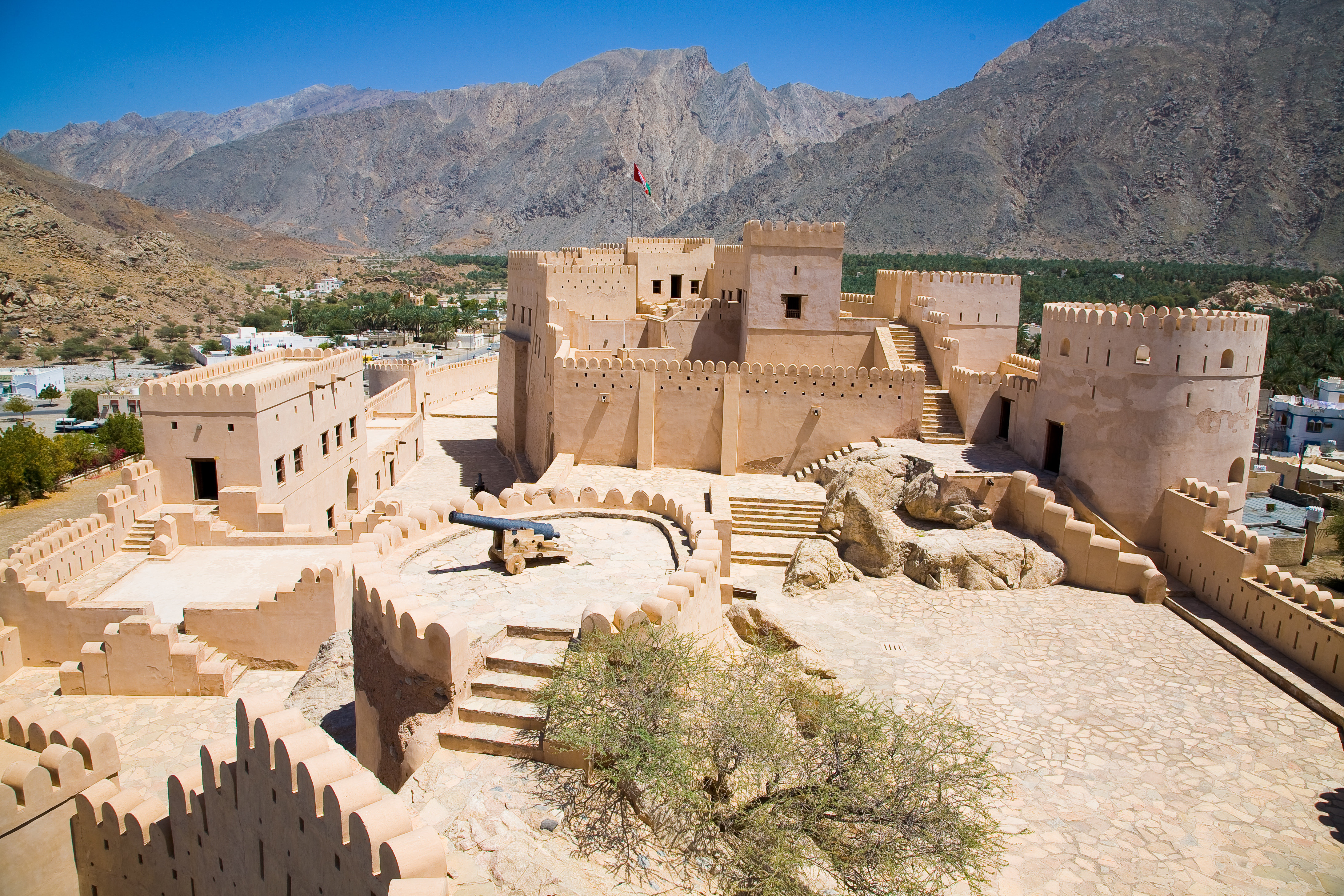
قلعة نخل في عمان.

أسفرت الجهود السعودية في المنطقة، عن اعتناق القبائل العمانية، السنية، دعوة الشيخ محمد بن عبد الوهاب. وهي قبائل: النعيم وبني ياس وآل علي والعوامر وبني قتب وبني كعب والهشم والجنبة وبني راسب والقواسم. ونالت الدولة السعودية مكاسب مادية كبيرة، من الزكاة وغيرها. وأقامت في المنطقة القرى والقصور والمساجد.

### الحجاز

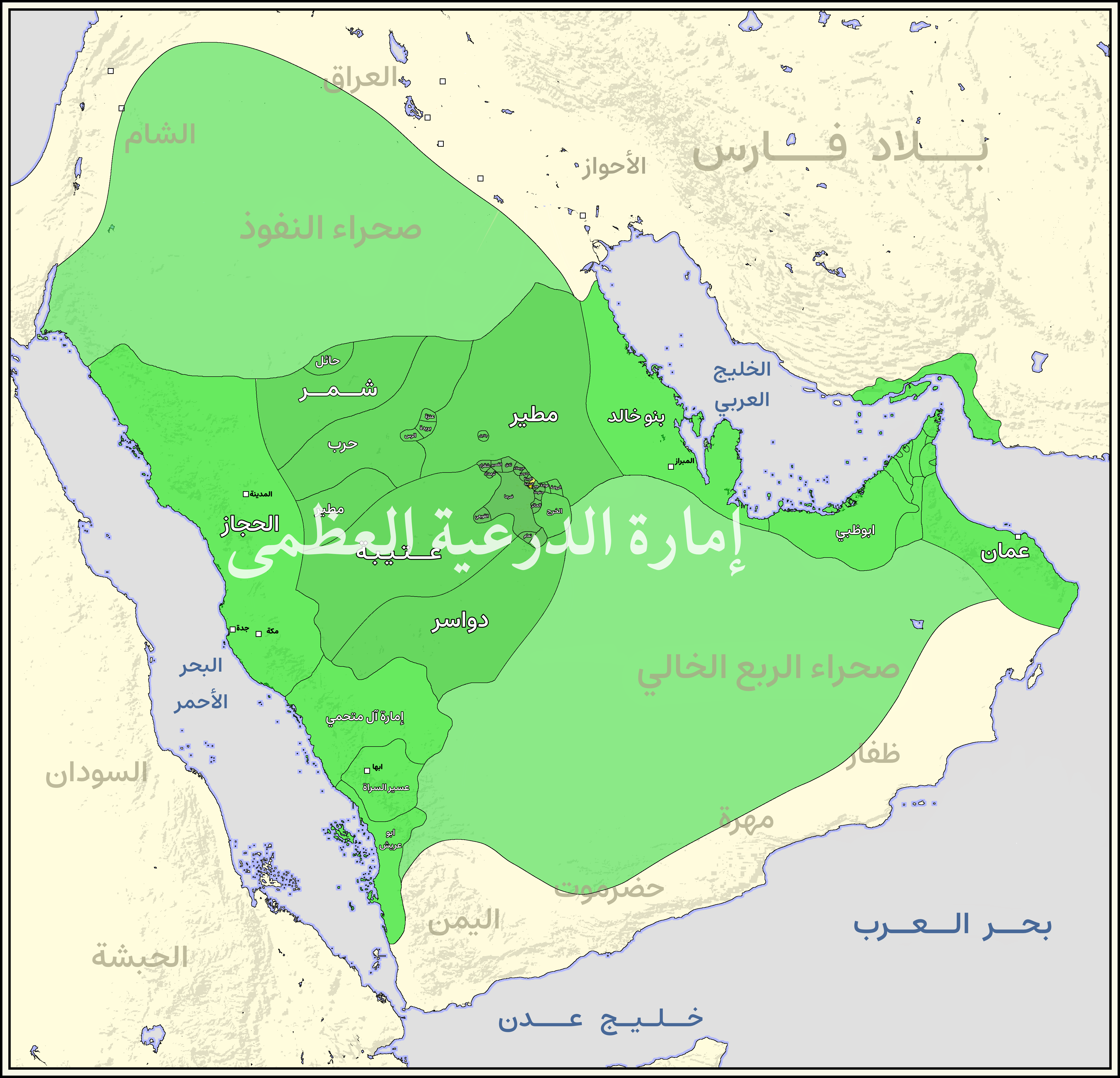
الدولة السعودية الأولى في ذروة اتساعها في عهد الإمام سعود الكبير.

لم يكن موقف أشراف الحجاز بأفضل من غيره، بالنسبة إلى الدولة السعودية الأولى، ودعوة الشيخ محمد بن عبد الوهاب، لما كان لأشراف مكة من نفوذ في بعض الأقاليم النجدية؛ فقد برزت نقاط احتكاكٍ بينهم وبين السعوديين، تمثل إحداها في أول موقفٍ عدائيٍّ من قبل أشراف مكة لدعوة الشيخ محمد بن عبد الوهاب؛ فقد منع الشريف مسعود بن سعيد أنصار دعوة الشيخ من أداء فريضة الحج، وسار خليفته أخوه، الشريف مساعد، على نهجه. ولكن في عام 1183 هـ/1769، عثرت كتيبةُ سعوديةُ، في عالية نجد، على جماعةٍ من الحجازيين، بقيادة الشريف منصور، وحين أحضروا إلى الدرعية، أكرمهم الإمام عبد العزيز بن محمد، وأطلقهم من دون فدية، وبعد ذلك قدم الشريف منصور ومعه إذنٌ من شريف مكة للسعوديين بالحج. ثم في عام 1185 هـ/1771، طلب الشريف أحمد بن سعيد، من قادة الدرعية، أن يرسلوا عالمَ دينٍ، ليوضح لعلماء الحجاز حقيقة ما يدعون إليه، فأرسلت الدرعية الشيخ عبد العزيز بن عبد الله الحُصّين، ومعه رسالةٌ من الشيخ محمد بن عبد الوهاب، توضح مبادئ الدعوة وكان نصُّها: «بسم الله الرحمن الرحيم، المعروض لديك أدام الله فضل نعمه عليك حضرة الشريف أحمد بن الشريف سعيد، أعزَّه الله في الدارين، وأعزَّ به دين جدِّه سيِّد الثَّقَلَيْن. إنَّ الكتاب لما وصل إلى الخادم، وتأمَّل ما فيه من الكلام الحسن رفع يديه بالدعاء إلى الله بتأييد الشريف لما كان قصده نصر الشريعة المحمدية ومن تبعها، وعداوة من خرج عنها، وهذا هو الواجب على ولاة الأمور. ولما طلبتم من ناحيتنا طالب علم امتثلنا الأمر، وهو واصل إليكم، ويحضر في مجلس الشريف أعزه الله تعالى هو وعلماء مكة؛ فإن اجتمعوا فالحمد لله على ذلك، وإن اختلفوا أحضر الشريف كتبهم وكتب الحنابلة. والواجب على كل منا ومنهم أن يقصد بعلمه وجه الله ونصر رسوله، كما قال تعالى: ﴿وَإِذْ أَخَذَ اللَّهُ مِيثَاقَ النَّبِيِّينَ لَمَا آتَيْتُكُمْ مِنْ كِتَابٍ وَحِكْمَةٍ ثُمَّ جَاءَكُمْ رَسُولٌ مُصَدِّقٌ لِمَا مَعَكُمْ لَتُؤْمِنُنَّ بِهِ وَلَتَنْصُرُنَّهُ قَالَ أَأَقْرَرْتُمْ وَأَخَذْتُمْ عَلَى ذَلِكُمْ إِصْرِي قَالُوا أَقْرَرْنَا قَالَ فَاشْهَدُوا وَأَنَا مَعَكُمْ مِنَ الشَّاهِدِينَ ۝٨١﴾ [آل عمران:81]. فإذا كان الله سبحانه قد أخذ الميثاق على الأنبياء إن أدركوا محمداً على الإيمان به ونصرته، فكيف بنا يا أمته! فلا بد من الإيمان به، ولا بد من نصرته، لا يكفي أحدهما عن الآخر. وأحق الناس بذلك وأولاهم أهل البيت الذين بعثه الله منهم وشرفهم على أهل الأرض. وأحق أهل البيت بذلك من كان من ذريته. وغير ذلك يعلم الشريف أعزَّه الله أن غلمانك من جملة الخدام، ثم أنتم في حفظ الله وحسن رعايته».

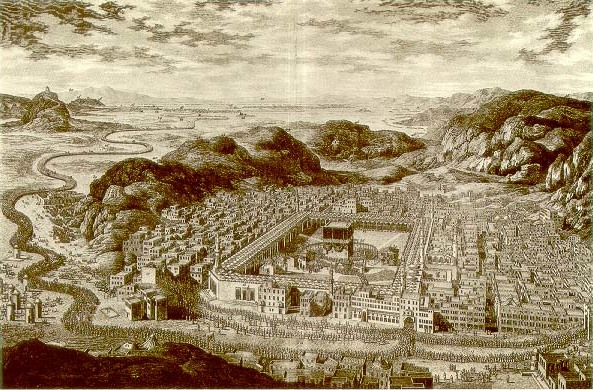
أصبح لأتباع الدرعية الحرية في زيارة مكة منذ عام 1213هـ/1798.

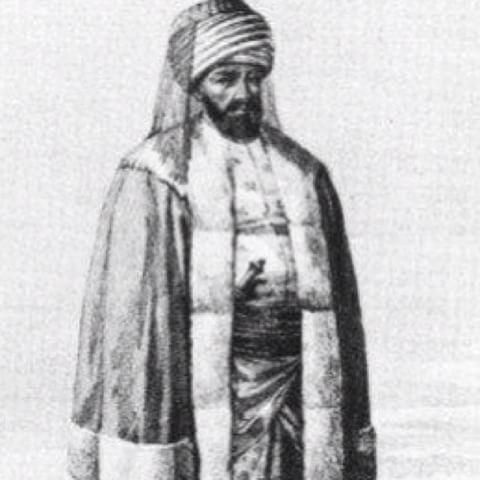
كان الشريف غالب بن مساعد من أشد خصوم الدولة السعودية الأولى، حتى دخل في طاعتها بعد الحملات التي وجهتها إليه.

 بدأ الموقف يسير إلى التحسن بين الدولة السعودية وأشراف الحجاز، حينما اقتنع الشريف، وعلماء مكة، بمبادئ الدعوة. لكن لم يدم ذلك طويلاً؛ فقد أُبعِد الشريف أحمد عن الحكم، وحل محله ابن أخيه، الشريف سرور بن مساعد. وفي عهده أرسلت الدرعية طلباً للشريف، كي يسمح للحجاج السعوديين بزيارة مكة، لأداء فريضة الحج. إلًا أنه اشترط دفع ضريبة، مقابل هذه الزيارة، ما دعا السعوديين إلى رفض مطلبه. وبعد سنتين، وذلك في عام 1197 هـ/1782، دخل الحجاج السعوديون مكة، بعد أن تودد قادة الدرعية إلى الشريف سرور، بالهدايا الثمينة. وحين تُوفِّيَ الشريف سرور، عام 1202 هـ/1787، خلفه أخوه، الشريف غالب بن مساعد. وبعد سنتين، أراد الشريف غالب أن يحدد سياسته تجاه الدولة السعودية، التي تحقق انتصاراتٍ في كل اتجاه، فطلب من الإمام عبد العزيز بن محمد، والشيخ محمد بن عبد الوهاب، أن يرسلا إليه عَالِمًا، ليطلعه على حقيقة ما يدعوان إليه. فأرسلت الدرعية، مرة أخرى، العالم عبد العزيز بن عبد الله الحُصّين، إلى مكة، ومعه رسالةٌ من الشيخ محمد بن عبد الوهاب. إلَّا أن المناظرات والمناقشات، لم تصل إلى حدّ إقناع الشريف غالب، وعلماء مكة، بمبادئ الدعوة، فعاد إلى سيرة من قبله؛ فمنع الحجاج السعوديين من دخول مكة، فزادت حدّة التوتر بين السعوديين والأشراف، وكانت أول حملةٍ عسكريةٍ جهزها الشريف غالب، عام 1205 هـ/1790، ضد الدولة السعودية، بقيادة أخيه الشريف عبد العزيز بن مساعد، وقوامها عشرة آلاف رجل. سارت الحملة في طريقها إلى الدرعية حتى وصلت إلى منطقة السر، وحاصرت حصن «قصر بسام»، الذي كانت فيه حاميةٌ سعوديةٌ، ولم تستطع الحملة اقتحام الحصن، فأقامت أربعة أشهرٍ على هذه الحال. على الرغم من أن الدولة السعودية كانت في ذلك الوقت ترمي بكل ثقلها ضد بني خالد في الأحساء، في الشرق، أرسل عبد العزيز بن محمد قوةً عسكريّةً، بقيادة الأمير سعود بن عبد العزيز، وتحت إمرته مجموعة من أمراء المناطق، إلى رمحين، وأخذت هذه القوة تلاحق القوات الحجازية، التي انتقلت من منطقة السر إلى بلدة الشعراء، في عالية نجد، مما جعل الشريف عبد العزيز، يطلب النجدة من أخيه الشريف غالب، الذي جاء على رأس جيشِ حجازيِ في رمضان 1205 هـ/مايو 1791، وحاصر بلدة الشعراء، لمدة شهر. ولكن مجيء هذا الجيش لم يحرز أي نصر، فعادت القوات الحجازية إلى بلادها، خاصة أن موسم الحج قد اقترب، ووجود الشريف في مكة أمرٌ ضروريٌ. وبعد سنوات جمع الشريف غالب قواتً كبيرةً في عام 1210 هـ/1795، بقيادة الشريف فهيد، وهاجم قبائل قحطان الموالية للدولة السعودية، وعلى رأسها هادي بن قرملة، عند ماء ماسل، في عالية نجد، وأحدث فيهم مقتلةٌ عظيمةٌ انتصرت فيها قوات الشريف. هذا الانتصار جعل الشريف غالبًا يرسل حملةً أخرى في العام نفسه، بقيادة الشريف ناصر بن يحيى، ضد هادي بن قرملة وقبيلته قحطان، في مكان قرب ماء الجمانية، في عالية نجد، ولمّا علم الإمام عبد العزيز بن محمد بذلك، أرسل تعزيزاتٍ من بوادي نجد، من قبائل عتيبة ومطير والسهول وسبيع والعجمان والدواسر، لمساندة قبيلة قحطان، ضد هجوم الأشراف عليها. وجرى قتالٌ عنيفٌ بين الفريقَين، حققت فيه القوات السعودية، والمتحالفة معها، نصراً كبيراً. يؤكد ابن غنام أن غنائم السعوديين من تلك المعركة، بلغت 30 ألفا من الإبل و200 ألف من الغنم والماعز. ثم في عام 1212 هـ/1797، حشد الشريف غالب قواته واصطدم بالسعوديين في معركة الخرمة؛ حيث تكبدت قواته خسائر فادحة. وعلى إثر هذه الواقعة، طلب الشريف غالب الصلح مع الإمام عبد العزيز وأن يسمح، خلالها، للسعوديين بالحج. كان واضحاً أن السعوديين متفوقون في القوات؛ فقد واصلوا تقدمهم نحو الجنوب حتى وصلوا نجران والحدود الشمالية لليمن. ثم في عام 1217 هـ/1802 حاول الشريف غالب الذي ضمت قواته مجموعةً من الأتراك والمصريين والمغاربة أن يتقدم مراراً نحو الخرمة وبيشة، ولكنه هُزم هناك، وسيطر الإمام عبد العزيز بن محمد على بيشة. وبعد انضمام بعض القبائل الموالية للشريف إلى الدولة السعودية، أرسل الشريف وفداً مفاوضاً إلى الدرعية، برئاسة صهره ووزيره عثمان بن عبدالرحمن المضايفي. وبعد عودة عثمان المضايفي إلى الحجاز، شق عصا الطاعة على الشريف، وأعلن الانضمام إلى الدولة السعودية، وكان هذا مكسبًا سياسيًّا وعسكريًّا للدولة السعودية، وعاملَ ضعفٍ في قوة الشريف غالب. واتخذ عثمان المضايفي من بلدة العبيلاء، بين تربة والطائف، مركزاً له، وانضمت إليه القبائل الحجازية التي لا تميل إلى شريف مكة. ولما هاجمه الشريف غالب، تمكن عثمان المضايفي من صده، وسارعت إليه نجدةٌ من القبائل الموالية للسعوديين، فزحف إلى الطائف، واستولى عليها، بعد انسحاب الشريف غالب إلى مكة، عام 1217 هـ/ 1802، وعينت الدرعية عثمان المضايفي أميراً، من قبلها، على الطائف والمناطق التابعة لها. وبعد الاستيلاء على الطائف، قرر الأمير سعود بن عبد العزيز وضع حدٍ للصراع مع الشريف، ولهذا اتجهت قوات الدرعية، بقيادته نحو الحجاز، وانضم إليها عثمان المضايفي بقواته التي في الطائف، وزحفت الجيوش السعودية نحو مكة، وكان ذلك قبيل موسم الحج، عام 1217 هـ/1803، فكاتب الشريف غالب الدولة العثمانية؛ يستنجدها، وانتظر الأمير سعود بجيشه، حتى انقضى الحج، وانصرف الحجاج إلى بلدانهم. ولما شعر الشريف غالب بعدم قدرته على مقابلة الجيش، ترك مكة وتوجه إلى جدة، تاركاً الأمر في مكة لأخيه الشريف عبد المعين بن مساعد، الذي أعلن طاعته، واستعداده لتسليم مكة، على أن يبقى في شرافتها، فقبل الأمير سعود، الذي كان يعسكر في وادي السيل، بين مكة والطائف. وهكذا، دخل السعوديون مكة، في محرم 1218 هـ/1803، وكتب حينها الأمير سعود كتاباً إلى السلطان العثماني سليم الثالث، يقول فيه: «من سعود إلى سليم.. أما بعد: فقد دخلت مكة في الرابع من المحرم سنة 1218هـ وأمّنتُ أهلها على أرواحهم وأموالهم بعد أن هدمت ما هناك من أشباه الوثنية وألغيت الضرائب إلا ما كان حقاً، وثبتُّ القاضي الذي وليتهُ أنت طبقاً للشرع، فعليك أن تمنع والي دمشق ووالي القاهرة من المجيء بالمحمل والطبول والزمور إلى هذا البلد المقدس، فإن ذلك ليس من الدين في شيء، وعليك رحمة الله وبركاته». ثم قُرئَ على منبر الحرم الشريف، كتاب الأمان العام لأهل مكة، وأُمر بتطبيق مبادئ الدعوة الإصلاحية، وتدريسها في حلقات الدرس، في الحرم، وهدمت القباب والشواهد على القبور، وزحف الأمير سعود إلى جدة وحاصرها، ولكنه عجز عن دخولها، لمناعة أسوارها. فرفع عنها الحصار، وعاد إلى الدرعية، بعد أن رتّب حاميةً سعوديةً في مكة. بعد رحيل القوات السعودية، هاجم الشريف غالب مكة، فدخلها من دون مقاومة، في عام 1218 هـ/1803، وأعطى الأمان للحامية السعودية. ثم تقدم إلى الطائف فحاصرها، وكان فيها عثمان المضايفي وأتباعه، وأثناء ذلك اغتيل الإمام عبد العزيز بن محمد بن سعود، على يد أحد الأكراد في الدرعية، عام 1218 هـ/1803، وبويع ابنه سعود أميراً للدولة السعودية. ثم في عام 1219 هـ/1805 هاجمت قوات الشريف غالب، وعددها حوالي 10 آلاف رجل، القبائل الموالية للسعوديين، وعلى رأسها الأمير عبد الوهاب أبو نقطة من أمراء عسير، لكن الشريف غالب مُنِيَ بالهزيمة، وترك الشريف مدافعه وسلاحه، فاستولى عليها عبد الوهاب ومن معه، وكان القتلى أكثر من ستمائة قتيل؛ أكثرهم من الأتراك، والأمداد التي عنده من الدولة العثمانية، وجمع عمال سعود خُمس الغنائم وقيَّضوها. ثم أمر الإمام سعود بن عبد العزيز ببناء قلعةٍ عسكريةٍ في وادي فاطمة، لتكون نقطة رصد ومراقبة لتحركات الشريف غالب، واكتملت في عام 1220 هـ/1805. وأصدر أوامره إلى عبد الوهاب أبو نقطة، أمير ألمع وعسير ونواحي تهامة، الموالين للدولة السعودية، بأن يسير إلى جدة، ليكون قائدًا عامًا للجيوش السعودية المُعَدَّة لحرب الشريف غالب، ثم أرسلت الدرعية قواتٍ كبيرةٍ، صوب مكة، فحاصرتها، وسدت على الشريف جميع الطرق، مما أثر في الوضع الاقتصادي فيها، فأدرك الشريف غالب، أنه لا طاقة له بالصمود، واضطر إلى طلب الصلح، على أن يبقى في إمارته على مكة، تابعاً للدرعية، وبهذا دخلت مكة تحت الحكم السعودي. وفي العام نفسه؛ تقدمت القوات السعودية بقيادة بداي ابن مضيان نحو المدينة المنورة، فدخلتها بعد محاصرتها، ثم استولوا على ينبع. وبذلك تم الاستيلاء على الحجاز كاملاً.

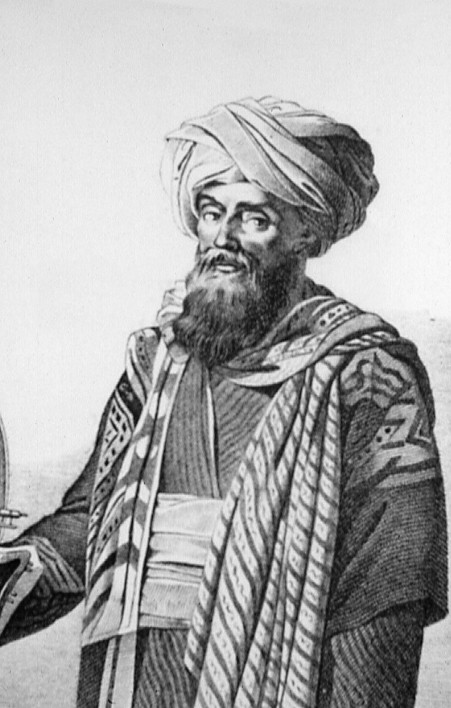
الرحالة الإسباني دومينغو فرانثيسكو باديا الذي شهد تسليم مكة لإمام الدرعية سعود بن عبد العزيز في حج عام 1221هـ/1806.

 اعتبارًا من عام 1221 هـ/1806؛ أخذ الإمام سعود يؤدي فريضة الحج سنويًا على رأس قواته، وكان عادةً يُعيّنُ موضعاً قرب المدينة المنورة لتجمع أنصاره ثم يتحرك نحو الجنوب، وفي الطريق تنضم إليه فصائلٌ من عسير والطائف وقبائل من مناطق الحدود بين الحجاز ونجد وعسير، ومحاربون من مختلف مناطق نجد وجبل شمر، بزعامة أمرائهم عبد الوهاب أبو نقطة وفهاد بن شكبان وعثمان المضايفي وحجيلان بن حمد ومحمد بن عبد المحسن آل علي ومسعود بن مضيان وجابر بن جباره وغيرهم. وكان سعود كل مرة يوزع الصدقات في مكة، ويتبادل الهدايا مع الشريف غالب، ويحمل كسوة ثمينة للكعبة. وبدأت الدولة السعودية بممارسة سلطتها في الحجاز؛ فأصدر الإمام سعود أوامره لفراج بن شرعان العتيبي ومسعود بن مضيان وجابر بن جبارة بالذهاب شمالاً بقواتهم ومنع دخول المحمل الشامي، القادم للحج بقيادة عبد الله باشا العظم، في عام 1221 هـ/1806. ولأن الدولة العثمانية، لم تكن راضية عن الشريف غالب، فلم تلتفت إلى طلبه العون منها ضد الهجمات السعودية، ولم تأخذ تحذيراته لها مأخذ الجد؛ يقول أحمد زيني دحلان، المؤرخ الحجازي، ما يلي: «أرسل مولانا الشريف غالب، للدولة العلية، يخبرهم بظهور أمر الوهابية. وأرسل لذلك السيد محسن بن عبد الله الحمود، والسيد حسين مفتي المالكية، فلم تكترث الدولة لهذا، ولم تلتفت إليه».
وكان من نتائج ضم الحجاز إلى الدولة السعودية، امتداد حدود الدولة من الخليج العربي حتى ساحل البحر الأحمر، مما أعطاها، بعداً جغرافياً وسياسياً كبيرًا. مما حدا بالدولة العثمانية أن تتخذ موقفاً حازماً من النفوذ السعودي، بعد دخول الدولة السعودية الطائف ومكة والمدينة، وتبعية جدة لها. ومن بعدها؛ بدأ احتكاك الدولة العثمانية بالدولة السعودية، عن طريق ولاتها في الشام، في محاولة للقضاء عليها. ولمّا أيقنت الدولة العثمانية، أن ولاة الشام، لا يستطيعون عمل أي شيء، كما حصل مع ولاة بغداد سابقًا، قررت الاتصال بواليها، محمد علي باشا، في مصر.
أَرَّخْ الرحالة دومينغو فرانثيسكو باديا الإسباني أو علي بيك العباسي الذي كان قد قصد مكة قادماً من القاهرة في صورة حاج للاستقصاء بعد أن تناهت الأنباء عن خضوع الشريف غالب للدرعية سنة 1220هـ/1805، والذي شهد تسليم مكة بفتح أبوابها لإمام الدرعية سعود الكبير بن عبد العزيز في حج عام 1221 هـ/1806، ما نصه: «شاهدت رتلاً عسكرياً، يشكل طابوراً مكوناً من خمسة أو ستة آلاف شخص، كما بدا لي، متكدسين في طول السكة وعرضها، مما يستحيل معه الحركة، يتقدم القافلة اثنان من الفرسان المسلحين برماح طولها متران، وتنتهي هذه القافلة بخمسة عشر أو عشرين ممتطين الخيول والجمال، يحملون الرماح بأيديهم كرفقائهم السابقين، ويلحظ أنهم لا يحملون أعلاماً ولا أبواقاً.. كان بعضهم خلال هذه المسيرة يرفع صوته بهذه المناسبة المقدسة، بينما آخرون يتلون الأدعية في صوت مرتفع ومبهم، كل على طريقته، وفي هذا الوضع المشار إليه، صعدوا بانتظام إلى أعلى المدينة، وهناك تفرقوا على شكل فصائل.. وبعد مدة محدودة، رأيت جيشاً مؤلفاً من خمسة وأربعين ألفاً من الوهابيين، أكثرهم كانوا راكبين على الجمال، وفي معيتهم آلاف من الجمال الأخرى التي تحمل الماء والخيام والخشب للوقود والأعشاب الجافة لجمال القادة، ومجموعة تقدر بمئتين من الخيول التي تحمل الأعلام.. مرفوعة على الرماح، وقد قيل لي إن هؤلاء الخيالة ينتمون إلى القائد الثاني أبي نقطة. وقد لحظت سبعة أو ثمانية أعلام من راكبي الجمال بدون طبول ولا أبواق ولا أية أداة عسكرية أخرى، وبما أن هؤلاء الرجال جميعاً كانوا في ثياب الإحرام وكذلك قادتهم، تعذر عليّ تبين سعود.. إلا أن شيخاً جليلاً ذا لحية بيضاء طويلة يتقدمه العلم الملكي بدا لي أنه السلطان -الإمام-، وكان هذا العلم الملكي أخضر.. منقوشا عليه بأحرف بيضاء ضخمة. ولم يلبث الجبل حتى اكتسى وما حوله من الأرض بجموع الوهابيين، وكان مشهدهم يملأ النفس ذعراً.. يطيعون زعماءهم طاعة عمياء، ويتحملون صامتين كل أنواع المشاق».

### التوسع في عسير وجازان ونجران

#### عسير

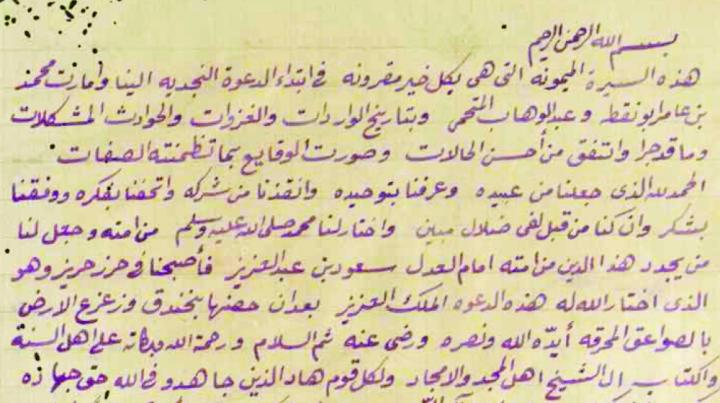
مخطوطة تتضمن حديثاً عن عبد الوهاب أبو نقطة، أحد أبرز القادة السعوديين في عسير وتهامة.

بدأ نشاط السعوديين في عسير في عام 1211 هـ/1796، حينما أرسلوا جيشًا، بقيادة ربيع بن زيد الدوسري، أغار على جماعاتٍ من شهران، وسار في العام التالي إلى بيشة وحاصرها، حتى بايع أهلها الدولة السعودية على السمع والطاعة، مما حدا بالشريف غالب بن مساعد، أن يُجهّزَ حملةً كبيرةً في العام نفسه، واستعاد البلدة، وفي طريق عودة الشريف غالب من بيشة، واجهته القوات السعودية في الخرمة فهزمته. وفي عام 1213 هـ/1798 أعاد ربيع بن زيد الدوسري الكرة، مهاجماً بيشة، واستولى عليها، وصارتً تابعةً مجددًا للحكم السعودي. وعَيّنَ الإمام عبد العزيز بن محمد أحد زعماء تلك المنطقة أميراً عليها، وهو سالم شكبان الشهراني، وصار الطريق ممهداً، أمام الدولة السعودية، لنشر نفوذها نحو الجنوب. وقد أدى اقتناع محمد بن عامر أبو نقطة وأخيه عبد الوهاب أبو نقطة، من زعماء عسير، بالدعوة الإصلاحية للشيخ محمد بن عبد الوهاب، إلى انضمام منطقة عسير إلى الدولة السعودية. بعد وفاة محمد بن عامر في بلدة رنية سنة 1217هـ/1803، عندما كان هو وأخوه عبد الوهاب وبعض مشايخ وأعيان عسير عائدين من الدرعية عاصمة الدولة السعودية الأولى، رُشّح عبد الوهاب للإمارة خلفاً لأخيه محمد، وأقر الإمام عبد العزيز بن محمد، عبد الوهاب بن عامر أبو نقطة أميراً عاماً على عسير، وقام عبد الوهاب أبو نقطة بجهود عظيمة، في دخول القوات السعودية للحجاز لاحقاً، وامتدادها في الجهات الجنوبية الغربية من شبه الجزيرة العربية. قتل عبد الوهاب أبو نقطة في عام 1224 هـ/1809، بعد معركة بينه وبين حمود أبو مسمار في المخلاف السليماني. نتيجة لذلك صدرت أوامر الدرعية بتعيين طامي بن شعيب المتحمي أميراً على عسير؛ حيث وصل وفدٌ من الدرعية للعزاء وتنصيب طامي بن شعيب مكان ابن عمه.

#### المخلاف السليماني (جازان)

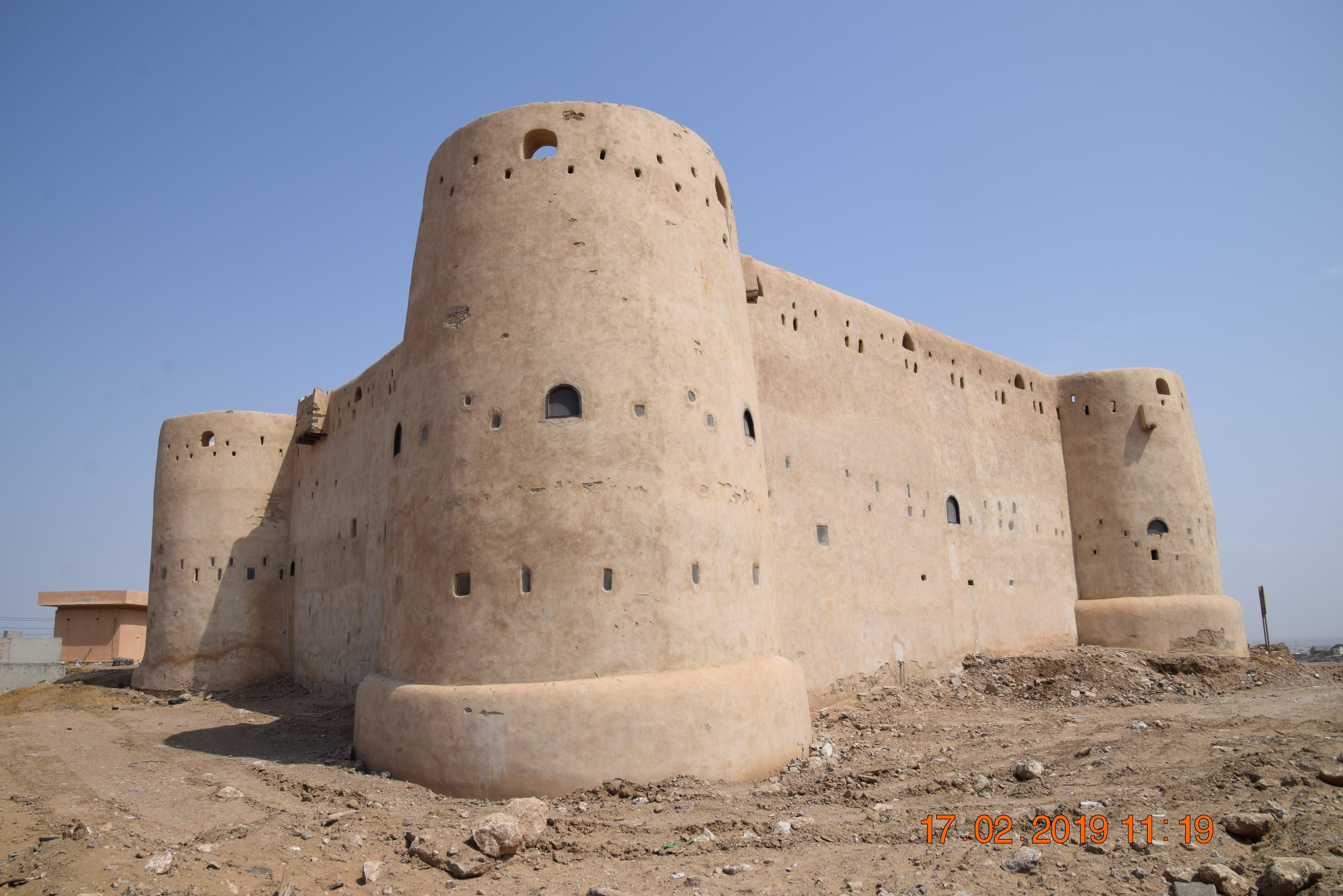
قلعة الدوسرية في جازان.

وصلت أخبار الدعوة الإصلاحية للشيخ محمد بن عبد الوهاب، إلى منطقة المخلاف السليماني، في الفترة التي وصلت فيها إلى اليمن، ولكن بداية انتشارها الفعلي كان في عام 1215 هـ/1800، على يد أحمد بن حسين الفلقي، من أهالي صبيا، وعلى يد عرار بن شار، أمير بني شعبة. والتقى الفلقي أتباع الدعوة السلفية، في موسم الحج، عام 1214 هـ/1799، وأعجب بما يدعون الناس إليه، ثم وفد إلى الدرعية، لمزيد من العلم وللاتصال بزعمائها. وعينه الإمام عبد العزيز بن محمد داعية له في بلاده، ووفق الفلقي في نشر الدعوة بين السكان، ولكن ظهر بين الزعماء المحليين من عارض هذه الدعوة، فنشب القتال بين المؤيدين والمعارضين، مما دعا الدولة السعودية إلى إرسال تعزيزات لمؤيديها. وكان هناك تنافسٌ في إمارة أبو عريش، بين الأمير علي بن حيدر، وعمه الشريف حمود بن محمد، المعروف بأبو مسمار، الذي دعم معارضي الدعوة الإصلاحية بما حقق لها النصر. ولما رحلت التعزيزات السعودية عن منطقة المخلاف السليماني، تغلب الشريف حمود على أخيه، وتولى إمارة أبو عريش؛ فبدأ بمقاومة النفوذ السعودي في منطقته، بمحاربة أتباع الدعوة حتى أضعفهم، فأرسلت الدولة السعودية نجداتٍ من عسير، بقيادة عبد الوهاب أبو نقطة، ولإدراك الشريف حمود عدم قدرته على الصمود أمام هذه القوات، طلب العون من إمام صنعاء، لكن إمام صنعاء فضل البقاء خارج هذا الصراع. وأمام خذلان إمام صنعاء له، اضطر الشريف حمود إلى إعلان طاعته للدولة السعودية، وتمسكه بمباديء الدعوة، وأُبقِي أميراً على منطقته، مع ربطه إداريًا بأمير عسير وتهامة، عبد الوهاب أبي نقطة. لكن الشريف حمود وجه قواته نحو الأراضي اليمنية، ردًا على خذلان إمام صنعاء له واستولى، في حملته تلك على مور واللحيّة. وبعد هذا النجاح العسكري، أرسل إلى زعماء الدرعية، يطلب منهم استقلاله إداريًا عن إمارة عسير، فأجابوا طلبه. لكن هذا الانفصال الإداري أدّى لنشوب صراعٍ بين أمير عسير أبو نقطة، وأمير أبو عريش الشريف حمود. على الرغم من محاولة الدرعية للصلح بينهما، استمر ذلك التنافس، وبقي الوضع الإداري للأميرَين كما هو. واستطاع الشريف حمود، أن يضم مناطق من الأراضي اليمنية إلى النفوذ السعودي؛ مثل الحديدة وزبيد، وتوغلت قواته إلى قرب عدن. 

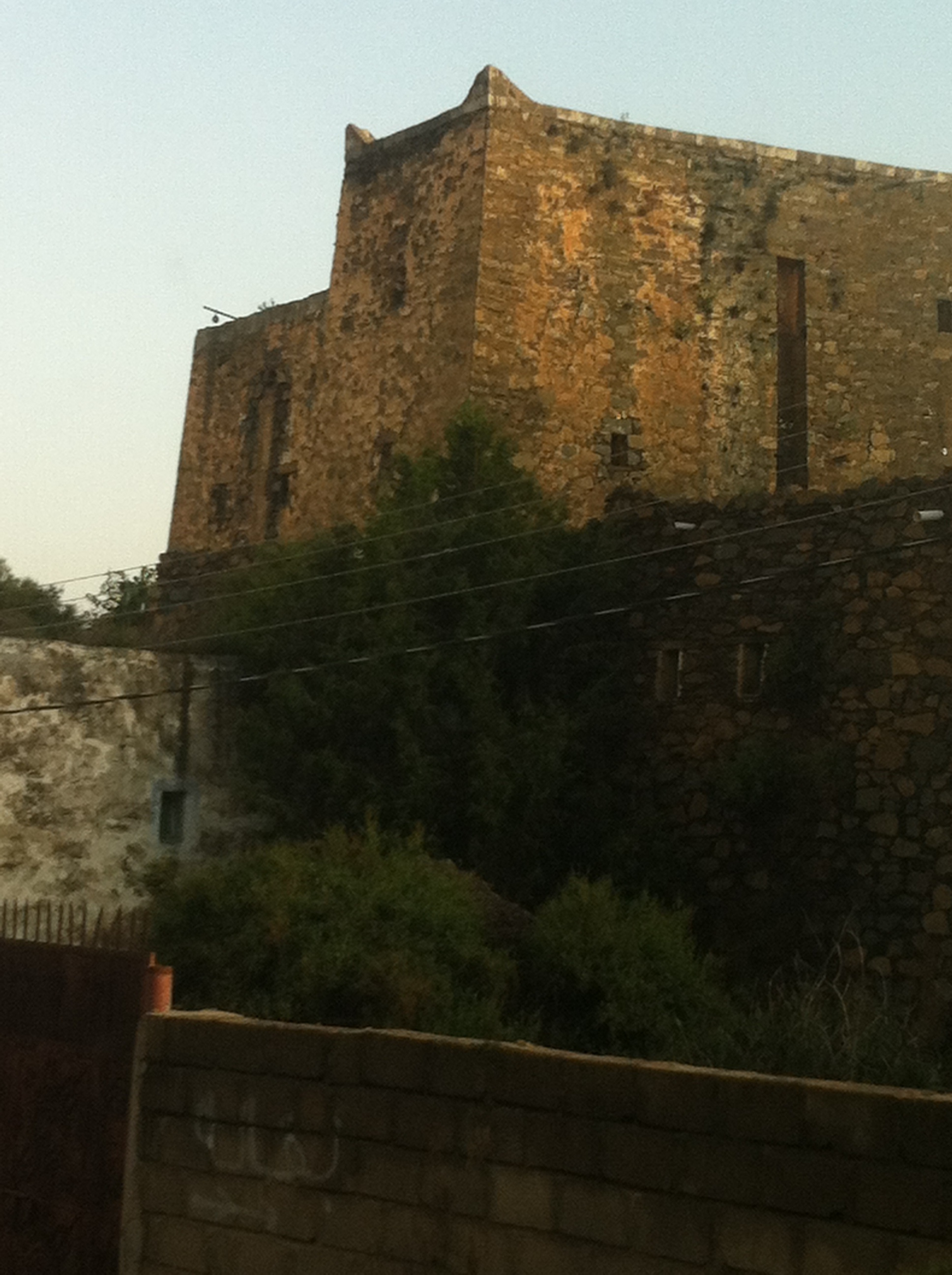
حصن قديم في إحدى نواحي عسير.

 سئِم الإمام سعود بن عبد العزيز من كثرة الخلافات بين الأمير عبد الوهاب والشريف حمود، فرأى أن يتأكد من صحة ولاء الشريف حمود؛ فكلّفه باستعادة أجزاءٍ من تهامة اليمن كان الإمام المنصور علي إمام صنعاء قد استعادها، لكن الشريف حمود اعتذر عن الامتثال لتكليف الإمام سعود بحرب إمام اليمن، وباعتذاره تأكد الإمام سعود من صحة ما ذكره عنه الأمير عبد الوهاب، فأرسل إليه يطلب مقابلته في موسم حج عام 1223 هـ/1808، لكن الشريف حمود اعتذر عن مقابلته بكثرة مشاغله وأرسل من ينوب عنه، فما كان من الإمام سعود إلا أن أصرّ على حضور الشريف حمود شخصيًا لمقابلته، إلا أن الشريف حمود أصرّ على عدم المقابلة، لذا رأى سعود أن هذا العمل يعتبر تمردًا وعصيانًا من الشريف حمود، فأمر الأمير عبد الوهاب بن عامر أمير عسير بقتاله وإخضاعه من جديد، لكن الإمام سعودًا والأمير عبد الوهاب أرادا تجهيز جيشٍ قويٍّ لتثبيت النفوذ السعودي في المخلاف السليماني، بعد ما أصبح عليه الشريف حمود من قوةٍ عسكريّةٍ جيّدةٍ، بعد الانتصارات التي حققها في بلاد اليمن والموارد المالية التي حصل عليها؛ فاستنفر الأمير عبد الوهاب رعاياه في عسير ورجال ألمع وتهامة، وزوّده الإمام سعود ببعض كبار قواد الدولة السعودية آنذاك؛ منهم غصاب العتيبي ومعه نخبة من الفرسان، وأرسل كذلك علي بن عبد الرحمن المضايفي، ومعه من بوادي الطائف والحجاز، وكذلك فهاد بن سالم بن شكبان، ومعه أهل بيشة ونواحيها ومشيط وابن دهمان ومعهم قبائل شهران، وابن حرملة ومعه قبائل عبيدة قحطان وجنب، وألزم الإمام سعود جميع القادة بطاعة الأمير عبد الوهاب. وزحف عبد الوهاب بقواته جنوبًا نحو أبي عريش حتى ضرب معسكره في مسيل وادي بيش، وزحف الشريف حمود بقواته شمالاً، ومعه من قبائل بكيل وحاشد والدهم وهمدان ومن تبعهم من أهل اليمن، حتى عسكر حمود بالقرب من قرية سلامة العرب، قرب بيش.
أراد الأمير عبد الوهاب تشتيت جهود قوات الشريف حمود وحصاره من الشمال والجنوب، فأرسل فرقةً عسكريّةً من جيشه لتقوم بحركة التفافٍ سريعةٍ لتستولي على مدينة صبيا، وتقطع خط العودة على الشريف حمود، وتهاجمه من الجنوب في الوقت الذي يهاجمه الأمير عبد الوهاب بما لديه من القوات من الشمال، لكن الشريف حمود أدرك خطة الأمير عبد الوهاب، فسارع إلى إفشال هذا المخطط، وأرسل سريةً من قواته لتتحرش بقوات الأمير عبد الوهاب، ولكن القوات العسيرية تصدت لها، وأجبرتها على التراجع إلى معسكرها، وكان هذا في آخر يوم الأحد 28 جمادى الآخرة 1224هـ/1809. كان لفرار هذه السرية أثره السيئ على قوات الشريف حمود فضعفت معنوياتهم، وكاد الفشل أن يدبّ في صفوفهم، لكن الشريف حمود قرر الهجوم في صباح اليوم الثاني، وقاد قواته بنفسه، والتحمت القوّتَان في معركةٍ كبيرةٍ أسفرت عن هزيمة الشريف حمود وانسحابه مع قواته من ميدان المعركة، ورغم أن معركة وادي بيش أسفرت عن هزيمة الشريف حمود، إلّا أن الأمير عبد الوهاب بن عامر قُتل فيها، ولم يعرف أحدٌ بذلك إلّا بعد نهاية المعركة، ووصول الشريف حمود منسحبًا إلى صبيا. بعد مقتل عبد الوهاب اجتمعت قيادة قواته في هيئة استشارية جمعت العسيريين وقيادات الجيش؛ مثل غصاب العتيبي ومحمد بن مقرن بن سند وحشر العاصمي، وذلك لحين صدور قرار من الدرعية لاختيار أميرٍ جديدٍ. وبعد أيام ورد الرد من الإمام سعود بن عبد العزيز الذي بعث إلى العسيريين رسائل يعزّيهم فيها بوفاة الأمير عبد الوهاب ويشكرهم على جهودهم، مختتمًا خطابه بقرار تعيين طامي بن شعيب المتحمي خلفاً لابن عمه عبد الوهاب بن عامر أبو نقطة. وتوالت حملات الدولة السعودية الأولى على المخلاف السليماني وتهامة واليمن الخاضعة للشريف حمود، لكنها كانت محدودة التأثير، ولم تؤدِّ إلى إخضاع الشريف حمود بالكامل. بعدها أدرك الشريف حمود صعوبة الاستمرار في مقاومة حملات الدولة السعودية، نتيجة لما لحق بإمارته من خسائر وإرهاقٍ عسكريٍّ واقتصاديٍّ، وحاجته إلى فترة من الوقت تتيح له إعادة بناء قواته العسكرية، وإصلاح وضعه الاقتصادي، فاستغل علاقته الحسنة بحاكم صعدة، السيد محمد بن علي، وطلب منه السعي إلى عقد صلحٍ بينه وبين الإمام سعود بن عبد العزيز، يقضي بوقف الحرب بين الجانبين، فاستجاب له السيد محمد، وأسفرت مساعيه عن توقيع صلح بين الطرفين في عام 1226 هـ/1811؛ يقوم الشريف حمود بموجبه بدفع مبلغٍ سنويٍّ من المال للدرعية، وقد أسهم توقيع الصلح في انشغال الدولة السعودية بالتصدي لحملات محمد علي باشا على الجزيرة العربية، التي بدأت تصل إلى الحجاز منذ تلك السنة.

#### نجران

أحد البيوت التراثية في نجران.

ساءت العلاقة بين الدولة السعودية وزعماء نجران، المكارمة، في وقت مبكر، بسبب دعمهم للمعارضين للدعوة وللحكم السعودي، وقد شكلت القوات النجرانية تهديداً للدولة السعودية في أكثر من موقعة، فلما اتجه الإمام عبد العزيز بن محمد بقوات الدرعية، في رمضان 1177 هـ/ مارس 1764، إلى «قذلة»، لتأديب العجمان على مهاجمتهم قبيلة سبيع، الموالية للدولة السعودية، وانتصر عليهم، اتصلوا بحاكم نجران، حسن بن هبة الله المكرمي، وطلبوا منه مساعدتهم ضد الدرعية، فجمع حاكم نجران جيشًا كبيرًا، وسار به إلى الحائر، جنوب وادي حنيفة، وشدد الحصار عليها. ولمّا علمت الدرعية بهذا الهجوم، أرسلت جيشًا كبيرًا، قاده الأمير عبد العزيز بن محمد، زمن والده الإمام محمد بن سعود، فانهزم جيش الدرعية، وقُتل منه حوالي أربعمائة مقاتلٍ، ووقع من رجاله في الأسر ثلاثمائة، وكان ذلك في ربيع الآخر سنة 1178 هـ/سبتمبر 1764، وقد استطاع السعوديون فيما بعد عقد صلحٍ مع حاكم نجران، استعادوا بموجبه الأسرى. في سنة 1202هـ/1787، استنجد المعارضون للدولة السعودية، في وادي الدواسر، برئيس نجران، فأمدهم بنجدةٍ هو على رأسها، ولكنه انسحب أمام صمود مؤيدي الدولة. وفي عام 1210 هـ/1795، غزا مبارك بن هادي بن قرملة، نواحي نجران، وقاتل باديتها، وانتصر عليهم. ثم في عام 1220 هـ/1805؛ غزا نجران قواتٌ سعودية ضخمة، بقيادة عبد الوهاب أبو نقطة، أمير عسير، وفهاد بن شكبان الشهراني، زعيم بيشة، وإبراهيم بن مبارك، رئيس الوداعين من قبيلة الدواسر، ووقع قتالٌ شديدٌ من جيش السعوديين. وعادت القوات إلى بلادها، بعد أن بنى عبد الوهاب أبو نقطة قصرًا هناك، ووضع فيه مرابطين لمضايقة النجرانيين عسكريًّا واقتصاديًّا. وفي عام 1224 هـ/1809 حارب النجرانيون مع الشريف حمود أبو مسمار، ضد عبد الوهاب أبو نقطة، وعلى الرغم من أن زعماء نجران، أرسلوا ممثلاً عنهم إلى الإمام سعود بن عبد العزيز، وأن الإمام أرسل إليهم رسالة مع ممثلهم، شرح لهم فيها مبادئ الدعوة، وما تسير عليه الدولة السعودية، لم تخضع نجران للحكم السعودي خضوعًا تامًا.

### اليمن

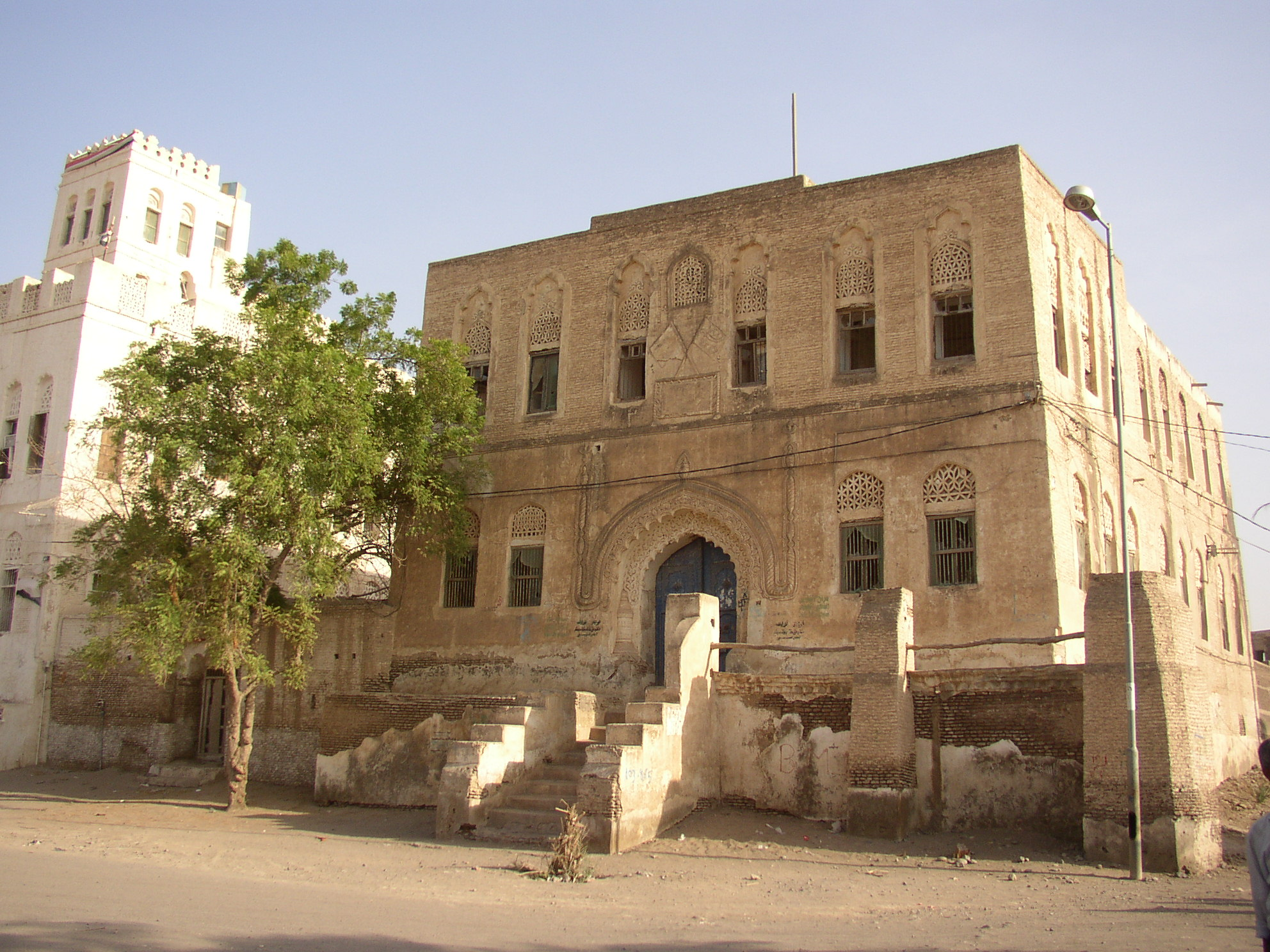
مدينة زبيد، كانت من ضمن المدن التي ضمها حمود أبو مسمار ضمن نفوذ الدولة السعودية الأولى.

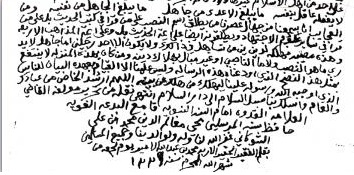
مخطوطة بيد الشيخ محمد بن غيهب في عام 1229هـ/1813 في صنعاء، وكان ضمن الوفد الذي أرسله الإمام سعود إلى إمام صنعاء أحمد المتوكل على الله مع بعض العلماء لبيان حقيقة الدعوة الإصلاحية في الدرعية.

بعد تبعية الشريف حمود أبو مسمار في المخلاف السليماني للدولة السعودية، سعى في التوسع جنوبًا على حساب ممتلكات الإمام المنصور علي في تهامة، مستفيدًا من نفوذ السعوديين في المنطقة، وجهّز أبو مسمار سريةً بقيادة ابن أخيه علي بن حيدر، لدعوة الناس في تخوم اليمن للدخول في طاعة الشريف، وأخذ العهد لمن يقبل بذلك، وقتال من يرفض ذلك. وقد أخضع، وبدون قتال، قبائل بني مروان وعبس وبني حسن والواعظات، ثم تقدم حمود أبو مسمار، وسيطر بقواته على مور، واللحية والحديدة وبيت الفقيه وزبيد في اليمن، باسم الدولة السعودية. وفي أثناء غزو الشريف حمود لليمن، وصلته الموافقة من الإمام عبد العزيز بن محمد على إمارته، مع ارتباطه إداريًا بأمير عسير عبد الوهاب بن عامر، مما جعل الشريف حمود يستاء من ربطه إداريًا بالأمير عبد الوهاب، وفي أثناء ذلك توفي الإمام عبد العزيز بن محمد في الدرعية، وتولى الإمامة من بعده ابنه سعود بن عبد العزيز، وزاد الخلاف بين الإمام سعود والشريف حمود، مما عدّه الإمام سعود تمردًا وعصيانًا له، فوجه إليه أمير عسير عبد الوهاب بن عامر، فصالح الشريف حمود الإمام المنصور في اليمن، وتنازل له عن بعض المناطق التي سيطر عليها في اليمن، مقابل إمداده بالقوات التي يريدها لقتال مهاجميه، واستنجد بقبائل يام وبكيل، لكن الهزيمة حلّت على الشريف حمود رغم مقتل قائد الحملة السعودية عبد الوهاب بن عامر في المعركة، وعُيّن طامي بن شعيب أميرًا على عسير، بعد مقتل الأمير عبد الوهاب، فسار طامي بن شعيب في ربيع الأول من عام 1225 هـ/1810، في حملةٍ من عشرة آلاف مقاتل ضد المخلاف السليماني، وكان يرافقه في الحملة عثمان بن عبد الرحمن المضايفي، وتقدمت الحملة إلى مدينة اللحية في اليمن، وهاجمتها ففشلت بالاستيلاء عليها، فعادت إلى بلادها. وفي طريق العودة هاجم الشريف حمود هذه الحملة في مكانٍ يُسمّى بربر، ولكن القوات السعودية هزمته، وأجبرته على الانسحاب إلى أبي عريش. وقاد طامي بن شعيب بعد ذلك حملةً اتجهت ضد الأراضي اليمنية التابعة للشريف حمود، وهاجم مدينة اللحية والحديدة، واستطاع الاستيلاء على اللحية، وأخذ ما فيها من الأموال وعاد إلى عسير، ثم في أواخر عام 1225 هـ/1810، قاد طامي بن شعيب حملةً عسكريّةً جديدةً على الحديدة، ونجح في الاستيلاء عليها، فطلب الشريف حمود الصلح، لذلك سعى السيد محمد بن علي صاحب مدينة صعدة، للصلح بين الشريف حمود والإمام سعود الذي وافق على ذلك، وكان من نتائج هذا الصلح الموقع عام 1226 هـ/1811، تنازل الشريف حمود عن حقوقه في كل من صبيا والدرب وبيش للإمام سعود، ودفعه خراجًا سنويًّا من واردات الموانئ اليمنية الواقعة تحت سيطرته.
أما في صنعاء فاستمرت رُسل الإمام سعود بن عبد العزيز في الوفود إلى الإمام المنصور علي في صنعاء، ومن بعده إلى ولده الإمام المتوكل أحمد بمكاتيب إليهما بالدعوة إلى التوحيد، وهدمِ القبور المشيدة، والقِباب المرتفعة، ثم وقع الهدمُ للقباب والقبور المشيدة في صنعاء، وفي كثير من الأمكنة المجاورة لها، وفي جهة ذمار وما يتصل بها.

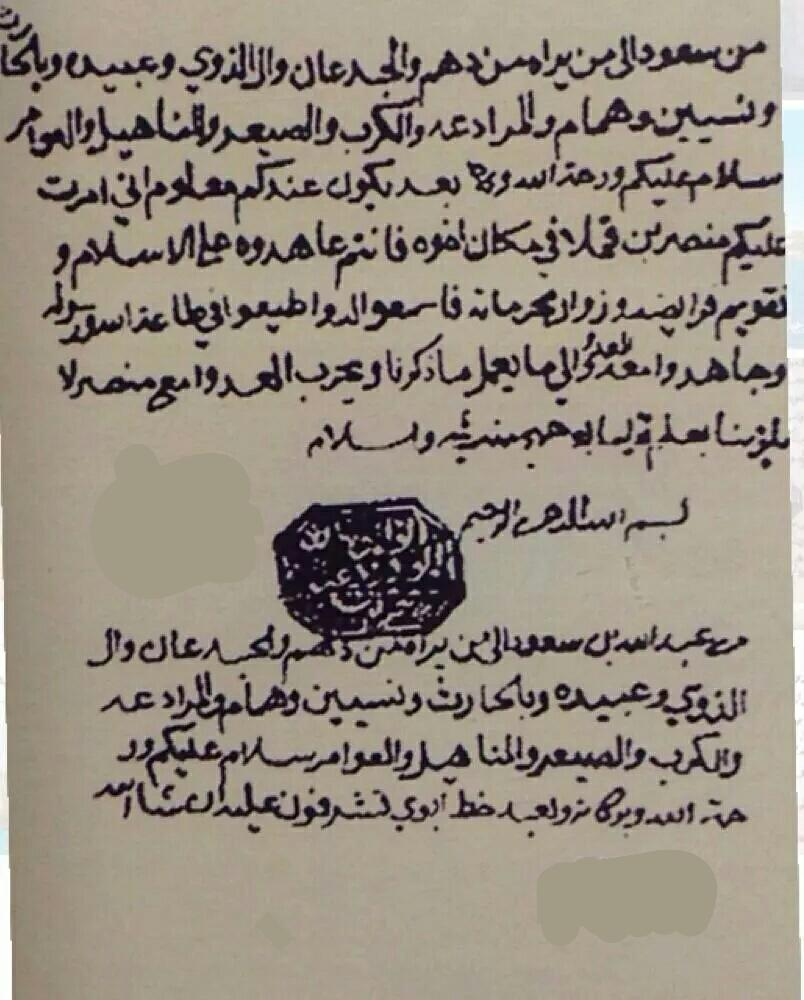
رسالة الإمام سعود إلى بعض قبائل اليمن يُعين فيها منصر بن قملا بعد أخيه ناجي بن قملا.

في حضرموت، فقد كان لكثيرٍ من قبائلها اتصالٌ بالدعوة السلفية في الدرعية، وحدث هناك عدد من الأحلاف والمعاهدات التي أبرمتها الدولة السعودية الأولى مع كثيرٍ من القبائل الحضرمية، تتمحور حول الدعوة السلفية في حضرموت؛ حيث اتصلت بعض قبائل يافع في حضرموت بالأئمة السعوديين في الدرعية، ففي عام 1205 هـ/1791 اتصل الشيخ عبد الحميد بن قاسم بن علي جابر اليافعي بالإمام عبد العزيز بن محمد في الدرعية، وعقد معه حلفًا يقوم بموجبه الشيخ عبد الحميد بنشر دعوة الشيخ محمد بن عبد الوهاب في حضرموت، وزوده الإمام بمجموعة من الكتب، وبايعهم على نشر هذه الدعوة، والذود عنها، ثم انطلق بعد ذلك إلى المناطق المجاورة، وجعل من منطقته قاعدةً لانطلاقة الدعوة الجديدة، وتأثر بالدعوة ابن غرامة اليافعي حاكم تريم والسلطان القعيطي اليافعي حاكم جنوب وغرب حضرموت، وقام بدوره بنشر الدعوة. كما تأثر بالدعوة بعض رجال آل جابر من القبائل الحضرمية، وكانت مساكنهم منطقة ساه ووادي ابن علي. وأرسلت الدولة السعودية ثلاث حملاتٍ إلى حضرموت: وكانت الحملة الأولى في عام 1221هـ/1807، في عهد السلطان جعفر بن علي بن عمر بن بدر الكثيري؛ جاء أنصار الدولة السعودية عن طريق العَبْر إلى وادي حضرموت في حملة استطلاعية عسكرية وبلغوا شبام، ثم عادوا أدراجهم إلى نجران. وكانت الحملة الثانية في عام 1224 هـ/1809، وهي حملة ناجي بن علي بن قملا من زعماء قبيلة دهم، وأحد أبرز قادة الدولة السعودية في حضرموت، وكان ذلك في عهد السلطان علي بن بدر بن علي بن جعفر الكثيري، والتي جاءت إلى حضرموت، ونزلت بخَشامر، وكانت انطلاقة الجيش من ذلك المكان. وقد راسلوا الكثير من القبائل الحضرمية، فناصرتهم جماعات كبيرة من قبائل نهد وآل كثير ويافع؛ منهم الأمير ابن غرامة البُعسي اليافعي صاحب تريم، وجماعةٌ ناقمون على الصوفية في حضرموت. ومكث جيش الدولة السعودية في حضرموت أربعين يومًا، وحاولوا الامتداد إلى الساحل، ويذكر بعض المؤرخين أن فرقة من جيشهم توجهت إلى الشحر، وأقامت هذه الفرقة العسكرية معسكرًا لها في منطقة الخور، ولكنهم لم يهدموا شيئًا من القباب في الشحر، وكان ذلك في عهد السلطان الأمير ناجي بن علي بن بريك الذي التقى بناجي بن قملا، وناصره، فكان يأخذ العهد على كل من يدخل الشحر. وأما الحملة الثالثة فكانت في عام 1226 هـ/1811، وهي حملةٌ بحريةٌ كانت عن طريق الباطنة شرق مدينة الشحر، وأدت المهمة نفسها، وهي تلك التي أدتها الحملة الثانية، وعادت دون أن يتعرض لها أحد، كما ذكرها المؤرخ باحسن في تاريخه. ثم في عام 1227 هـ/1813 زار يحيى بن عبد الحميد بن علي جابر الدرعية والتقى الإمام سعود بن عبد العزيز، ليجدد معه ما قد أبرمه أبوه عام 1205 هـ من معاهدات، وذلك بعد اثنين وعشرين عامًا من اللقاء الأول، بهدف نشر الدعوة السلفية في حضرموت.

### العراق

#### حملة ثويني بن عبد الله السعدون
بدأت تتجمع عوامل التصادم بين الدولة العثمانية في العراق والدولة السعودية الأولى، حينما أصبح العراق العثماني، وخاصةً جنوبيه، مركزًا لتجمع القوى المعارضة للدولة السعودية. وبرز ذلك، بعد حملة الشيخ ثويني بن عبد الله السعدون، رئيس عشائر المنتفق، على القصيم عام 1786، ومعه حشودٌ كبيرةٌ من عشائر المنتفق وأهل المجرة والزبير وبوادي شمّر العراق وغالب وطيء. وشن هجومًا على بلدة التنومة، واستولى عليها عنوةً، وقتل الكثير من أهلها، ثم حاصر بريدة، ولكنه اضطر إلى رفع الحصار عنها، حينما سمع بوقوع الاضطرابات في بلاده، وقفل عائدًا إلى وطنه. صعّدت هذه الحملة من حدّة الموقف، وصارت سببًا قويًا من أسباب الاصطدام المباشر بين الدولة السعودية وعشائر المنتفق في جنوب العراق. وأرسل الإمام عبد العزيز بن محمد رسالةً، إلى سليمان باشا الكبير، والي بغداد، مصحوبةً بنسخةٍ من كتاب الشيخ محمد بن عبد الوهاب، «التوحيد»، وطلب منه أن يجمع علماء بغداد، للنظر في الكتاب. إلّا أن الوالي، لم يهتم بهذه الدعوة، وكان رده سلبيًا. وقامت عشائر المنتفق، وعشائر الخزاعل في العراق، بدورٍ فاعلٍ في مساندة بني خالد والخارجين على النفوذ السعودي، من المدن النجدية. رأى الإمام عبد العزيز بن محمد، أن يقوم بأعمالٍ عسكريّةٍ ضد هذه العشائر، في جنوب العراق، فقاد الأمير سعود بن عبد العزيز، في عام 1788، جيشاً فاجأ به عشائر المنتفق، في الموضع المعروف بالروضتَين، بين المطلاع وسفوان. فكانت هذه الحملة الاستطلاعية هي أول حملةٍ سعوديةٍ تدخل حدود العراق. لكن ظلت عشائر المنتفق تؤوي الهاربين من الدولة السعودية فلجأ إليها الشيخ عبد المحسن بن سرداح وأتباعه من بني خالد عام 1789، وبعده لجأ ابنه الشيخ براك بن عبد المحسن عام 1792، ثم دارت مكاتباتٌ بين السلطان العثماني ووالي بغداد، سليمان باشا الكبير، من أجل تسيير حملاتٍ عثمانيّةٍ قويّةٍ ضد الدولة السعودية. إلّا أن سليمان باشا، كان يقدر صعوبة قيام جيشه المنظم بحروب في الصحراء، لم يَعْتَدْ عليها، وليس لديه الخبرة الكافية بطبيعتها. كما قدر ما ستقوم به العشائر الساكنة في جنوب البصرة، من انتفاضات وقلاقل، ضد الدولة العثمانية. ثم رأى والي بغداد، سليمان باشا، أن يعمل على ضرب السعوديين بعرب العراق، فأفرج عن الشيخ ثويني بن عبد الله السعدون، أمير المنتفق المُعتقل، وأعاد إليه إمارة المنتفق، بدلاً من الشيخ حمود بن ثامر، وعقد له لواء حربٍ الدولة السعودية.
جدّ الشيخ ثويني في جمع جيشٍ كبيرٍ، يتكون من أهل المنتفق والزبير والبصرة، والعناصر الساخطة من بني خالد، ثم انطلق بحملته نحو الأحساء، ولم يتوجه نحو الدرعية مباشرة؛ لأن حملته كانت تضم زعيمَين من بني خالد، هما الشيخ براك بن عبد المحسن، والشيخ محمد بن عريعر ولهما أتباع في الحملة، مما يسهل فتح الأحساء، وكذلك لأن الطريق إلى الإحساء أكثر سهولة، خاصة أنه يستطيع استعمال السفن في نقل الجنود، ولا سيما الأتراك منهم، والمؤن والعتاد. وأيضًا لأن الشيخ ثويني بن عبد الله أدرك أهمية الأحساء كمركز تموين للقوات. مع هذا، فإن حملة الشيخ ثويني، لم يكتب لها أن تحقق هدفها، لأنها كانت تحوي عناصر متباينة، خاصة رؤساء بني خالد، ولأن الشيخ ثويني كذلك، قد لقي مصرعه على يد أحد العبيد قبل ان يواجه القوات السعودية، التي سيرتها الدرعية صوب الأحساء. فاضطربت صفوف الحملة العراقية، واضطرت إلى التراجع. فتعقبتها القوات السعودية، وأخذت تطارد فلولها حتى حدود الكويت. واستولت على الكثير من معداتها ومدافعها وعتادها. وانضم الشيخ براك بن عبد المحسن حينها إلى القوات السعودية، وهاجم الأمير سعود بن عبد العزيز جنوب العراق رداً على حملة الشيخ ثويني. وغزا سوق الشيوخ والسماوة، كما جاءت أوامر مشددة من الباب العالي، إلى سليمان باشا، بأن يعدّ حملةً قويةً من الجنود النظاميين، ضد التمدد السعودي.

#### حملة الكيخيا علي باشا

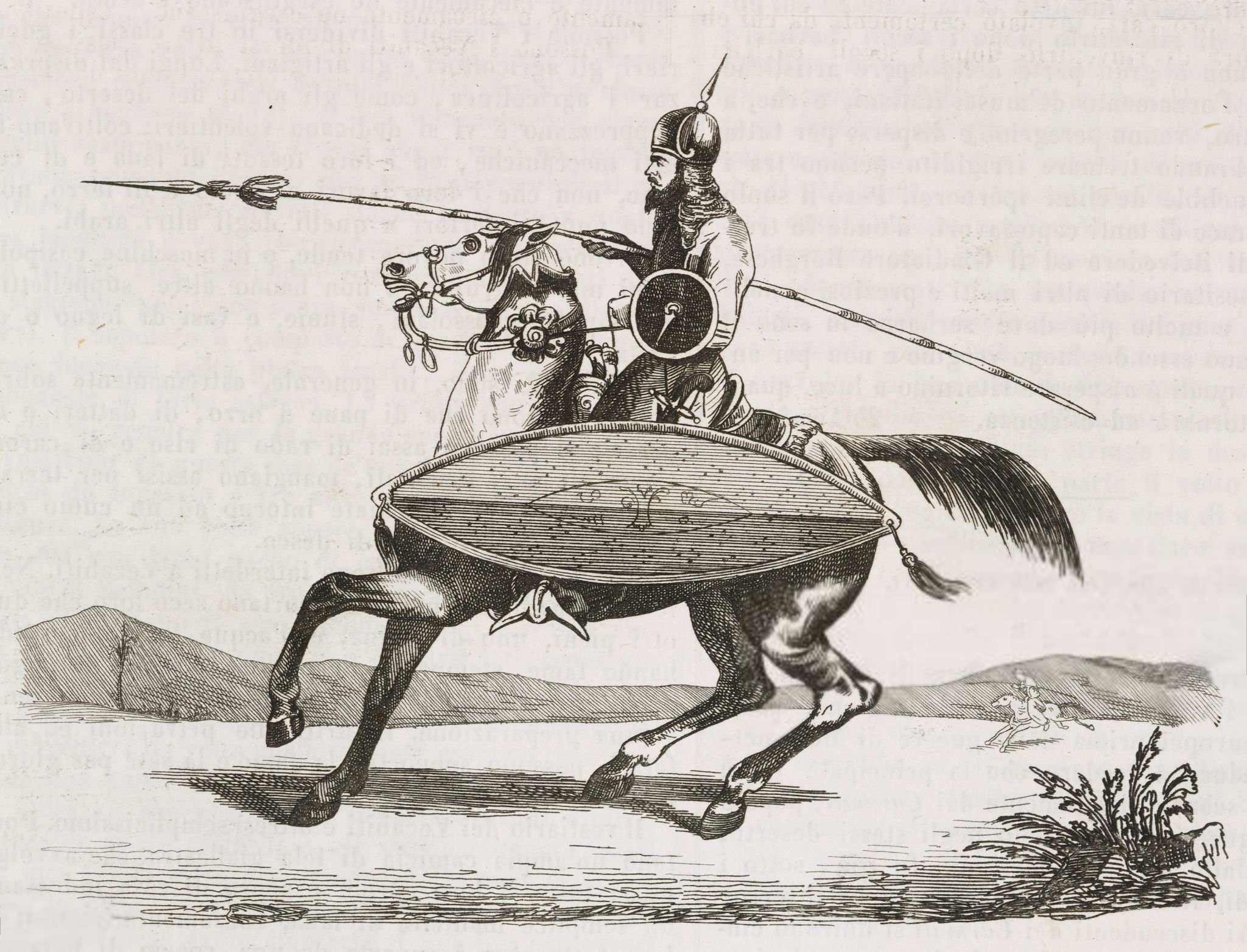
فارس من الدولة السعودية الأولى، للرسام الفرنسي اميل بريس دافين.

في عام 1798 بذل والي بغداد، سليمان باشا، ووكيله (أي الكيخيا)، علي بك، جهدًا كبيرًا في إعداد حملةٍ على الأحساء، ضمت الجند المدربين، وقوةً من العشائر الكردية والعربية، وقبائل الخزاعل. وانقسمت الحملة في البصرة إلى فريقين: فريق الفرسان بقيادة علي باشا، الذي سار بهم براً نحو الأحساء، وفريقٍ من المشاة والمدفعية ومعه المعدات الثقيلة، مُبحِر على السفن التي استأجرتها الدولة العثمانية من مناطقَ في الخليج، وقد أسهم العتوب في الكويت والبحرين، في إعداد هذه الحملة. وصلت الحملة إلى المبرز والهفوف، وحاصرت الحصنَين السعوديَّين فيهما. وكان على رأس حامية حصن المبرز، سليمان بن محمد بن ماجد، وعلى رأس حامية حصن الهفوف، إبراهيم بن سليمان بن عفيصان. صمد الموجودون في الحصنين أمام هذا الحصار، مما ترك أثرًا سيئًا في الجنود المهاجمين، فبدأ تناقص قوات الحملة، ونفق كثير من دوابهم، ونقصت المؤن الغذائية، فاضطر علي باشا إلى العودة إلى بغداد. وفي أثناء عودته، كانت القوات السعودية القادمة من الدرعية، قد وصلت إلى الأحساء ويقودها الأمير سعود، ولمّا علم سعود بانسحاب قوات علي باشا، قرر أن يتعقبها، فسبقها ونزل بقواته على ماء «ثاج»، وكان علي باشا قد عسكر في مكانٍ يُدعى «الشباك»، بالقرب من ثاج. وقامت مناوشات بين الطرفَين، ولكن لم يكتب النصر لأيٍ من الفريقَين، ثم رأى علي باشا ضرورة مفاوضة الأمير سعود، بعد أن فشل في تحقيق انتصار على السعوديين، وقد اشترط علي باشا على الأمير سعود، عدة شروط، لتوقيع صلحٍ بين علي باشا والسعوديين؛ منها:
- أن يخرج السعوديون من الأحساء، ويرحلوا عنها.
- أن يدفع السعوديون نفقات الحملة العثمانية.
- أن يعيد السعوديون كل ما غنموه من القوات العراقية، في أثناء حملة الشيخ ثويني بن عبد الله.
- أن لا يتعرض السعوديون لقوافل الحجاج، الذين يأتون من العراق، ويمرون بالأراضي التابعة لهم، وأن يتعهد السعوديون بالمحافظة على الأمن وسلامة الطرق في أراضيهم.

وردّ الأمير سعود على شروط علي باشا، برسالة جاء فيها: «جاء كتابكم وفهمنا معناه، فأولاً الأحساء قرية خارجة عن حكم الروم (أي الترك) ولا تساوي التعب ولا فيها شيء يوجب الشقاق. وأما الأطواب (الأسلاب) فهي عند والدي في الدرعية، إذا وصلت إليه أعرضُ الحال بين يديه، والوزير سليمان باشا أيضا يكتب إليه، فإن صحت المصالحة تصلكم الأطواب، وأنا كفيل على ذلك حتى أوصلها البصرة. وأما مصاريفكم فإني لم أملك من هذا الأمر شيئاً والأمر فيه لوالدي إذا وصلت إليه. وأما ما ذكرتم من أمر الطريق وعدم التعرض للحجاج فحبا وكرامة.».
ثم في عام 1799 وصل إلى بغداد ممثلُ الدرعية، لأجل مصادقة الوالي على الاتفاق بين الأمير سعود وعلي باشا، فاستقبل رسول الدرعية بطانة سليمان باشا، وجلس الرسول بجانب سليمان باشا، وقال له ما فحواه: «يا سليمان؛ السلام على من اتبع الهدى. بعثني عبد العزيز لأسلمك هذه الرسالة، وأستلم منك تصديقاً على الاتفاقية الموقعة بين ابنه سعود وخادمك علي.»، ومد يده إلى الوالي برسالة الاتفاقية. ثم توجه مبعوثٌ خاصٌ من سليمان باشا إلى الدرعية لأجل التفاوض، وحاول الحصول على التزاماتٍ من الدرعية بعدم مهاجمة العتبات المقدسة في العراق، ولكن الأمير سعودا قال لرسول والي بغداد: «جميع غربي الفرات لنا وشرقيه له». ومما شجع السعوديين، هي الأنباء التي وردت عن دخول جيش نابليون بونابرت مصر في عام 1798، وعجز الباب العالي في إسطنبول عن التصدي للفرنسيين. ثم في عام 1801 حل الإنجليز محل الفرنسيين في مصر، وغدت الجزيرة العربية طرفًا بعيدًا عن مسرح العمليات الحربية الرئيسي، مما أطلق أيدي السعوديين في مواصلة توسعهم.

#### الهجوم على كربلاء

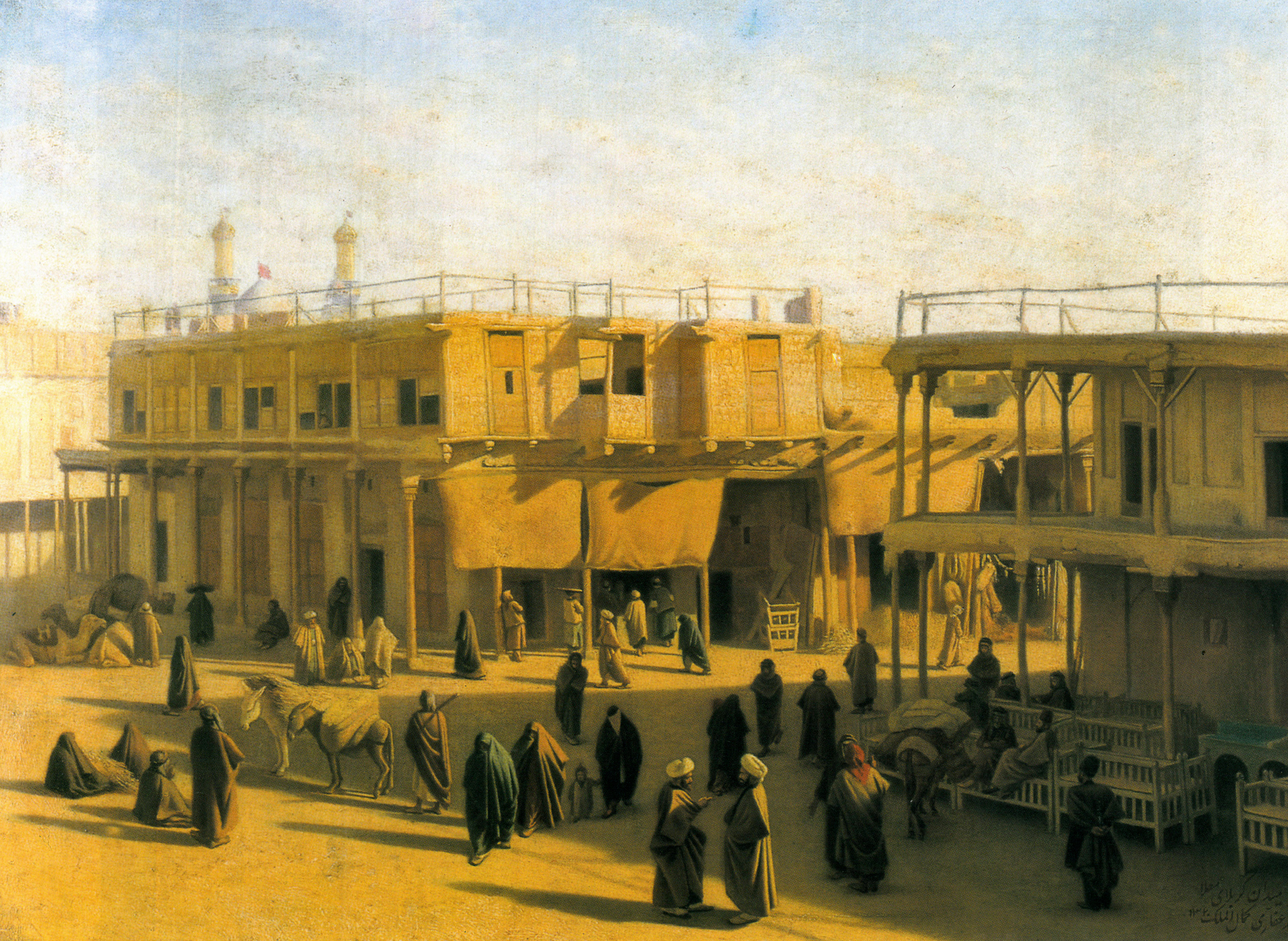
ميدان في كربلاء قديماً.

لم يدم الصلح الذي جرى بين الأمير سعود وعلي باشا طويلًا؛ فقد تصدت قبيلة الخزاعل لبعض أتباع الدولة السعودية، وقتلت حوالي ثلاثمائة رجلٍ منهم، عام 1799 قرب النجف. وقد احتج السعوديون لدى والي بغداد، وطالبوا بدفع دية المقتولين، فكلف الوالي عبد العزيز بن عبد الله الشاوي بالمرور على الدرعية، في أثناء عودته من الحج، والتباحث مع الإمام عبد العزيز بن محمد لتسوية الأمر. ولم ينجح هذا المبعوث، وأخبر والي بغداد عن نية الدرعية، أن يكون لها بلادٌ غرب الفرات، من عانة إلى البصرة. ولم يكن من السهل على الدولة السعودية نسيان أمر القتلى؛ ففي عام 1801، وبقيادة الأمير سعود، ومعه أحد أبرز قادة الدولة السعودية، القائد عثمان المضايفي، هاجمت القوات السعودية جنوب العراق، وهدمت القباب والأضرحة والمزارات الشيعية، وهدمت قبة قبر الحسين، في كربلاء، انتقامًا لقتلاهم. وعادت القوات السعودية بسرعة إلى الدرعية، ولم تلحق بها قوات علي باشا، مما جعل الدولة العثمانية، ترسل أوامرها المشددة، إلى والي بغداد، ليعمل على إيقاف الحملات السعودية. كما أن الشاه الفارسي فتح علي شاه القاجاري، الذي استاء ممّا حدث في الأماكن المقدسة عند الشيعة، أخذ يضغط على والي بغداد، ويطلب منه أن يسمح لقواته بعبور العراق لمحاربة السعوديين. وقد استمرت الحملات السعودية على مناطق جنوبي العراق؛ فوصلت مرةً ثانيةً، في عام 1808، إلى كربلاء، ولكنها لم تتمكن من دخولها، ثم توقفت حملات الدولة السعودية على جنوبي العراق، لانشغالها بالإعداد لمواجهة خطر الزحف العسكري، القادم من ولاية مصر، من طريق واليها محمد علي باشا، الذي نفذ أوامر السلطان محمود الثاني؛ فأعد الحملات ضد الدرعية. وعلى الرغم من أن التحركات السعودية ضد العراق استمرت فترةً طويلةً؛ استغرقت ربعَ قرنٍ تقريبا: (1788 ـ 1811)، لم يستطع النفوذ السعودي أن يوطد أقدامه في أي جزءٍ من الأراضي العراقية، ولم تستطع الدرعية أن تعين لها عمالاً، في أية بلدةٍ عراقيةٍ.

#### حملات 1803 - 1814

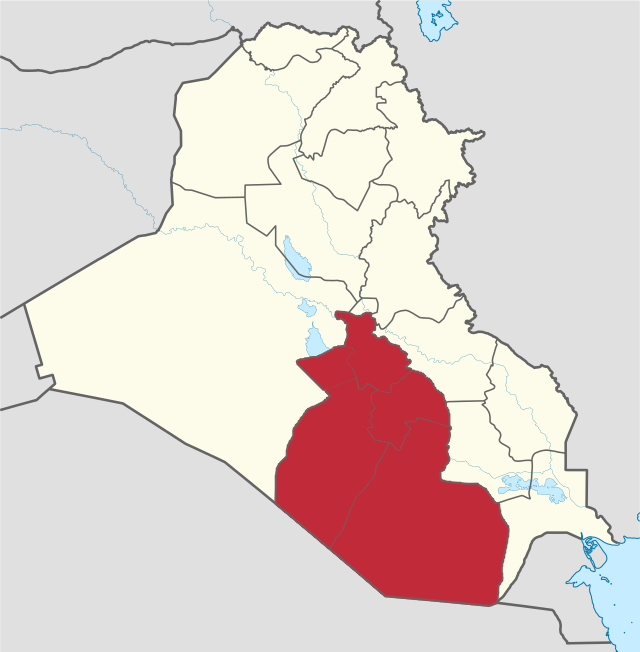
كانت منطقة الفرات الأوسط بمثابة مسرح عمليات عسكرية بين الدولة السعودية الأولى من جهة وعشائر المنتفق ووالي بغداد العثماني من جهة أخرى.

استمرت الهجمات السعودية على العراق العثماني في عهد الإمام سعود بن عبد العزيز، وكانوا يشنون الغارات السنوية ويعبرون الفرات إلى ما بين النهرين. وفي نهاية عام 1803 وفي محاولةٍ للثأر لاغتيال الإمام عبد العزيز بن محمد في الدرعية، والتي كانت الشكوك تحوم حول والي بغداد بأنه من حرّض على اغتياله، قامت قوةٌ سعوديةٌ بالإغارة على تخوم النجف ونهبها، ولكن حين تقدم والي بغداد لملاقاتهم، تراجعت القوة السعودية إلى أراضيها. ثم في عام 1804 اجتاحت القوات السعودية أطراف مدينتي الزبير والبصرة، لكنها لم تحدث أي تأثير إلا أنهم استطاعوا أسر الشيخ منصور السعدون، أحد شيوخ المنتفق وهو شقيق حاكم الزبير. ثم في نوفمبر من عام 1804 قرر والي بغداد العثماني أن يشتبك مع السعوديين، فتقدّم إلى مدينة الحلة في قوات كبيرة، وكان يصحبه عبد الله باشا العظم، الذي قاد آخر فوجٍ من حجاج الشام إلى المدينة المنورة في عام 1803. وظلت القوات تنتظر في الحلة حتى أوائل عام 1805. ثم في أبريل 1806 هاجم الأمير عبد الله بن سعود مدينتي النجف والسماوة انتقامًا من عمل والي بغداد في العام الماضي، لكن الأمير عبد الله لم ينجح في هجومه، وفي الشهر التالي هاجم عبد الله بن سعود مدينة الزبير، وفي مدينة النجف نجح السعوديون في تسلّق أسوار المدينة ليلاً لكن أهلها سارعوا إلى السلاح وصدوهم عن المدينة، بعد أن كبدوهم خسائر فادحة، أما مدينة السماوة فكانت مستعدةً لمواجهتهم، وقام الأمير عبد الله بن سعود بعدة محاولات مترددةٍ للهجوم عليها، واضطر أخيرًا للانسحاب بعد تكبّده خسائر أكبر من تلك التي كانت في النجف، وبعد ذلك ظهرت قواته أمام الزبير والبصرة، وأحدثوا الفزع في البصرة، لكن قوات الأمير عبد الله فقدت الكثير من رجالها فانسحبت لذلك، واستطاعت قبائل المنتفق وكعب أن يطردوا بعض قوات الأمير عبد الله المنتشرة بالقرى. في عام 1808 ظهرت قوات السعوديين في كربلاء وقيل إن جيشًا كبيرًا منهم يتحرك تجاه بغداد، وساد بغداد الفزع فترةً طويلةً، وأُغلقت الأسواق وأصدر العثمانيون أوامرهم للتجار بتسليح أنفسهم، وعزّزوا حاميات بغداد، ولكن الجيش لم يصل، وقيل بعد ذلك إن اضطرابات داخليةً في نجد أعاقت تقدمهم، ولكن القوات السعودية القريبة من كربلاء، أقاموا لأنفسهم قاعدةً في كربلاء في واحة شثاثة، وحاصروا كربلاء والهندية وظهروا أيضًا في عين صيد قرب السماوة، لكن والي بغداد أسرع لملاقاتهم في قوات كبيرة من بغداد، واستطاع أن يجبرهم على التراجع من كل هذه المواقع، ثم أعدم زعيم شثاثة لرفضه التخلي عن مذهب الدعوة الوهابية. وعاد منتصراً إلى بغداد. ثم في عام 1810 قاد الأمير عبد الله بن سعود حملةً جديدةً ووصل بقواته حتى مسافة قصيرة من بغداد. وفي عام 1812 كان نفوذ السعوديين على حدود العراق لايزال قويًا، مما مكّن جمع الزكاة باسم سعود بن عبد العزيز إمام الدولة السعودية، من البدو حول الهندية قرب كربلاء.

### الشام

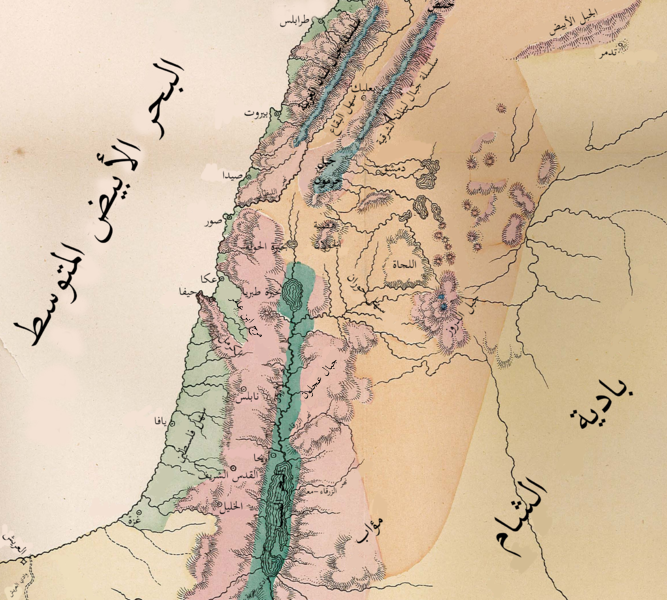
موقع سهل حوران في خريطة قديمة لبلاد الشام.

عندما شمل النفوذ السعودي بلاد الحجاز، أصبحت الدولة السعودية في وضعٍ جعلها على احتكاكٍ مباشرٍ بالسلطة العثمانية، وأول مواجهة للدولة السعودية كانت مع والي الشام، عام 1221 هـ/1806، حينما منع الإمام سعود بن عبد العزيز، أمير الحج الشامي، عبد الله باشا العظم، من الوصول إلى الحرمَين للحج بالمحمل، تُرافقه الطبول والمزامير. وكادت تقع اصطداماتٍ بين الجُند السعوديين وجُند عبد الله باشا العظم، الذي لم يكن في موقفٍ عسكريٍّ يسمح له بمقابلة السعوديين. وعلى إثر ذلك، عزل السلطان سليم الثالث، عبد الله باشا العظم من منصبه بسبب تقاعسه عن مواجهة القوات السعودية، ورجوعه بالحجاج بناء على أمرٍ من الإمام سعود، وعيّن بدلاً منه يوسف باشا كنج. أصدر السلطان أوامره المشددة إلى يوسف باشا كنج، بضرورة محاربة السعوديين، إلاّ أنه لم يقم بأيّ عملٍ إيجابيٍ. واكتفى، في رده على السلطان، بإرسال الخطط الحربية التي كان يراها كفيلةً بتحقيق رغبة السلطان. كما أن يوسف كنج، كان قد اقترح أن تشترك معه ولايتا مصر وبغداد، في إعداد الحملات للقيام بالمهمة الموكلة إليه. وفي تلك الأثناء، قاد الإمام سعود بن عبد العزيز حملةً عسكريّةً ضد الشام، وتمكن من الوصول إلى ما وراء جبل الشيخ، وتنقلت قوات السعوديين في سهل حوران، وهاجمت حصن المزيريب وبصرى. وكاتب الإمام سعود بن عبد العزيز ولاة الشام، ودعا سكانها إلى الدخول في الطاعة، واعتناق مبادئ دعوة الشيخ محمد بن عبد الوهاب؛ حيث أرسل الرسل إلى ولاة دمشق وحماة وحلب، وتلقت بقية المدن السورية كتبًا مماثلةً، ثم عم الاضطراب بلاد الشام بعد أن سرت شائعاتٌ بأن سعود يجهز حملةً كبيرةً لبلاد الشام، ولكن يبدو أن سعودًا لم يقصد من هذه الحملة سوى التهديد لمَّا علم بما يجري من تجهيز المقاومة هناك، والربح الوحيد الذي جناه سعود من هذه الحملة كان الاستيلاء على بعض القصور جنوبي دمشق، ثم أرسل والي دمشق يوسف كنج باشا جيشًا لحماية القصور القريبة من دمشق. ثم انسحبت قوات سعود من الشام محملةً بالغنائم، وأصدر السلطان محمود الثاني أوامره بعزل يوسف كنج، لعجزه عن قتال سعود، وعين بدلاً منه سليمان باشا، والياً على الشام. وطلب منه الاتصال بوالي مصر، محمد علي باشا، لتنسيق جهودهما ضد الدرعية، إلّا أن سليمان باشا، ومحمد علي باشا، لم يكونا على وفاق، لذا اتجهت الدولة بأنظارها إلى والي مصر لتحقيق هدفها. لم تسيطر الدولة السعودية على إحدى مدن الشام الرئيسية، لكنها مدت نفوذها على عدد من القبائل داخل بلاد الشام، أصبحت تابعةً لها فيما بعد، وتمثَّل هذا النفوذ في دفع هذه القبائل الزكاة للدولة السعودية.

### نهاية وسقوط الدولة

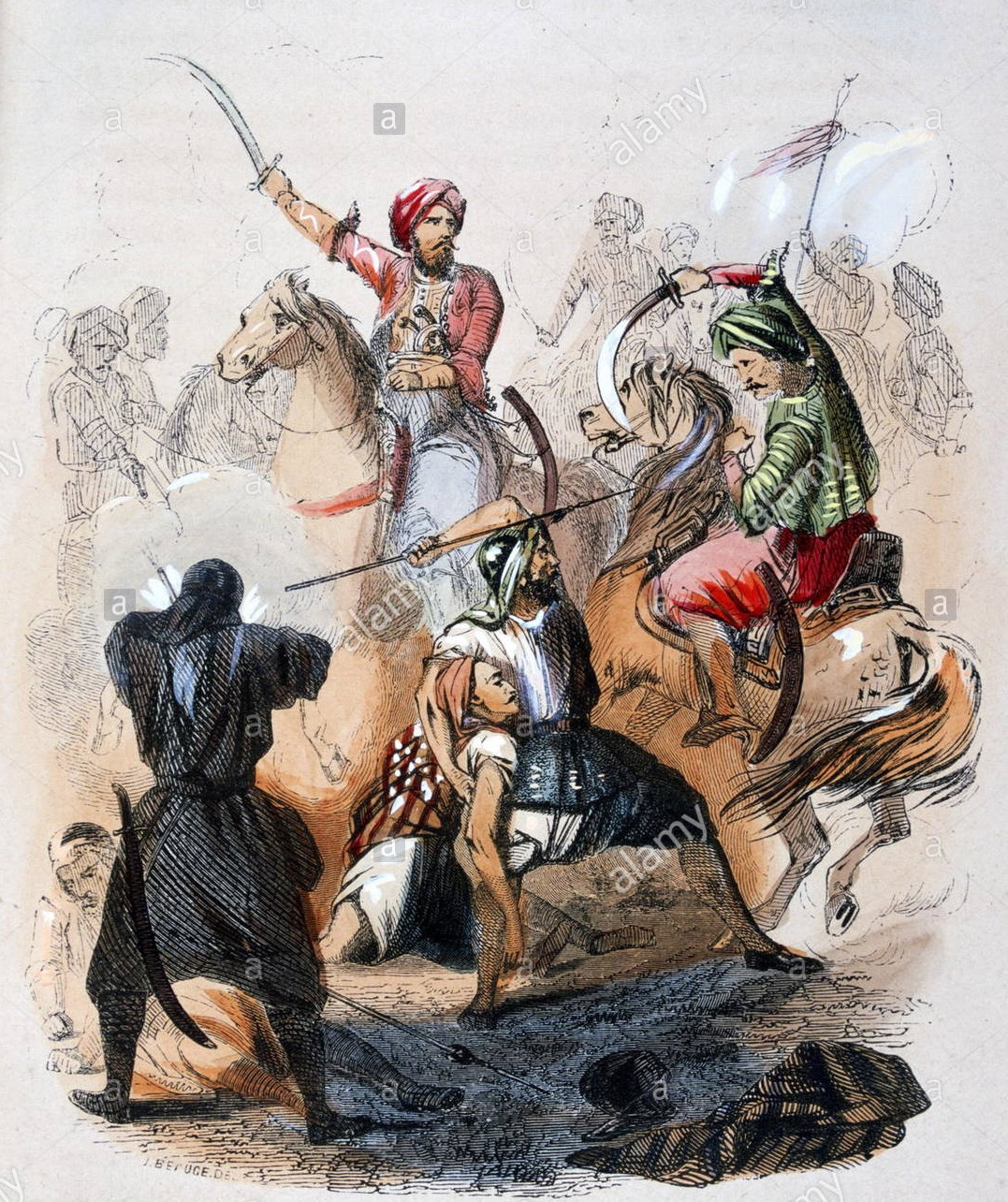
رسم تخيلي للرسام الفرنسي جون أدولف بوسي، لإبراهيم باشا وهو يقاتل السعوديين في الجزيرة العربية.

بعد سيطرة الدولة السعودية الأولى على الحجاز، أمر السلطان العثماني محمود الثاني واليَ مصر محمد علي باشا، بأن يستعيد الحجاز من السعوديين، فكلّف محمد علي باشا ابنه طوسون بذلك. تقدّم طوسون نحو المدينة المنورة في عام 1227 هـ/1812، والتي كان السعوديون يسيطرون عليها، لكنهم هزموه هزيمةً قاسيةً في مضيق الجديدة في معركة وادي الصفراء، وأُجبر على التراجع إلى ينبع، ونجح في السنة التالية بفضل المساعدات التي تلقاها من مصر أن يستولي على المدينة المنورة. وجدت الحامية السعودية التي ظلت معتصمةً في القلعة نفسها مجبرةً على الاستسلام بعد ثلاثة أسابيع من المقاومة، وخرجت بأسلحتها وأمتعتها بفضل عهد أمانٍ؛ ولكنها ما إن قطعت مئة خطوة خارج القلعة انقض عليها الأتراك، وسلبوها وذبحوا أفرادها، وأسر قائدها مسعود بن مضيان الظاهري والذي أعدم لاحقاً في الآستانة.

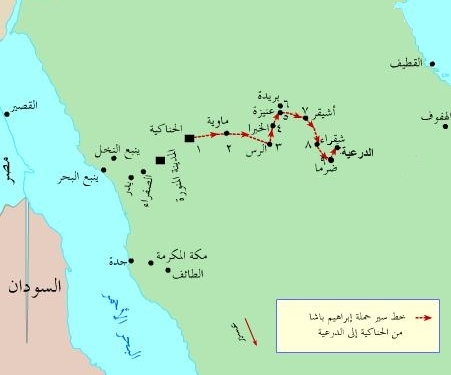
خط سير إبراهيم باشا من الحناكية إلى الدرعية.

ثم عُيّن إبراهيم آغا، أحد خدم طوسون باشا، لبعض الوقت حاكمًا للمدينة، والذي قتل لاحقاً في مواجهاتٍ مع السعوديين في معارك القصيم. وسقطت في أواخر السنة نفسها مكة ثم الطائف في أيدي الأتراك الذين كان يقودهم مصطفى بيك، وعين الباب العالي طوسون باشا على جدة، وقدم والده بشخصه من القاهرة إلى مكة في عام 1814. وأمّا الشريف غالب بن مساعد فأصبح يصّرف شؤونه بكثير من الحذر والبراعة الفائقة؛ حتى إنه استطاع المحافظة على سلطته في هذه الظروف السيئة، وكان ولاؤه يتبدل بين العثمانيين والسعوديين حسب المصلحة. وعندما رجحت كفة العثمانيين، ضم قواته إلى قواتهم، وحضر بنفسه معركة الاستيلاء على الطائف. كان من أبرز الزعماء السعوديين في هذه الحرب عثمان المضايفي، صهر الشريف غالب، والذي كان الشريف غالب يكرهه. أُسر عثمان المضايفي وسُلّمَ للشريف غالب، فأرسله إلى الآستانة حيث قطع رأسه هناك. ذهب الشريف غالب إلى جدة لاستقبال محمد علي باشا عند وصوله إلى الحجاز، وعادا معًا إلى مكة، وتعاهدا على ألا يحاول أحدهما القيام بأي شيء يعارض مصلحة الآخر، لكن محمد علي باشا قبض على الشريف غالب، ونفاه السلطان العثماني إلى سالونيك، ومات فيها متأثرًا بالطاعون في صيف عام 1816. لاحقاً تعرّض محمد علي باشا لهزيمةٍ ساحقةٍ في معركة تربة في عام 1228 هـ/1813؛ حيث انتصر السعوديون على قواته التي كان يقودها ولده طوسون، ثم هُزمت القوات العثمانية بهزيمتين في بلاد زهران والقنفذة. لكن في الدرعية توفي الإمام سعود بن عبد العزيز، وانتقلت السلطة إلى ولده عبد اللّه بن سعود الذي كان يتفوق على أبيه في القدرة العسكرية التي عرف بها، ولكنه كان أقل من والده حنكةً في سياسة القبائل، والتوفيق بينها.

حدود الدولة السعودية الأولى في أقصى اتساع لها سنة 1233 هـ / 1818 م، ويظهر طريق الغزو الذي سلكه إبراهيم باشا منذ وصوله إلى ينبع سنة 1231 هـ / 1816 م.

حصلت في بداية حكم عبد الله بن سعود اضطراباتٌ داخليةٌ، امتدت تدريجيًّا إلى عدد من القبائل، وبدأ كبار مشايخ تلك القبائل يبدون استقلالاً لم يكونوا يجرؤون عليه إبّان حكم والده سعود، الذي كان أكثر حزمًا، وكانت القبائل كلها جميعا تخضع لسلطته، فأضعفت تلك المنازعات الداخلية الدولة، والتي كانت من الأسباب الرئيسية في هزيمة معركة بسل. وكانت وصية سعود لولي عهده الأمير عبد الله قبل وفاته بأنه «لا يقاتل الأتراك أبداً في أرض مكشوفة» لكن الإمام عبد الله لم يتبع هذه النصيحة. لاحقًا استمال محمد علي باشا بعض القبائل بالعطايا، وأوغل في هذه السياسة فأصبح يستميل رضا أهل مكة، وبعد أن استقامت له الأمور، بادر بكل قوته، وبمساعدة فرقة من الخيالة الذين جلبهم من الصحراء الليبية، إلى تنظيم حملةٍ جديدةٍ ضد السعوديين المجتمعين في بسل؛ وهي قريةٌ إلى الشرق من الطائف، وأحرز نصرًا حاسمًا في شهر يناير 1815. لم يكن عبد اللّه يقود القوات بنفسه في معركة بسل، بل كان على رأس قواتٍ احتياطيةٍ؛ كان عليها حماية منطقة أخرى من حدوده، وكان الذي يقود القوات الموجودة في معركة بسل أخوه فيصل بن سعود. أسر الأتراك في هذه المعركة ثلاثَمائة من الأسرى الذين وعدوهم بحفظ حياتهم، ثم رفعوهم على الخوازيق بأمرٍ من محمد علي: خمسين على أبواب مكة، ومثلهم على باب جدة، والباقين على طول الطريق الواصل بين المدينتين. وفي تلك الأثناء، صدرت الأوامر من الباب العالي إلى محمد علي باشا، تحثه على أن يتوجه إلى مقاتلة القبائل الخاضعة للدولة السعودية في عسير، ليسهل عليه مهاجمة الدرعية، فزحفت قوات محمد علي باشا نحو الجنوب، فاحتلت بيشة، التي هي مفتاح الطريق إلى اليمن، من جهة الشمال الشرقي. وواصلت تقدمها في عسير، على الرغم من الصعوبات التي واجهتها، وتمكنت من إلحاق الهزيمة بقواتٍ سعوديةٍ، يقودها طامي بن شعيب، وأسرت قائدها طامي، الذي أرسل إلى مصر، ومنها إلى الآستانة؛ حيث أعدم هناك. ثم تقدمت القوات التابعة لمحمد علي في مناطق عسير وتهامة، فاحتلت ثغر القنفذة، وبعد أن اطمأن محمد علي باشا إلى القضاء على القواعد السعودية في الجنوب، عاد إلى مكة. جاءت الأنباء إلى محمد علي باشا عن حوادث عصيانٍ في مصر، من قبل المماليك، فأسرع في الرجوع إلى مصر في 5 جمادى الآخرة عام 1230 هـ/16 مايو 1815. وفي تلك الأثناء، كان طوسون باشا يتقدم في غربي نجد، ويحرز الانتصارات على القوات السعودية، ووصل بزحفه إلى بلدة الرس في القصيم، وذلك قبل وصول قوات الإمام عبد الله بن سعود إليها، التي كانت متمركزةً في بلدة الرويضة بالقرب من الرس. وتمكن طوسون من الاستيلاء على عدد من بلدان القصيم؛ مثل رياض الخبراء والشبيبة. لاحقاً أدرك طوسون أنه أخطأ، حربيًا، بتوغله في نجد، حيث تجهل قواته المنطقة، ولا تتقن حروب الصحراء، التي تتقنها القوات السعودية، وتعرف دروبها وبلدانها ومناطق الماء فيها، فتشاور مع قادته حول إمكانية الانسحاب إلى المدينة المنورة. أراد طوسون أن يعقد صلحًا مع الإمام عبد الله بن سعود، وأثناء المفاوضات، توقف القتال، وأخلى طوسون القصيم دون سبب، وعاد إلى المدينة المنورة، ثم أرسل إلى أبيه، يطلب منه السماح له بالعودة إلى مصر، لسوء حالته الصحية. فاستأذن محمد علي باشا الباب العالي في ذلك، فوافق في شوال عام 1231 هـ/1816. ويقول المؤرخ ابن بشر، عن طلب الصلح: «أرسل الإمام عبد الله، عام 1231 هـ/1816، حسن بن مزروع، وعبد الله بن عون، إلى محمد علي، في مصر بهدايا ومراسلات بتقرير الصلح، فلما قدما عليه وجدوه قد تغير»، ولم يتوصل الطرفان إلى صلح فيما بينهما، لأنه فرض على الوفد السعودي شروطًًا قاسيةً، تعني استسلام عبد الله بن سعود بالكامل، وحضوره إلى مصر، ليرسل إلى السلطان العثماني في الآستانة، ثم يحدد مصيره. وبعد فشل مهمة الوفد، جرت الاستعدادات للحرب النهائية؛ فبعد انسحاب طوسون وقواته من القصيم، قاد الإمام عبد الله بن سعود عدة حملاتً تأديبيةً ضد القبائل التي ساعدت وأيدت قوات طوسون، واتجه نحو القصيم، واستولى على البكيرية وغيرها من بلدان المنطقة، وواصل حتى نواحي المدينة المنورة. في هذه الأثناء اختير إبراهيم باشا لقيادة الحملة، ورافقه مجموعة من الخبراء العسكريين الأجانب، وعلى رأسهم المسيو فاسيير (Vassière)، والذي كان وقتها أركان حرب لإبراهيم باشا، وهو ضابطٌ فرنسيٌّ خدم في جيش نابليون. وبعد أن استكملت الحملة جميع معداتها، اتجهت إلى ينبع، في ذي القعدة عام 1231 هـ/23 سبتمبر 1816، ثم اتجه إبراهيم باشا بقوات إلى المدينة المنورة، وبدأ زحفه نحو الأراضي النجدية، واستولى على بلدة الحناكية وجعل منها مقراً لمعسكره. كانت القوات السعودية قد بنت خطتها الحربية على أساس استدراج قوات إبراهيم باشا إلى الصحراء، والقيام بعملية التفاف حولها من الخلف، ثم تطويقها والقضاء عليها؛ حيث انطلق الإمام عبد الله بن سعود من الدرعية بجيشه، في 20 جمادى الأولى عام 1232 هـ/أبريل 1817، ونزل قرب بلدة الرس، ولحقت به قوات القصيم، بقيادة حجيلان بن حمد التميمي. سار الجيش إلى وادي الرمة، ثم جاءته الأخبار، بأن علي أوزون قائد القوات العثمانية، نزل بالقرب من الحناكية، وقام الجيش السعودي المعد لعملية الاستدراج، بالاشتباك مع قوات إبراهيم باشا، عند ماء «ماوية»، في منتصف جمادى الآخرة عام 1232 هـ/ أول مايو 1817، ولكنه مني بخسارةٍ فادحةٍ، ووقع فيه القتل وخسر كثيرًا من السلاح، مما أدى إلى انهيار القوات السعودية وتراجعها إلى بلدة عنيزة متحصنةً بها. وانطلق إبراهيم باشا بقواته من ماوية في طريقه إلى الرس، ونزلها في 5 شعبان 1232 هـ/ 21 يونيو 1817، وحاصرها ثلاثة أشهر؛ انتهى الحصار في 12 ذو الحجة 1232 هـ/24 أكتوبر 1817، وأرسل الإمام عبد الله بن سعود، الموجود في عنيزة، نجدات عسكرية إلى الرس، بقيادة حسن بن مزروع وتركي الهزاني، وأنذر إبراهيم باشا أمير الرس، بأنه إن لم يسلّم البلدة، فإن القتال سوف يستمر. وفعلاً استمر القتال، حتى طلب أمير الرس الصلح مع إبراهيم باشا، ثم تقدم إبراهيم باشا إلى عنيزة، واستولى عليها، واستسلمت الحامية السعودية الموجودة فيها، بقيادة الأمير محمد بن حسن بن مشاري بن سعود، ثم دخل إبراهيم باشا مدينة بريدة من دون قتال، بعد أن أمن حاميتها وأهلها مقابل التسليم. ثم زحف بقواته في 16 ربيع الأول عام 1233 هـ/25 يناير 1818 إلى منطقة الوشم تجاه بلدة شقراء، والتي استعدت للقائه، بقيادة أميرها حمد بن يحيي، وهاجمها ودار بينهما قتال لثلاثة أيام تهدمت فيها أسوار البلدة، مما اضطر أهلها لطلب الأمان، فعقدوا الصلح. سارت قوات إبراهيم باشا من شقراء نحو بلدة ضرما، في 14 ربيع الثاني 1233 هـ/ 22 فبراير 1818، واعترضتها الحامية السعودية فيها، بقيادة سعود بن عبد الله بن محمد بن سعود، ولكن لم تصمد تلك الحامية طويلًا فانسحبت منها متوجهةً إلى الدرعية، واستسلمت البلدة بعد ثلاثة أيام.
غادرت قوات إبراهيم باشا ضرما إلى الدرعية، وكان إبراهيم باشا، يدرك أن الدرعية محصنةٌ، وقلاعها قويةٌ، وهي المعقل الأخير للدولة السعودية، فأرسل إلى والده، يطلب تزويده بالمال والمدافع والجنود. وكانت الدرعية تتألف من خمسة أحياءٍ مستقلة؛ منها الطريف والبجيري والمغيصيبي والسهل، ولكل قسمٍ منها أبوابٌ؛ مثل باب سمحان وباب الظهرة، وتحيط بها أسوارٌ تتخللها الحصون والأبراج. اقتربت قوات إبراهيم باشا من الدرعية، في جمادى الأولى عام 1233 هـ/9 مارس 1818، ونزل إبراهيم باشا في «العِلب». أما عبد الله بن سعود، فقد رتب قواته على عدة جهات، وجعل على رأس كل فرقة أحد القادة، ثم وقع أول هجومٍ على الدرعية من الشمال، فصبَّت مدافع إبراهيم باشا نيرانها على أحياء البلدة، وذلك لعشرة أيام متواصلة، ثم جرى القتال في جنوبي الوادي. بعدها أوقف إبراهيم باشا القتال، لكي يتخذ مواقع جديدة لهجومه، ووقع اختياره على غبيراء، وفيها المتاريس في جنوبي الوادي، وبهجومٍ مباغتٍ تمكن القائد التركي علي أوزون من زحزحة القوة السعودية إلى الوراء، وجرت عدة معارك في جنوبي البلدة، وظلت قوات إبراهيم باشا مدة شهرَين، وهي على حالها. سار إبراهيم باشا بقوة من عنده للاستيلاء على بلدة عرقة، جنوب الدرعية، في شعبان عام 1233 هـ/يونيو 1818، وتمكن من السيطرة عليها، بعد أن أعطى الأمان لأهلها، وزاد الأمرَ سوءاً اندلاع النار في مستودع ذخيرتها، في 16 شعبان 1233 هـ/21 يونيو 1818. حاول السعوديون استغلال هذا الموقف، ولكن دون جدوى، وخاصةً بعد أن وصلت إمدادات عسكرية لقوات إبراهيم باشا من مصر، وطال حصار الدرعية مدة خمسة أشهر، مما أدى إلى قلة المؤن فيها، وجلب اليأس لنفوس الأهالي، فخرج بعضهم إلى إبراهيم باشا، ولمّا رأى عبد الله بن سعود ما وصل إليه الحال، أرسل إلى إبراهيم باشا يطلب الصلح، وخرج إلى معسكره في 8 ذو القعدة 1233 هـ/9 سبتمبر 1818، واستقبل إبراهيم باشا الإمام عبد الله بن سعود بالحفاوة، واتفقا على الشروط التالية:
- أن تُسلَّم الدرعية لجيش إبراهيم باشا.
- أن يتعهد إبراهيم باشا بأن يبقي على البلدة وأن لا يوقع بأحد من سكانها.
- أن يسافر عبد الله بن سعود إلى مصر، ومنها إلى الآستانة عملاً برغبة السلطان.[154]

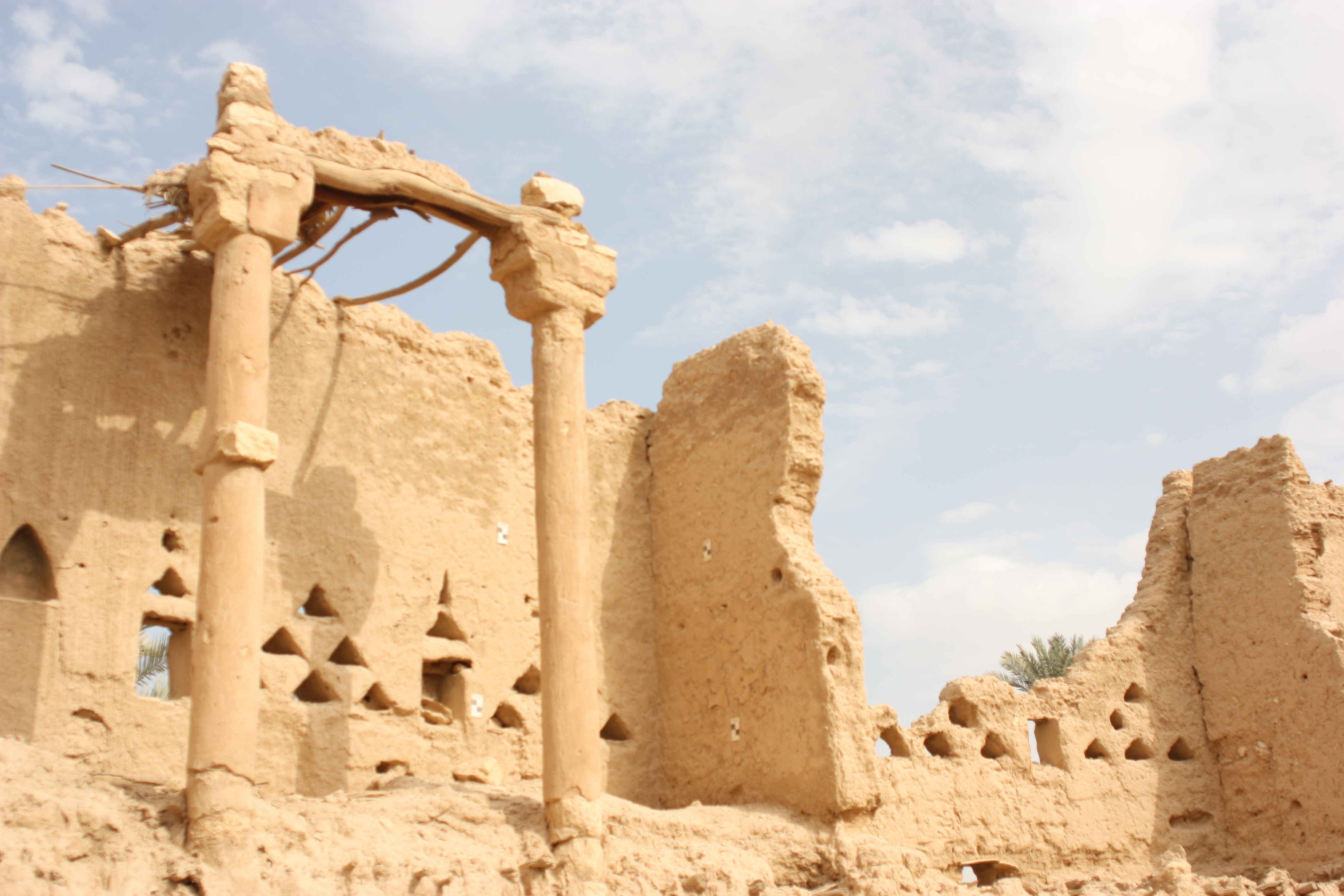
أطلال لما تبقى من مدينة الدرعية بعد تدميرها.

ولم يكتف محمد علي باشا بهذا الانهيار، بل رفض الشرط الثاني من الاتفاق، وأمر ابنه إبراهيم بأن يهدم الدرعية وحصونها وأسوارها ويخرّب منازلها. ونفذ إبراهيم باشا هذه الأوامر، فخرب الدرعية وأشعل فيها النيران. وصل الإمام عبد الله بن سعود إلى مصر، في 17 محرم 1234 هـ/16 نوفمبر 1818، واستقبله محمد علي باشا في قصره في شبرا بالبشاشة، وألبسه عباءة التشريف، وعين بيت إسماعيل باشا في بولاق مقراً لإقامته. قدّم عبد الله بن سعود ما كان في حوزة أبيه الإمام سعود من نفائس الحجرة النبوية، وكان قد جلبها معه في صندوقٍ من العاج. وفي 19 محرم 1234 هـ/18 نوفمبر 1818، سافر عبد الله بن سعود إلى الآستانة، حيث أعدم في صفر 1234 هـ/نوفمبر 1818. أثناء الحصار دافع عبد اللّه بن سعود عن عاصمته بشجاعة، وقُتل أخوه فيصل بن سعود. وسلم عبد الله بن سعود نفسه بإرادته لإبراهيم باشا، واستقبل عبد اللّه بن سعود في خيمته باحترام كبير وقال له مُوَاسيًا: «إن الرجال العظام يعانون صروف الدهر، وإن باستطاعته الاعتماد على عفو السلطان». ثم أرسل عبد اللّه إلى القاهرة، ومعه حاشية كبيرة.

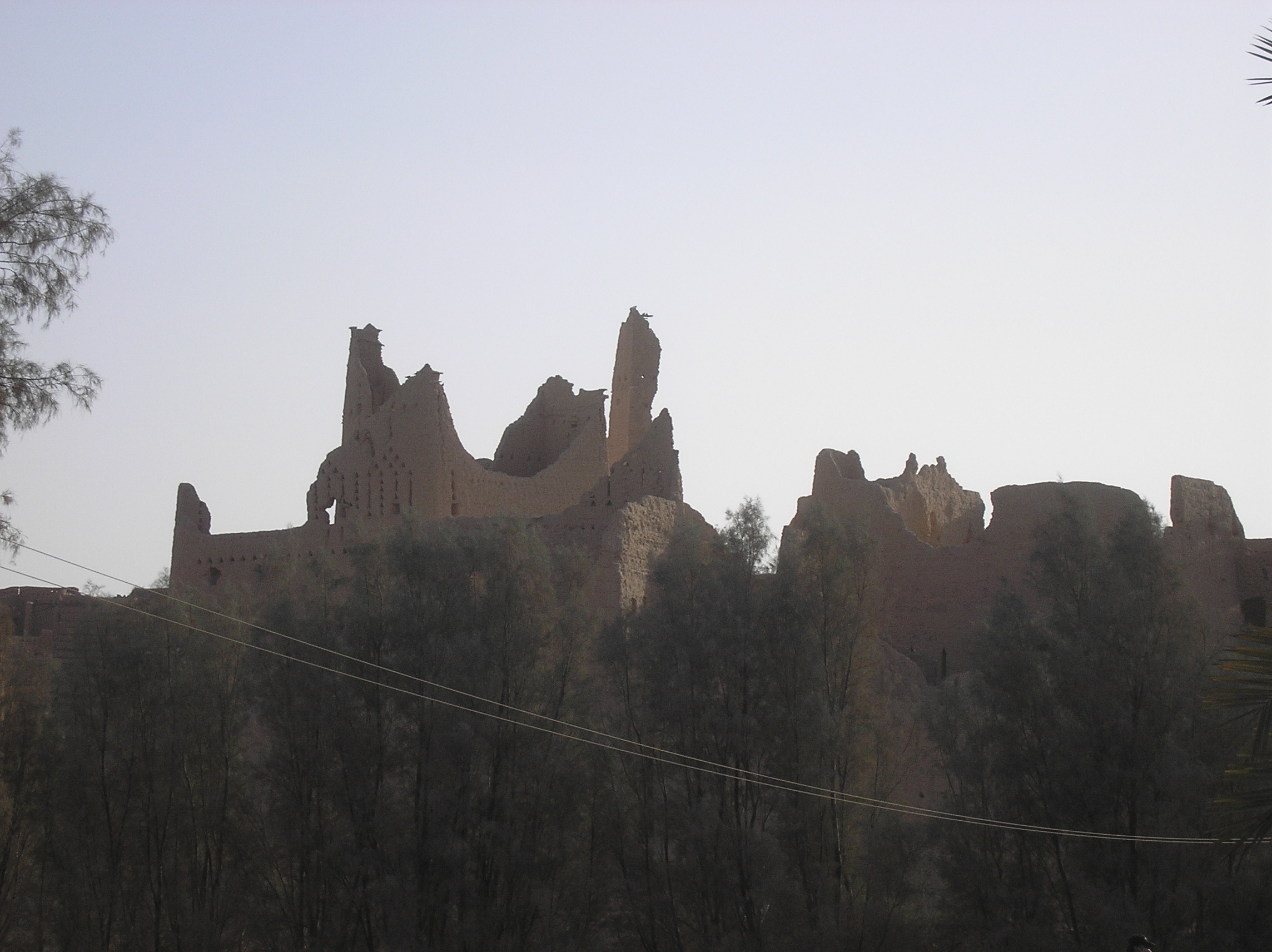
أطلال بعض القلاع الخاربة.

لاحقاً أمر إبراهيم باشا قبل انسحابه من الجزيرة العربية، بإعدام رجال الدولة السعودية الكبار من قادة وعلماء، وكان من بينهم آل عفيصان، ومنهم أمير الخرج عبد الله بن سليمان بن عفيصان، وأمير الأحساء فهد بن سليمان بن عفيصان، وابن أخيه متعب بن إبراهيم بن عفيصان قائد الحامية السعودية في معركة ضرما، ولم يبقَ منهم إلا الأطفال؛ يقول ابن بشر عن هذه الحادثة: «أقبل الآغا الذي في حوطة الجنوب المسمى جوخ دار ومن معه من العساكر، ونزل الدلم البلد المعروفة في الخرج، وقتل آل عفيصان، وهم فهد بن سليمان بن عفيصان وأخوه عبد الله بن سليمان بن عفيصان ومتعب بن إبراهيم بن سليمان بن عفيصان، واستأصل جميع خزائنهم وأموالهم، وقتل أيضا علي بن عبد الوهاب؛ قتلوه قرب الدرعية، وكان له معرفة في الحديث والتفسير وغير ذلك. ثم إن الباشا رحل من القصيم وقصد المدينة المنورة وأخذ معه حجيلان بن حمد أمير القصيم».
يقول قائد الجيوش الغازية إبراهيم محمد علي باشا في رسالته لوالده حاكم مصر يخبره عن هذه الحادثة وكأنه يطابق نص ابن بشر في إعدام آل عفيصان، وترحيل حجيلان إلى المدينة المنورة: «وقد رتبه الجزاء اللازم امتثالا للأمر العالي، ولإرادة حضرة ولي النعم على الذين يميلون إلى الفساد في نجد وعارض وسائر الأقاليم، أو يلاحظ أن يكونوا مبعث فتن من أمراء عبد الله بن السعود؛ كعبد الله بن عفيصان وأخيه متعب وفهد، جزاء يكون عبرة للآخرين. وبعد تدمير الأشخاص المذكورين، وترحيل حجيلان إلى المدينة ليقيم بها، لم يبق بعد اليوم في تلك الحوالي من يتوهم منه التسلط على جانب الحرمين، وقد خليت الأقاليم المذكورة على منطوق الأمر العالي».
ويروي الكابتن البريطاني جورج سادلير، والذي كان مكلفًا من قبل الإمبراطورية البريطانية بملاقاة إبراهيم باشا، وذلك من أجل حشد القوى المحلية من آل بو سعيد في مسقط وإبراهيم باشا، لتحجيم دور الشيوخ القواسم حلفاء الدولة السعودية الأولى، قصة اغتيال آل عفيصان بقوله: «كان يسكن الخرج أربعة شيوخ بالقرب من السلمية، وهم من سلالة عفيصان، أوهمهم الباشا بالأمان ثم قرر أن يفتك بهم؛ إذ أمر جوقدار - باشا السلمية - بذلك، لكنه لم يستطع أن ينفذ أوامر سيده بشكل مكشوف، لأن تعداد مجموعته لا يتجاوز خمسين رجلًا، فلجأ إلى الخيانة والغدر؛ إذ دعا الشيوخ إلى وليمة اختتمها باغتيالهم جميعًا». ويصف سادلير أنه بوصوله في 13 أغسطس إلى موقع حطام الدرعية، رأى أن إبراهيم باشا قد أتلف أسوار الحصن والمزروعات.

## نظام الحكم
كان الحاكم السعودي يُلقب بالأمير حتى اتسعت الدولة، وتلقب بالإمام، ليعطي الدولة صفتها الإسلامية، وكان من أهم واجباته تحقيق الأمن والاستقرار بتطبيق الأحكام الشرعية، وكان نظام الشورى معمولًا به؛ فالأمير محمد بن سعود كان يستشير الشيخ محمد بن عبد الوهاب في المسائل التي تُشكل عليه، ويشرف الحاكم بنفسه على كل ما يصله من مكاتبات من عماله على الأقاليم، ويملي بنفسه على كاتبه ويستشير أهل العلم، وكان الحاكم يتولى الإشراف على الأمن ومعاقبة العابثين، ليكونوا عبرة لغيرهم، فعم الأمن وأمن الناس على مواشيهم، وأصبح بمقدور الفرد السفر متى يشاء دون أن يخاف قطاع الطرق.
وبعد تمدد النفوذ السعودي على معظم شبه الجزيرة العربية حتى أصبحت شبه مملكةٍ موحّدةٍ؛ كتب المسيو باراندييه، السفير الفرنسي في الآستانة، إلى تاليران، وزير خارجية فرنسا، بعد مضي وقتٍ ليس بطويلٍ على تولي الإمام سعود بن عبد العزيز الحكم، ما ذكره: «أصبح للمرء أن يتوقع رؤية مملكة عربية جديدة، قادرة على أن تظفر بمضي الوقت بدرجة من العظمة تضعها في مستوى واحد مع السلطات الأخرى في آسيا». وأشار كذلك المؤرخ البريطاني جون لوريمر بأن اتجاه الحكومة الوهابية في نجد، في جوهره اتجاه تمدن وحضارة، وكان من بين أهدافهم الرئيسة التي وضعوها نصب أعينهم إقامة الأمن والنظام، وإخماد الحروب المحلية والمنازعات الشخصية.

### نظام ولاية العهد
كان نظام الحكم في الدولة السعودية الأولى وراثيًّا، وكانت تؤخذ البيعة قبل وفاة الإمام لابنه الأكبر حتى تَسلَم البلاد من الخلافات وتمرد الأقاليم، وكانت ولاية العهد تُعهَد للابن الأكبر من أبناء الإمام الحاكم، وكانت قيادة الجيوش تُسنَد إليه، كما كان ينوب عن والده في القيام بمهام الدولة في أثناء غيابه، في حالات الغزو أو المرض، وكان يتعرف على الناس ومشكلاتهم، من خلال التمرس في تصريف شؤون البلاد الإدارية، حتى يتم إعداده للحكم؛ فلم يتولَّ أبناء الأسرة السعودية من أبناء الحاكم وأقاربهم إدارة إقليمٍ معيّنٍ، واقتصرت مشاركاتهم على قيادة الجيوش، وإبداء الرأي في المسائل التي يعرضها عليهم الحاكم، وهذا الأمر راجع لخوف صاحب الدرعية من استبداد أفراد الأسرة بالسلطة، فيسيئون بذلك إلى الرعية، ولضمان ولائهم. وربما فضل الإمام تواجدهم في الدرعية ليكونوا سندًا له إذا احتاجهم في الغزوات، ويأخذ مشورتهم.

### الشؤون العسكرية

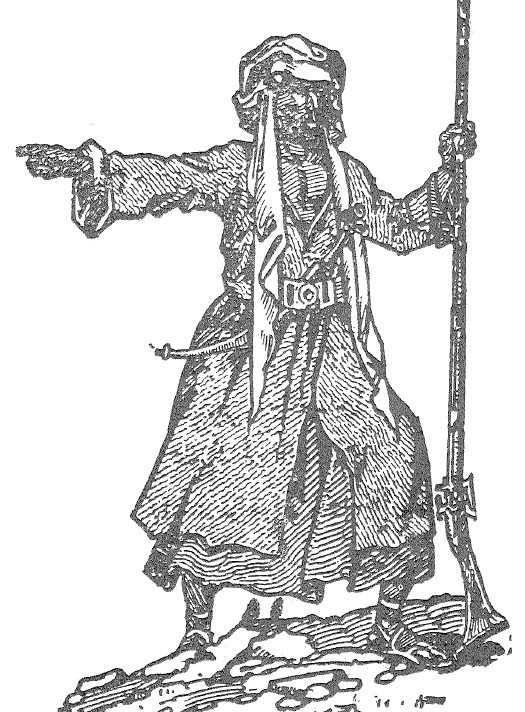
رسم تخيلي قديم لمقاتل من الدولة السعودية الأولى.

لم يكن للدولة السعودية الأولى جيشٌ دائمٌ؛ فقد كانت قواتها المحاربة تتكون بطريقة إلزامية أو تطوعية، حسب متطلب الحال؛ فقد كان الحاكم أو نائبه في الغزو يطلب من أمراء المناطق وشيوخ القبائل عددًا معيَّنًا من المقاتلين لينضموا إلى الغزو الذي يراد القيام به، وعلى كل من يطلب منه ذلك أن يقوم بتنفيذه. وأيضًا، في بعض الأحيان، ينضم إليهم متطوعون؛ يشاركون في الغزو تدينًا أو رغبةً في الحصول على نصيب من الغنائم. أما بالنسبة للحرس الخاص بالحكام في الدرعية وللأمراء في قاعدة كل منطقة من مناطق الدولة، فقد كان هناك جنودٌ دائمون، كما كان هناك عددٌ من الجنود الذين يقضون فتراتٍ تطول وتقصر حسب الظروف في أماكن معينة؛ مثل المرابطين في الحصون المبنية قرب مدنٍ لم يكن من السهل الاستيلاء عليها، أو المناطق التي لا تطمئن الدولة إلى ولاء سكانها. وعن الأساليب التي اتبعها القادة السعوديون في الأعمال العسكرية، فكانت سرعة الحركة، وسريتها، وتضليل الخصوم، وبناء قلاع أو قصور قرب البلدان التي تطول مقاومة أهلها، لمضايقتهم حتى يضطروا إلى إعلان الولاء لهم. وأما الأسلحة التي استعملها السعوديون، فمنها السيوف، والرماح، والخناجر، والبنادق، والمدافع التي غنموها من خصومهم؛ فقد استفادوا منها ضد الحملة العثمانية التي قام بها حاكم مصر.

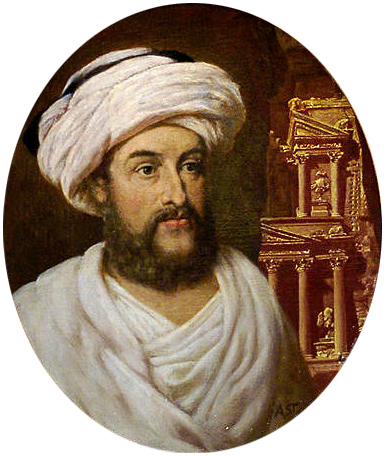
المستشرق السويسري يوهان بركهارت أحد المستشرقين الأجانب الذين عاصروا الدولة السعودية الأولى وكتب عن تاريخها وأحداثها.

يذكر المستشرق السويسري بركهارت عن النظام العسكري للدولة السعودية، في عهد الإمام سعود بن عبد العزيز، أن شيخ القبيلة الذي لا يملك جيشًا ثابتًا يجمع المحاربين التابعين له وينضم للإمام عند النداء للحرب وبعد الانتهاء مباشرة يتفرقون، وباستثناء مئات قليلة من المحاربين المختارين في الدرعية، يطلق عليها «المنقيّة»، ولم يكن للإمام سعود بن عبد العزيز وقتها، ولا لأبيه، جيشٌ نظاميٌ. وإذا ما أقدم الزعيم على الغزو أمر مشايخ القبائل أن يجتمعوا في يومٍ محددٍ في مكانٍ معلومٍ، وغالبًا ما يكون مورد ماء في الصحراء، وأحيانًا يطلب من شيخ القبيلة أو الأمير عددًا معينًا من المحاربين، فيقوم بإعدادهم بنوع من التجنيد الإلزامي من كل قبيلة أو قرية، وهكذا؛ إذا طلب من أمير القصيم مثلًا ألف مقاتل فإن على كل بلدة في تلك المنطقة أن تسهم بإعداد هؤلاء حسب نسبة سكانها، ويجب أن يحارب كل من عمره بين الثامنة عشر والستين عامًا، سواء أكان متزوجًا أم كان غير متزوج أم كان أبا لأسرة، ويجب أن يلتحق بهؤلاء كل من لديه فرس، والدعوة العامة للتجنيد تتم أحيانًا دون ذكر العدد المطلوب، والفقير يمده الغني براحلة وسلاح أو يجهز من بيت المال، وحين تكون الغزوة إلى جهة بعيدة مثل تلك التي وجهت لدمشق عام 1810 أو ضد عمان، يأمر الإمام سعود القادة أن يوافوه «بالسلّة» وحدها وهم النخبة الممتازة من الخيالة وراكبي الإبل. يذكر بركهارت أن مؤنة الجندي مئة رطل من الدقيق، وخمسون إلى ستين رطلًا من التمر، وعشرون رطلًا من السمن، وكيسٌ من الشعير أو القمح لراحلته، وقربة ماء تنقص هذه المؤنة أو تزيد بحسب مدة الغزو، وتؤمن من المشارك نفسه. وعلى أية حال فإن المرء بإمكانه، إن لم تكن الدعوة عامة للغزو، أن يستأجر من يشترك بدلًا منه، مقابل ما يعادل ثمانية إلى عشرة دولارات إسبانية، للغزوة التي لا تزيد عن الأربعين يومًا إضافةً لمُؤْنته، وفي حال كون الإبل قليلة أردف كل راكب بعير مقاتلٍا آخر، ويذكر أيضًا أن كل رجال الإمام جنودٌ يمكن له ان يدعوهم للخدمة في أية لحظة. وهكذا يعد هؤلاء جيشًا من الجنود المتميزين ويحتاجون، لجاهزيتهم، نحو أسبوعين من إخطارهم، وهي الطريقة المفضلة للحركات السريعة تجاه أرض عدو أو صد هجومٍ، خلاف مشروع الفتح الواسع.
يؤكد بركهارت أن الإمام سعودًا بواسطة هذه القوة سرعان ما انصاعت له العديد من الأقاليم، وكانت بعض المناطق القوية بمواقعها وسكانها مثل جبل شمر والحجاز وغيرها متساهلةً بداية الأمر في طاعتها لأوامر الإمام، وغير منتظمة في تأدية الزكاة، فكان الزعيم الفذ يذكرهم بداية الأمر بواجبهم بنصحٍ أبويٍّ مرةً وأخرى ويحصل أن يعدّ بعضهم ذلك ضعفًا مما يستوجب رفع الحماية عنهم أولًا ثم يباغتهم بهجومٍ كاسحٍ ويكرر حتى ينصاعوا لأوامره. كانت غزوات سعود تخطط بحنكة ودهاء وبشيء من الحيطة وبعد النظر وعمليات الكر والفر والتمويه، وتنفذ بمنتهى السرعة لدرجة أنها نادرًا ما فشلت، ولذلك فإنه حينما غزا سهول حوران عام 1810 لم تصل أخبار اقترابه منها إلا قبل وصوله إليها بيومين، رغم أنه استغرق خمسةً وثلاثين يومًا حتى وصل المكان، ولم يعلم أي جزء من سورية ما كان هدف هجومه، فاستطاع بذلك نهب أكثر من خمسٍ وثلاثين قريةً من حوران، قبل أن يبدي باشا دمشق أي أدلةٍ للدفاع. ثم يذكُر بأن سعودا قد كوّن من أعظم شجعان قومه وأشهر مغاويرهم قوةً أو حرسًا خاصًا يسمى «المنقيّة»؛ من شجعان العرب يبقون في الدرعية باستمرار، وهم وحدهم الجند الدائم من جيشه؛ فكان كلما سمع بفارسٍ مشهورٍ دعاه إلى الدرعية وضمه للمنقيّة، ويمده هو وأسرته بمؤونةٍ سنويةٍ من القمح والتمر والسمن، ويمنحه فرسًا أو ذلولًا وسلاحًا، ويصحب ذلك الحرس في غزواته، إلّا أنه يحتفظ بهم دائمًا كقوة احتياطٍ في المعركة، ويبعث أعدادًا صغيرةً منهم لمساعدة جنوده، ويصل عدد هؤلاء إلى ثلاثمئة مقاتلٍ، مجهزين ساعة الحرب بكل الأسلحة تقريبًا، وخيولهم مكسوة بلبسٍ؛ أي مادة صوفيةٍ محشوة لا تخترقها السيوف والرماح، وبما أن خدمتهم تطوعية، فإن سعودا يثق بهم وبولائهم ثقةً كبيرةً. وبالإضافة إلى المنقية أو الحرس الخاص، كان الإمام يأخذ معه إلى الدرعية كثيرًا من عقداء أو قادة حروب القبائل البدوية، وكثيرًا ما كان يسند لهم قيادة الغزوات، حتى كان ذكر أفراده مرعبًا لكل أعدائه؛ لأنهم لم يخسروا أبدًا سمعتهم العالية في الشجاعة.
يصف المستشرق الفرنسي لويس ألكسندر أوليفيه دوكورانسيه، والذي كان ضمن البعثة العلمية الفرنسية التي رافقت حملة نابليون على مصر، إستراتيجية القتال لدى الدولة السعودية الأولى كالتالي: «وفي الصحراء المترامية الأطراف التي عليها الوهابيون وحدهم اليوم، تجتمع كافة المشاق ضد أعدائهم، والوهابيون وحدهم يعرفون مقاومتها. فهم لا يحتاجون إلا القليل لتحمل العطش والجوع والقيظ، أما الأعداء فيحتاجون إلى الكثير لمقاومة هذه المشاق، فضلا عن منازلة الوهابيين. لذلك كانت الطبيعة حليفة الوهابيين؛ حيث كانت تجمع العقبات كلها في وجه أعدائهم، فتؤمن لهم النصر قبل المعركة. وهكذا أصبح الوهابيون أسياد الجزيرة العربية بكاملها، في مأمن من هجمات العثمانيين، الذين باتوا لا يستطيعون القتال إلا دفاعاً وعلى أرضهم فقط؛ فمن السهل إذن التنبؤ بأن جميع المعارك التي ستقع بعد اليوم بين العثمانيين والوهابيين ستكون هجوماً من الوهابيين، ودفاعاً من أعدائهم. ونادراً ما كان أسلوب الدفاع موفقاً حتى لدى شعوب أوربا، فلا بد لذلك أنه سيكون حاسماً في بلد مفتوح كآسيا الصغرى، ولدى شعوب غير منظمة، يجعلها الخوف من هجوم  مفاجئ تستسلم فوراً من دون مقاومة. وقد أدرك الوهابيون هذا الوضع فأصبحت جميع معاركهم مفاجآت. وكانوا ينسحبون دائماً متى بدا لهم أن العلم بوجودهم سيؤدي إلى المقاومة، وهذا الأسلوب في الغزو، جعل أجدادهم العرب ذوي بأس منذ أجيال عديدة، ولكن انقسامهم حتى اليوم إلى الألوف من القبائل المختلفة، جعلهم يستهلكون قواهم في معارك داخلية. وقد صهرهم محمد بن عبد الوهاب في أمة واحدة، وأعطى هذه الأمة مجموع القوى التي كانت مبعثرة قبله. وباجتماع هذه القوى، أصبح هذا الشعب ذا هيبة تهدد الشرق كله باحتلال قريب».

### أئمة الدولة السعودية الأولى
ترتيب أئمة الدولة السعودية الأولى من (1157 - 1233 هـ / 1744 - 1818 م).
| # | الإمام                                        | بداية الفترة   | نهاية الفترة   |
| - | --------------------------------------------- | -------------- | -------------- |
| 1 | محمد بن سعود محمد الأول                       | 1157هـ / 1744م | 1179هـ / 1765م |
| 2 | عبد العزيز بن محمد آل سعود عبد العزيز الأول   | 1179هـ / 1765م | 1218هـ / 1803م |
| 3 | سعود الكبير بن عبد العزيز آل سعود سعود الثاني | 1218هـ / 1803م | 1229هـ / 1814م |
| 4 | عبد الله بن سعود آل سعود عبد الله الأول       | 1229هـ / 1814م | 1233هـ / 1818م |

### أمراء الأقاليم وقادة الدولة

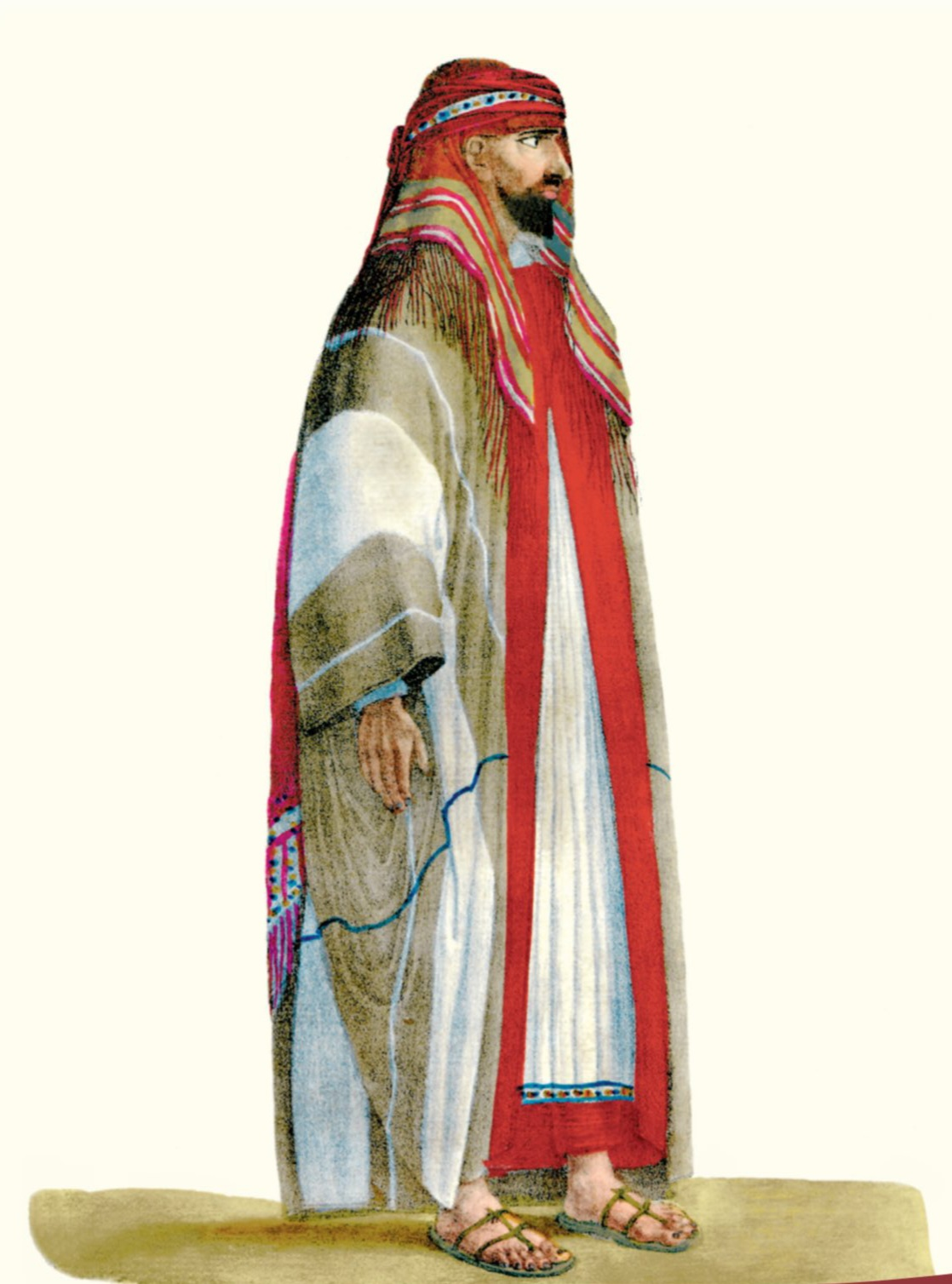
رسم للإمام عبد الله بن سعود الكبير بن عبد العزيز بن محمد آل سعود، آخر أئمة الدولة السعودية الأولى سنة 1818م؛ نشرت في كتاب تاريخ مصر في عهد محمد علي سنة 1823م، لفيلكس مانجان العامل في البلاط المصري.

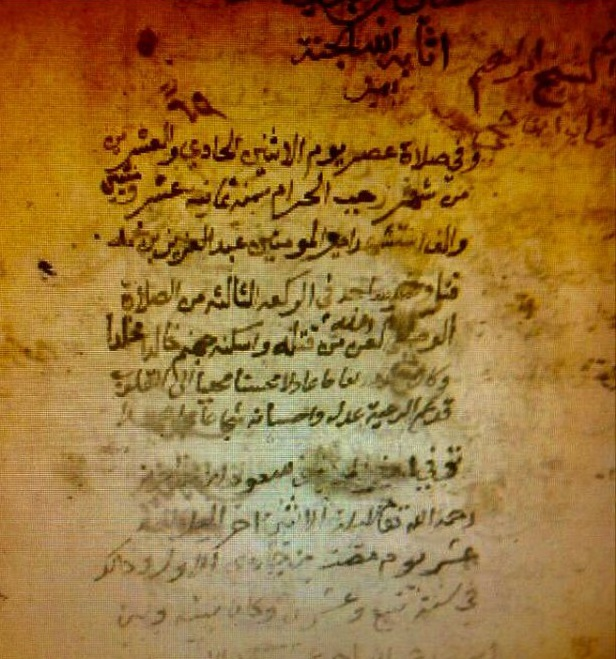
وثيقة تتحدث عن مقتل الإمام عبد العزيز بن محمد، وهو يصلي في مسجد الطريف في الدرعية.

كان الإمام يعين على أقاليم دولته أمراء يطلق عليهم لقب أمراء الأقاليم أو حكام الأقاليم، وقد وجدت هذه المناصب العليا في المناطق لتسد الحاجة الإدارية، بعد أن توسعت الدولة فشملت العديد من المناطق، وكان الإمام في الدرعية يحترم الرؤساء المحليين، لما لهم من نفوذٍ قويٍّ عند جماعتهم وفي مناطقهم. ومنصب الأمير أو حاكم الإقليم منصبٌ مهمٌ وحساسٌ؛ لأنه من المراكز القيادية في الدولة، فالأمير في إقليمه هو الممثل الأول للإمام في هذا الإقليم، وهو المشرف على إدارته وماليته، والمسؤول عن قيادة الغزو أو النفير العام عند الطلب. لذلك يتمتع الأمراء والحكام بسلطات واسعة في أقاليمهم، ومع ذلك تبقى شخصيتهم القيادية والاعتبارية في مستوى أقل من مستوى الإمام في الدرعية أو ولي العهد. ومهما يكن من نفوذ حكام الأقاليم، فإن هذا لم يعصمهم من العزل أو النفي أو السجن أو المحاكمة، في حال مخالفتهم لنظم الدولة، أو إذا ثبت تلاعبهم في عملية جمع الزكاة. والأمير في إقليمه هو المسؤول العام عن الإقليم، والمسؤول الأول عن تجهيز الغزو، والمسؤول عن جمع الزكاة والأعشار، وعن توزيع ما يرسله الإمام من عطايا إلى إقليمه.
ومن أشهر الأمراء والقادة الذين كان لهم دورٌ بارزٌ في الدولة السعودية الأولى:
| الأمير                                                                                 | المنصب                                |
| -------------------------------------------------------------------------------------- | ------------------------------------- |
| عبد الوهاب بن عامر المتحمي - طامي بن شعيب                                              | عسير وتهامة وما يليها من اليمن        |
| عثمان بن عبد الرحمن المضايفي العدواني                                                  | الطائف وبعض مناطق الحجاز              |
| الشريف غالب بن مساعد                                                                   | مكة                                   |
| مسعود بن مضيان الظاهري.                                                                | المدينة المنورة                       |
| صقر بن راشد- سلطان بن صقر بن راشد ثم عزل وجعل مكانه ابن أخيه حسن بن رحمة               | عُمان                                  |
| سليمان بن محمد بن ماجد الناصري - إبراهيم بن سليمان بن عفيصان - فهد بن سليمان بن عفيصان | الأحساء ونواحيها                      |
| أحمد آل غانم - إبراهيم آل غانم                                                         | القطيف ونواحيها                       |
| سلمان بن أحمد آل خليفة                                                                 | الزبارة والبحرين                      |
| رحمة بن جابر الجلهمي                                                                   | الدمام وقطر                           |
| ربيع بن زيد الدوسري - قاعد بن ربيع بن زيد                                              | وادي الدواسر وما حوله                 |
| عبد الله بن محمد بن غيهب - محمد بن إبراهيم بن غيهب - ساري بن يحيي بن غيهب              | منطقة الوشم                           |
| حجيلان بن حمد التميمي                                                                  | منطقة القصيم                          |
| محمد بن عبد المحسن آل علي                                                              | منطقة جبل شمر                         |
| إبراهيم بن سليمان بن عفيصان - عبد الله بن سليمان بن عفيصان                             | منطقة الخرج                           |
| سالم بن شكبان الشهراني - فهاد بن سالم بن شكبان                                         | بيشة ونواحيها                         |
| حمود أبو مسمار                                                                         | المخلاف السليماني                     |
| مسلط بن قطنان السبيعي                                                                  | رنية ونواحيها                         |
| حمد بن عبد الله بن محي البقمي                                                          | تربة ونواحيها                         |
| مطلق بن محمد المطيري                                                                   | من أبرز القادة العسكريين في عمان      |
| غصاب العتيبي                                                                           | قائد عسكري                            |
| غالية البقمية.                                                                         | أميرة شاركت بالحرب السعودية العثمانية |
| سليمان بن عفيصان                                                                       | قائد عسكري                            |
| هادي بن قَرملة القحطاني                                                                 | من أمراء الدولة السعودية              |
| فيصل بن سعود الكبير                                                                    | قائد عسكري                            |
| الشريف جابر بن جباره                                                                   | ينبع                                  |
| بخروش بن علاس الزهراني                                                                 | قائد عسكري                            |
| مناع أبو رجلين                                                                         | قائد عسكري                            |
| سالم بن بلال الحرق                                                                     | قائد عسكري                            |
| محمد بن دهمان الشهري                                                                   | قائد عسكري                            |
| ناجي بن قملا                                                                           | حضرموت                                |

## العلاقات الخارجية
أدت العلاقة القائمة بين الدولة السعودية الأولى والقوى المحلية في الخليج العربي، خاصة تلك القوى المعارضة للدولة السعودية، إلى دورٍ بارزٍ في حدوث اتصالات بين الدولة السعودية والقوى الأخرى المؤثرة في المنطقة، وذلك حينما استنجدت بعض القوى المحلية في الخليج ببريطانيا، وطلبت المساعدة منها ضد الدولة السعودية. وقد حدث ذلك حين طلبت سلطنة مسقط من بريطانيا، دعمها ضد الغزو السعودي، وفي بعض المناسبات، كانت تطلب العون من فرنسا، وأحيانًا كانت تطلبه من دولة العجم في بلاد فارس، وكانت البحرين، أحياناً، تطلب العون من دولة العجم في بلاد فارس ضد الدولة السعودية. وقد أسهم التشابك المذهبي، في منطقة الخليج العربي، وما كان له من سلبياتٍ، في إيجاد نوعٍ من العلاقة السلبية بين الدولة السعودية والدولة الفارسية.

### العلاقة السعودية البريطانية

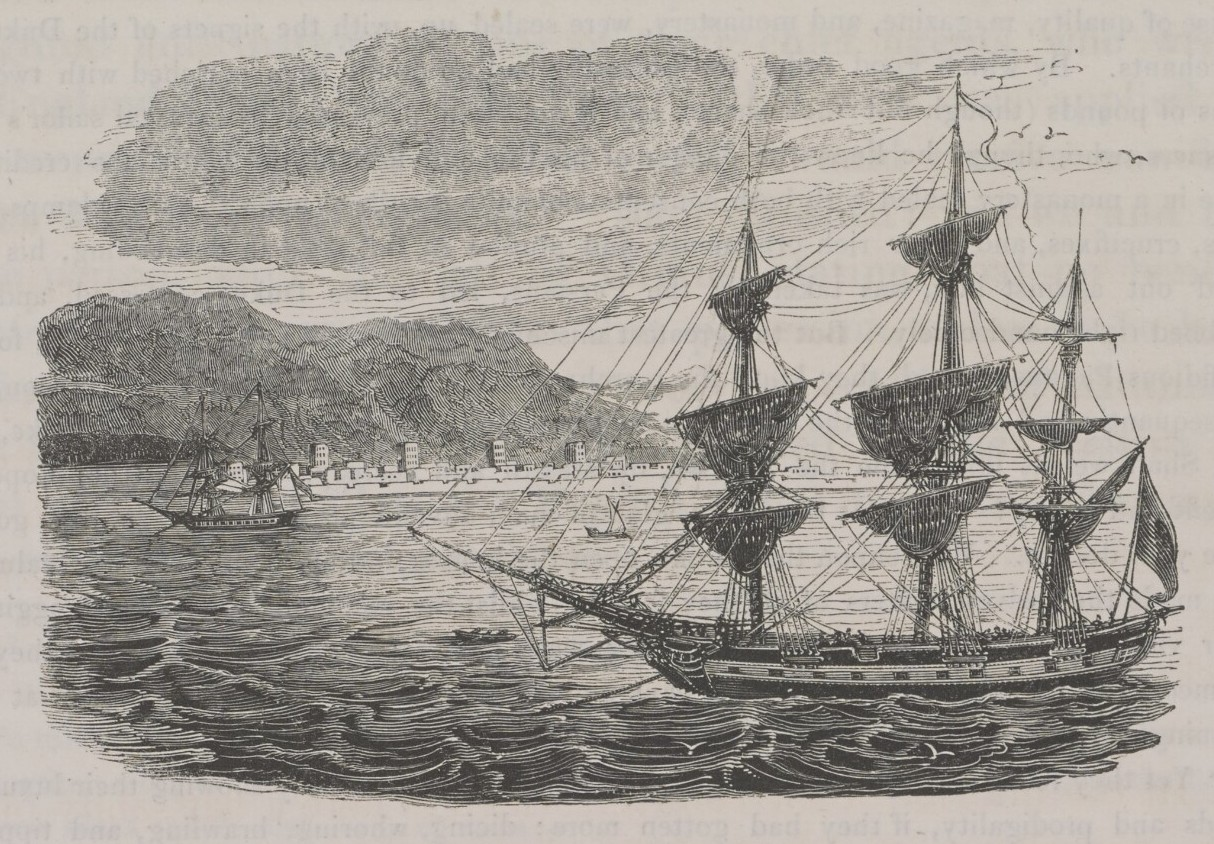
كانت رأس الخيمة تعتبر بنظر الإنجليز الميناء الرئيسي للوهابيين على حد وصفهم، والذي تنطلق منه الهجمات البحرية للقواسم على سفنهم.

لم تصل العلاقة بين الدولة السعودية الأولى وبريطانيا، إلى مستوى العلاقات الخارجية بين الدول، تلك العلاقات ذات المفهوم الدبلوماسي المعروف؛ وإنما كانت اتصالاتٍ بسيطةٍ جرت بين الدولتَين في مناسباتٍ وظروفٍ معيّنة. وكانت بعض الأحداث في المنطقة، قد أدت إلى الاتصال بين بريطانيا والدولة السعودية الأولى، كالتحالف القائم بين السعوديين والقواسم، الذين أصبحوا في عداءٍ تقليديٍّ مع كلٍّ من حكام مسقط وبريطانيا. وكان العداء بين القواسم ومسقط وبريطانيا، قد جرّ الدولة السعودية الأولى، إلى خلافاتٍ مع بريطانيا، التي تتصرف من خلال مصالحها الاستعمارية في مناطق الساحل في الخليج العربي. ورأت بريطانيا ضرورة اتخاذ موقفٍ ليّنٍ تجاه الدولة السعودية الأولى، حينما شعرت أن مصالحها الاستراتيجية، في الكويت وجنوب العراق، أصبحت معرضةً للتأثير السعودي وضغطه، وبخاصة بعد وصول الحملات السعودية إلى تلك المناطق، وبعد نقل المراكز التجارية البريطانية التابعة لشركة الهند الشرقية من البصرة إلى الكويت. أرسلت بريطانيا رينود، وهو أحد مساعدي الوكيل البريطاني المستر مانيستي، عام 1214 هـ/1799، ليكون رئيسًا للبعثة البريطانية الرسمية المتجهة إلى الدرعية عاصمة الدولة السعودية، لإجراء محادثاتٍ مع المسؤولين السعوديين، حول إيجاد نوعٍ من العلاقات الودية وحسن المعاملة بين الدولتَين، بعد ما اعترى هذه العلاقات من الخلافات، كان مردّها اشتراك عددٍ من حراس الوكالة الإنجليزية في الكويت، مع القوات الكويتية، في رد هجومٍ سعوديٍّ ضد الكويت. ولم يكن موقف بريطانيا هذا، هو الموقف الوحيد المعادي للدولة السعودية، وإنما كانت هنالك مواقف بريطانيّةٍ مماثلةٍ؛ فكانت بريطانيا تساند موقف مسقط، وموقف البحرين، ضد السعوديين في عدة مناسبات، إضافةً لموقفها العدائي ضد القواسم، حلفاء الدولة السعودية في منطقة ساحل عمان. غادر رينود الكويت إلى الدرعية، ماراً بالقطيف والهفوف، واستقبله السعوديون في الدرعية استقبالًا حسنًا، وحاول في محادثاته الحصول من الإمام عبد العزيز بن محمد على وعدٍ بتأمين سلامة بريد الشركة، الذي يمر من البصرة إلى حلب عبر الطريق الصحراوي الذي تقطن فيه قبائل سعوديّةٍ. ويبدو أن بعثة رينود لم تحقق نجاحًا ملموسًا في هذا الصدد، وكانت الحساسية التي تتميز بها الدولة السعودية الأولى، ضد الأجانب المسيحيين، كفيلةً بأن تفشل مهمة البعثة البريطانية، بسبب البنية السياسية والدينية التي قامت عليها الدولة السعودية. وقد أفصحت بريطانيا عن موقفها تجاه الحكم السعودي، بعد سقوط الدرعية بيد إبراهيم باشا، وكانت لا ترغب أبدًا، أن ترى دولة محليةً قويةً تجاورها في الخليج العربي؛ لأن ذلك يشكل مصدر إزعاجٍ لها، حيث أرسل الحاكم البريطاني في الهند، جورج سادلير إلى الدرعية في أبريل 1819، ليهنئ إبراهيم باشا بنجاحه في القضاء على الدولة السعودية الأولى. كما اتضح هذا الموقف من السرور الذي عبر عنه المسؤولون البريطانيون بسبب سقوط الدولة السعودية الأولى.

### العلاقة السعودية الفارسية

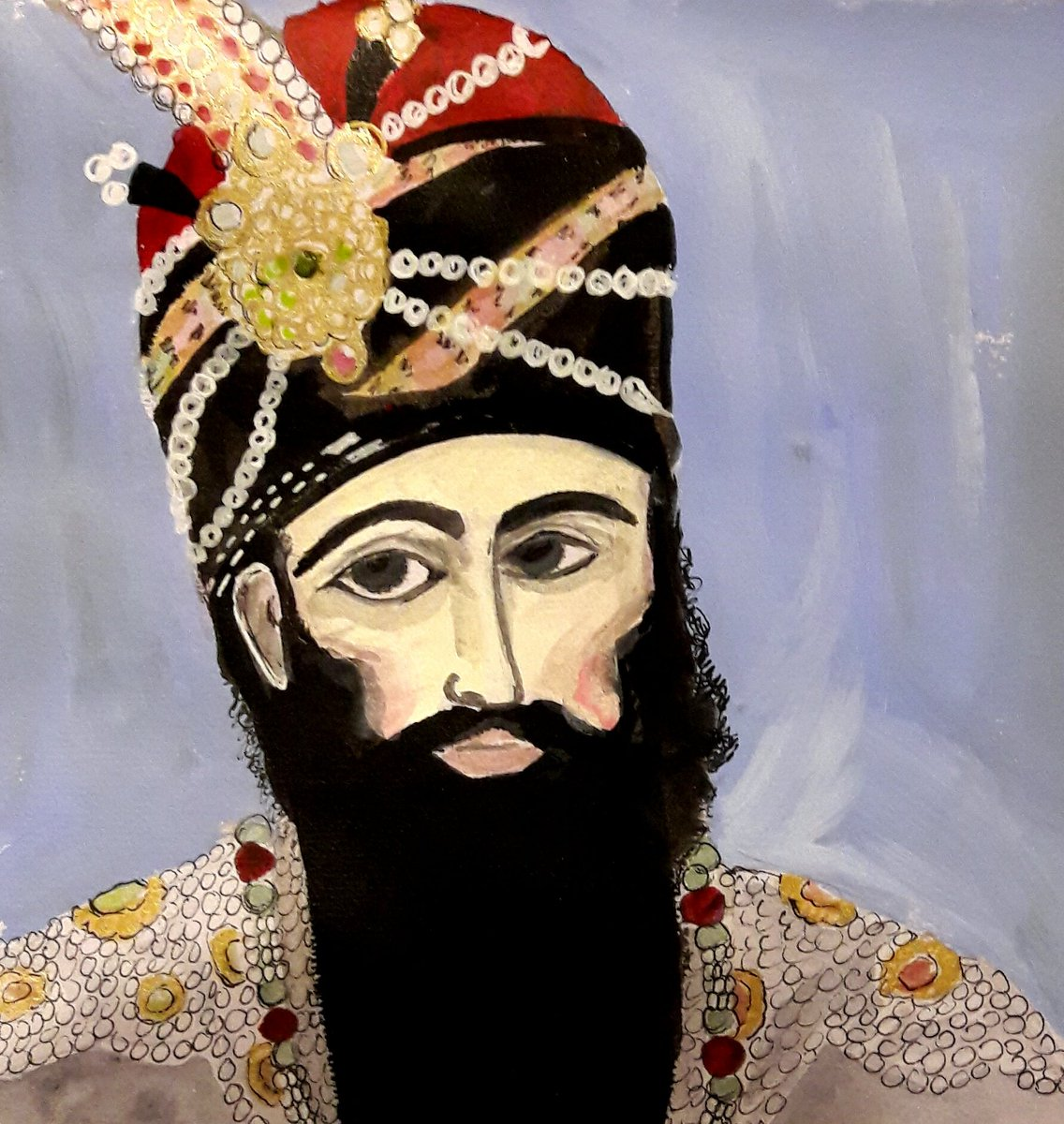
شاه فارس فتح علي شاه، في عهده قام بدعم سعيد بن سلطان ضد التوسع السعودي في عُمان.

لم تكن علاقة الدولة السعودية الأولى بالدولة القاجارية في بلاد فارس علاقةً حسنةً، وذلك يعود للخلاف المذهبي بينهما. وقد ازدادت هذه العلاقة سوءًا بعد غزو الدولة السعودية مناطق جنوب العراق وهدم المزارات الشيعية في كربلاء والنجف عام 1216 هـ/1801. وبعد هذا الغزو، قرر الشاه الفارسي فتح علي شاه القاجاري، أن يتدخّل، وأبدى استعداده لغزو السعوديين، وأخبر بذلك الوالي العثماني في العراق. وساعد شاه بلاد فارس، حاكم مسقط، عام 1217 هـ/1802، ضد آل خليفة في البحرين، الذين كانت تدعمهم الدرعية لاسترداد البحرين. واستمر الفرس في تقديم المساعدات العسكرية إلى حاكم مسقط، وتمكّنت قوات مسقط من هزيمة آل خليفة وحلفائهم السعوديين، وعندما بدأت القوات السعودية تغزو عُمان وتهدد سلطان مسقط، أسرعت الحكومة الفارسية في تقديم المساعدات لسلطان مسقط للوقوف في وجه السعوديين. ساءت العلاقة بين الدولة السعودية وبين الدولة القاجارية مجدداً، عام 1225 هـ/1810، حينما استعان آل خليفة بالفرس وحكام مسقط، على استرداد البحرين من القوات السعودية. وكان الخلاف القائم بين الدولة السعودية والدولة القاجارية، قد استغله حكام مسقط، وغيرهم في مناطق الخليج العربي، في إقامة نوعٍ من الوفاق بينهم وبين الدولة القاجارية، وقد عبرت البعثة الدبلوماسية، التي أرسلها السيد سعيد بن سلطان، برئاسة السيد سالم، إلى بلاط الشاه عام 1226 هـ/1811 عن هذا الوفاق؛ إذ كان هدفها إقامة معاهدة تحالفٍ بين مسقط وبين فارس، وقد نجحت هذه البعثة في تحقيق هدفها، وكان من ثمار ذلك، أن ساعدت فارس حكومة مسقط بقواتٍ عسكرية بقيادة صادي خان، فحاربت إلى جانب قواتها ضد السعوديين في عمان، واستردت حصون سمايل ونخل. وتذكر سجلات حكومة بومباي، أن الإمام سعود بن عبد العزيز، خشِيَ قيام تعاونٍ فارسيٍّ عمانيٍّ فأسرع بإرسال مبعوثٍ خاصٍ إلى شاه إيران لإقامة علاقات وديةٍّ بين الدولتَين، الهدف منها تضييع الفرصة على حاكم مسقط، إلّا أن هذه البعثة لم تلق قبولًا لدى الشاه، وانحازت فارس إلى مسقط، على الرغم من الخلافات التي كانت تحدث بينهما من حينٍ لآخر. وغلب على الشاه السرور من نجاح والي مصر، محمد علي باشا، في القضاء على الدولة السعودية الأولى، فأرسل إليه رسالةً، يهنئه فيها بجهوده؛ جاء فيها: «فاطلعت على ما صنعت في قتال العرب، وصبرت في احتمال التعب. واجتهدت في تجهيز الكتائب، وتشمير القواضب، حتى وطئت أرجاء التهامة، بأقدام الشهامة. وخلصت أرض النجد بالعز والمجد، وفتحت باب الأمنية، بفتح الدرعية. وبالغت في دفع البدع، ونفي الدين المخترع». وقد أهداه الشاه سيفًا قديمًا، كان قد توارثه ملوك العجم عن أجدادهم، لأن عمل محمد علي هو في هذا المجال، وعزمه يشبه حدّة هذا السيف، وقد صحب هذا السيف هديةٌ أخرى، هي خاتمٌ من الفيروز.
أصبح خط سير العلاقة بين الدولة السعودية وبين الدولة القاجارية خطًّا تقليديًّا، بدأ مع بدء الاحتكاكات بين الدولة السعودية وبين مناطق جنوبي العراق العثماني. وقد توحدت جهود عدد من القوى المختلفة ضد الدولة السعودية، كقوة العثمانيين وتعاونهم - إلى حد ما - مع الفرس، وقوة حكام مسقط وتعاونهم مع الفرس، وقوة آل خليفة وتعاونهم مع الفرس كذلك. وكان مرد هذا الصراع التقليدي بين الدولة السعودية وبين الدولة القاجارية يعود في الأساس إلى الخلاف المذهبي بين الدولتين من جهة، وإلى العمق الذي وصلته الدولة السعودية في امتداداها في مناطق عمان وساحله من جهة ثانية، ثم إلى عمق اندفاع الغزو السعودي في مناطق جنوب العراق من جهة ثالثةٍ. ومن هنا كانت فارس ترجئ خلافاتها مع القوى السياسية المحلية في الخليج العربي، وتركّزُ على ضرب القوة السعودية.

## الدولة والحضارة

### العمارة

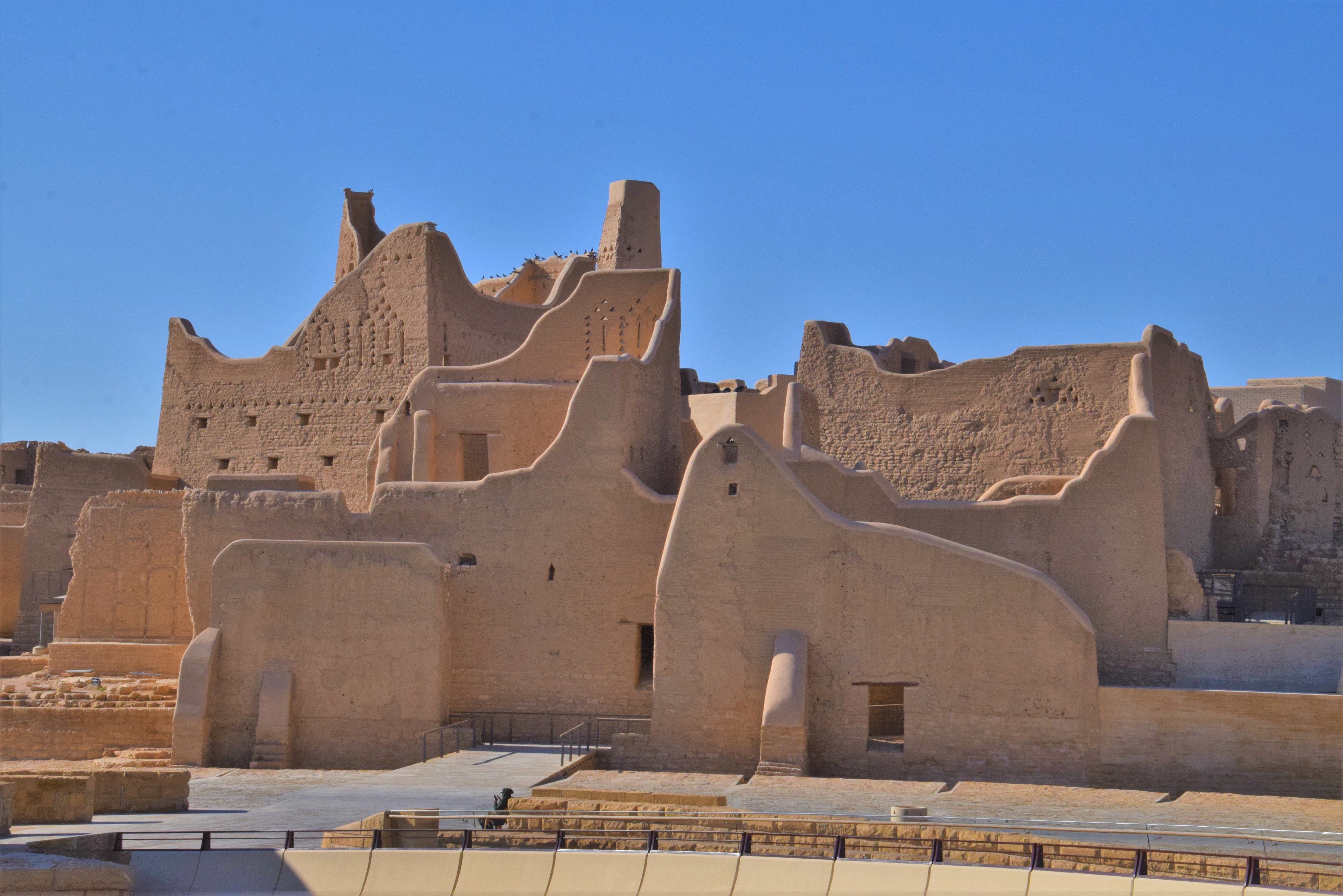
قصر سلوى مقر الحكام السعوديين في الدرعية.

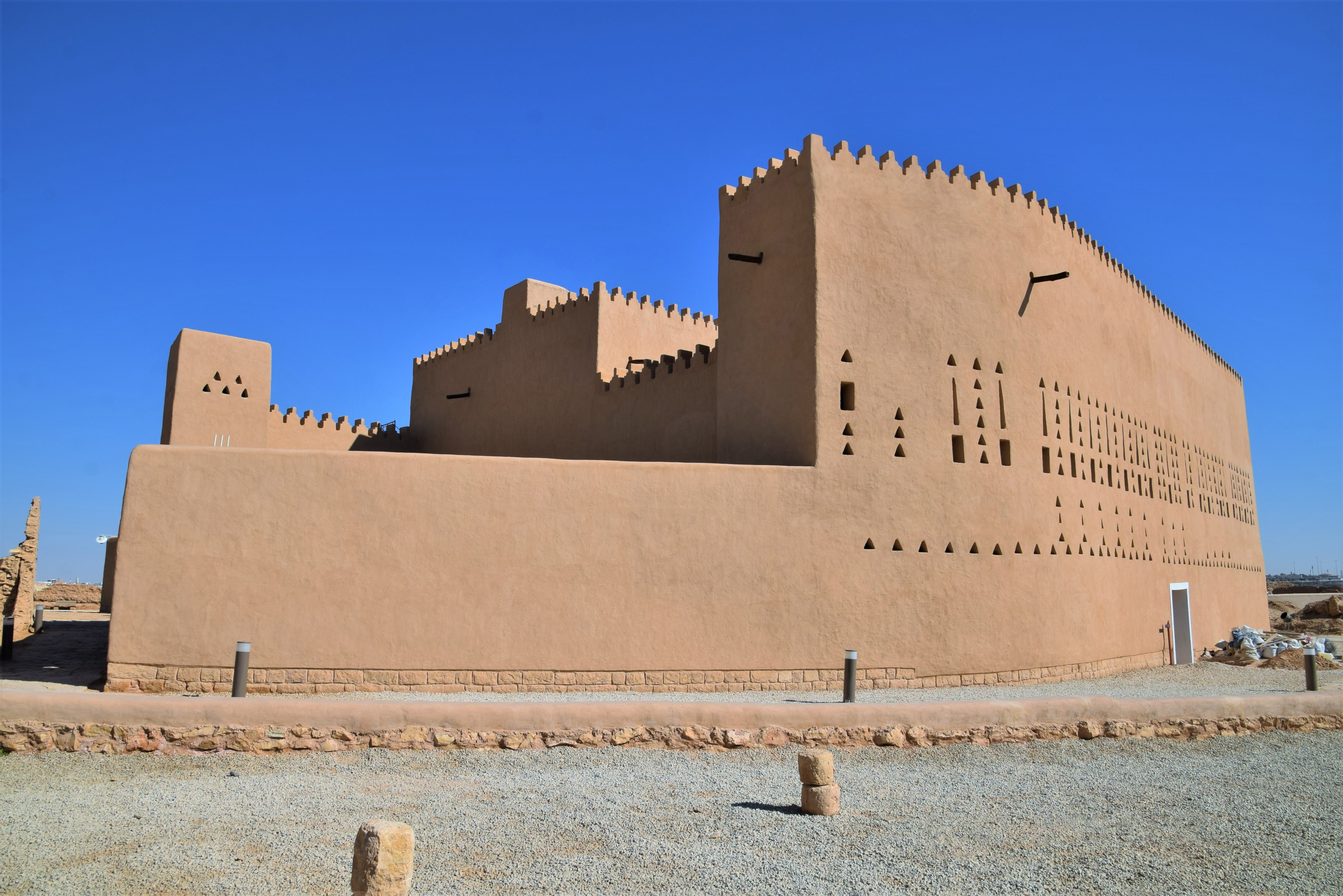
قصر سعد في الدرعية.

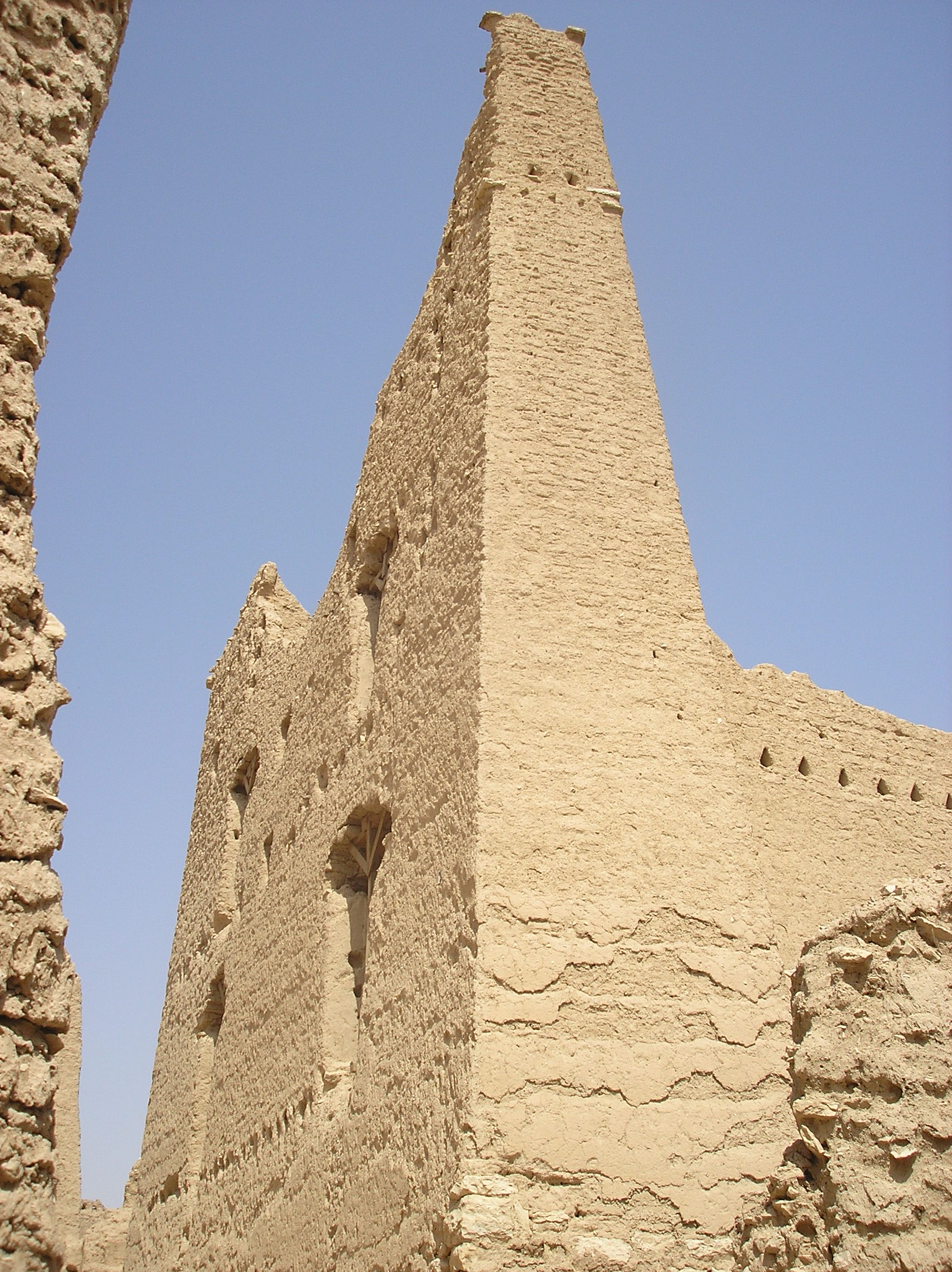
أحد الحصون التاريخية في الدرعية.

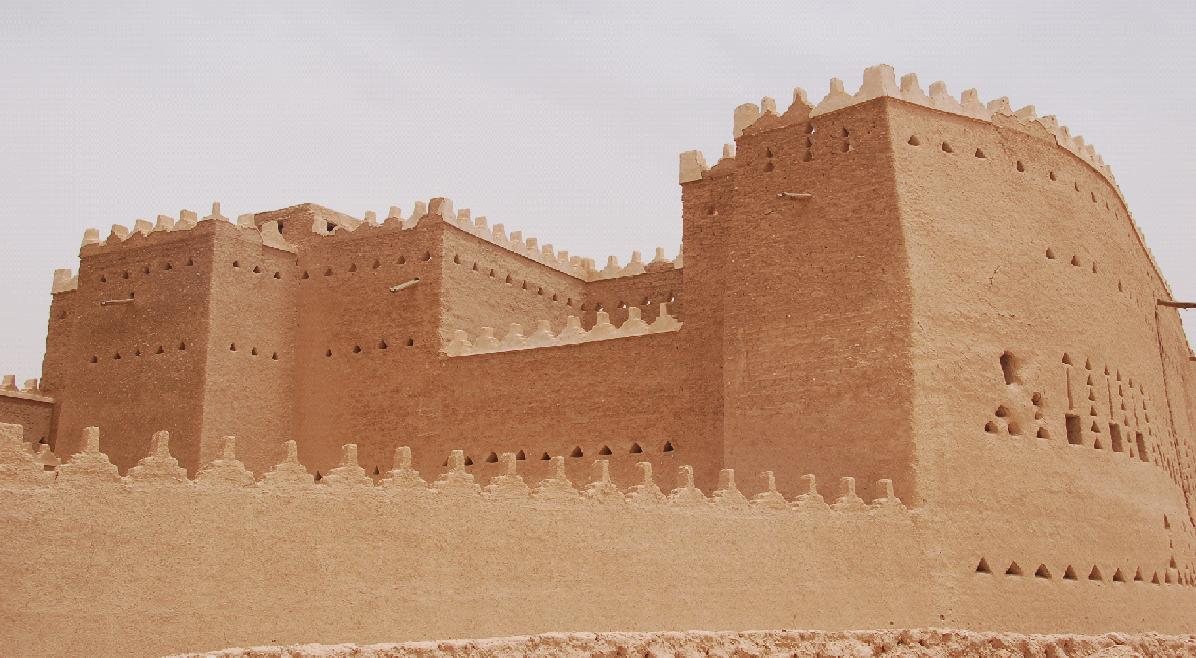
أحد المباني التاريخية في الدرعية.

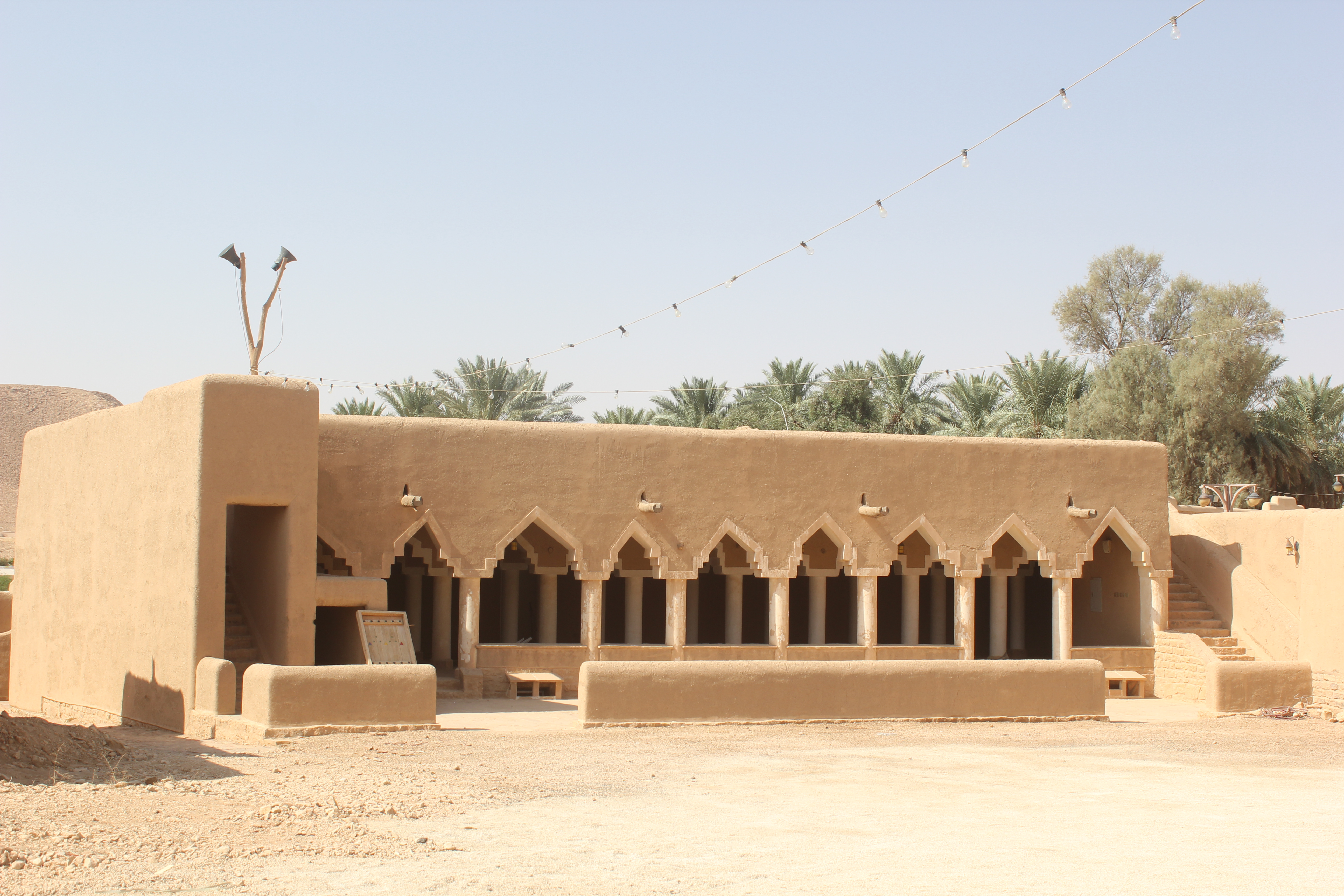
مسجد العوشزة، أحد النماذج السائدة للعمارة النجدية قديماً.

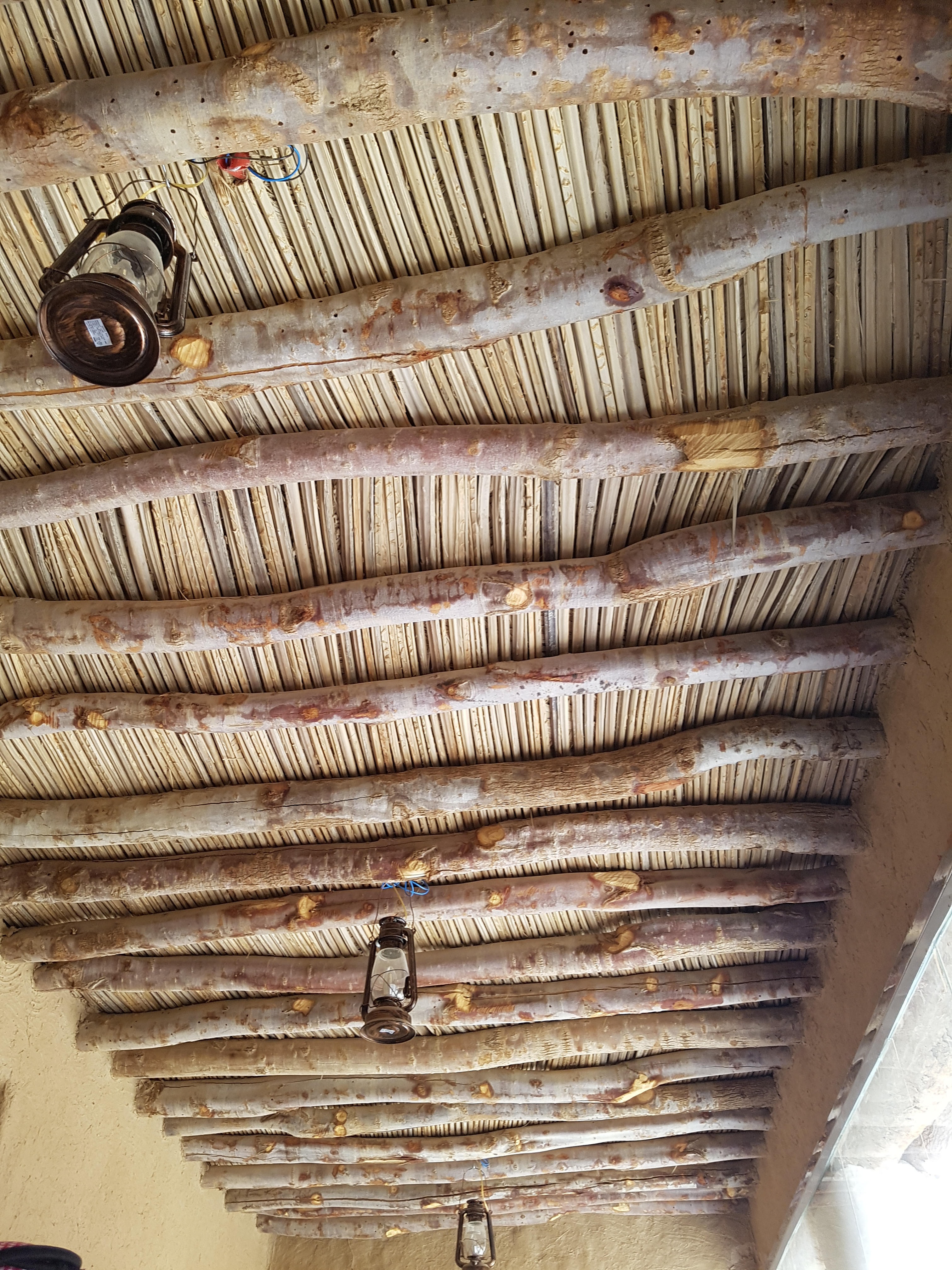
نموذج لبناء الأسقف في بعض المباني.

اهتمت الدولة السعودية الأولى بمدينة الدرعية بحكم أنها العاصمة للدولة، ولما تمتلكه من مميزاتٍ طبيعيّةٍ وبيئيّةٍ وجغرافيّةٍ كالروافد والشعاب والأراضي الخصبة والبناء والتعمير الذي تظهر فيه السمات النجدية بوضوح إلى جانب أنظمة الري وقنوات السقيا. وسرعان ما احتلت الدرعية الصدارة على الطريق التجاري من شرق الجزيرة إلى غربها، واستمرت الدرعية المدينة الأشهر بوادي حنيفة خلال القرنين الميلاديين، السابع عشر والثامن عشر، إضافة إلى تحكمها في طريق الحج إلى مكة، فامتد سلطانها على عددٍ من قرى وادي حنيفة، وبلغ نفوذها إلى ضرماء في الجهة الغربية من جبل طويق، وإلى أبا الكباش شمال الدرعية.
يحيط بالدرعية سورٌ قديمٌ يتميز بتحصيناته وأبراجه العالية المشرفة على كل الأحياء، وتبلغ مساحة الدرعية والمراكز المرتبطة بها ألفين وعشرين كيلومترا مربعا تقريبا، ويخترقها وادي حنيفة وتفريعاته المختلفة. وضمت الدرعية عددًا من الأحياء؛ مثل حي الغصيبة الرئيسي، وأحياء الظهيرة والطرفية والبجيري والعودة والبليدة والسريحة، وتميزت هذه الأحياء العامرة بأنها تشترك في كثير من عناصرها العمرانية التي تمثل مفهوم العمران الإسلامي، الذي يتميز بالخصوصية واحترام الجار، إلى جانب المظهر العام للبيوت الذي يوحي بالحياة البسيطة والبعد عن البذخ، ويتوسط هذه الأحياء المسجد الجامع الذي يعد مكان العبادة والاجتماع والشورى. كما تضم هذه الأحياء عدداً من القصور مثل قصر سلوى -قصر الحكم- الذي بناه الإمام محمد بن سعود في القرن السابع عشر الميلادي، وكان مسكنًا للأمير، ومنه تُدار شؤون الدولة. وقد تعاقب عليه عدد من الأئمة الذين أدخلوا تعديلاتٍ عليه، ويعد اليوم نموذجًا للعمران النجدي والطراز الطيني والحجري. وفي تقريره عن الوهابيين؛ يقول الضابط الفرنسي جان ريمون: «يقيم سعود زعيم الوهابيين بعد موت والده عبد العزيز في منزل ضخم (قصر سلوى)؛ بناه والده على منحنى جبل يرتفع بعض الارتفاع عن الدرعية، وكان أبناؤه كلهم وأسرهم، وإخوته أيضاً، يعيشون في منازل منفصلة في هذا المبنى، وفيه كان يحتفظ بكنوزه». وقد ذكر المؤرخ ابن بشر أن من مظاهر الرفاهية التي اتسمت بها فترة الإمام سعود، أنه اتخذ في قصره موضعًا كبيرًا خصصه للدروس العلمية بين الباب الخارجي والباب الداخلي للقصر، يحوي نحو خمسين ساريةً، ويتألف من ثلاثة أدوارٍ؛ في كل دورٍ مجلسٌ يسع أعدادًا غفيرةً من الناس. كما بنى موضعًا في قصره أسماه «قوع الشريعة» خصصه لاستقبال المساكين وتوزيع الغذاء والكساء عليهم. وقد وُسِّعَ القصر عدة مرات، وأضيفت له مجموعةٌ من الغرف والطوابق تبعًا للحاجة التي اقتضتها زيادة عدد أفراد أسرة الحاكم، وحاجته لسكنى أبنائه بجواره، إضافةً لتوسع الدولة وما يترتب على ذلك من أمور، كاستقبال مبعوثي حكام وسلاطين الأقاليم والدول المجاورة، وشيوخ القبائل وغيرهم وقد خصص لهم الإمام سعود لاحقًا مبنىً مستقلًا في الجهة الجنوبية الغربية بجوار حمام الطريق.
يذكر المؤرخ الإنجليزي «وليام فيسي» أن الطراز المعماري وأساليب البناء الفنية في الدرعية القديمة تندر في منطقة نجد. كما ظهرت الزخارف العمرانية والنقوش في المسكن التقليدي لتعطي دلالة ومؤشرا لانتقال المسكن من مرحلة تأمين المأوى كحاجة ضرورية إلى مرحلة الرفاهية والاستمتاع بالأشكال الفنية والتشكيلية. على السياق ذاته؛ فإن القصور في حي الطريف في الدرعية تتميز بقوة البنيان ومسقطها الرأسي الذي يتخذ شكل المربع، بينما ترتفع غالبية هذه القصور حول فناءٍ مركزيٍّ في وسطها، وتنوعت تصميماتها الأساسية وارتفاعاتها؛ فكان من بينها قصور من طابقٍ واحدٍ، مثل «قصر ناصر»، وأخرى من طابقين تم تشييدهما حول الفناء الداخلي؛ مثل «قصر سعد»، إلى جانب قصور من ثلاثة أو أربعة طوابق؛ مثل «قصور سلوى» التي كان ارتفاعها أطول من عرضها. وقد كانت الجدران الخارجية سميكةً، مثل الجدران في باقي العمران النجدي، وتطل على الخارج على واجهاتٍ تخلو بصفةٍ رئيسيةٍ من الملامح، ماعدا فتحات التهوية الزخرفية التي تأتي على شكل مثلثات، ولايزال العديد من الجدران يجد فيها الرائي المنعة والقوة. يتفق العديد من المؤرخين على أهمية الأسوار التاريخية، بصفتها أهم الملامح العمرانية، ودرعًا منيعًا بمثابة خطوط الدفاع الأولى عن المدينة، وأهمية استكشافية لمراقبة تحركات العدو في أوقات الحرب، والمساعدة على رصد وصول القوافل التجارية في أوقات السلم، بالإضافة إلى إطلاق الإنذار المبكر لمواجهة أسراب الجراد الصحراوية. وتمثل البوابات الموجود في الأسوار المداخل والمخارج الوحيدة في البلدة؛ حيث يتم التحكم بنظام بها لتوفير الأمان للسكان.
ثمة خاصيةٌ يشترك فيها حي الطريف وسائر فن العمارة التقليدية في الدرعية القديمة والطراز المعماري في نجد، وتلك الخاصية هي التقسيم الثلاثي؛ حيث يراعي البناء قديمًا أن يتوفر في البيت التقليدي بصفة عامة ثلاث خصائص أو ثلاثة أقسام، هي:
- قسم الرجال، وآخر للعائلة، وثالث للخدمات. أما قسم الرجال فكما يصفه المهندسون المعماريون كائن بقناة الربط الرئيسية بين الخارج والمنزل، ويتوسطه بابٌ خشبيٌ يصنع من الأثل وجذوع النخل، ويزخرف بالنقوش والألوان والحلي المعدنية، وفيه مجلسٌ مخصصٌ لاستقبال الضيوف يسمى «الديوانية» أو «القهوة» لدى أهل نجد، ويحتوي على الكمار المحفور في الحائط، وتعرض فيه دلال القهوة وأباريق الشاي، و«الوجار» أو«المنقد» المخصص لإيقاد النار لإعداد القهوة والشاي، ويعلو الديوانية «الكشاف» أو «السماوة» وهي فتحةٌ في السقف مهمتها سحب الدخان الناجم من احتراق الحطب. أما «الليوان» فهو ساحةٌ أمامها قناةٌ مفتوحةٌ بجوار المجلس، لاستيعاب أي أعدادٍ إضافيّةٍ من الضيوف، كما يُستقبل الضيوف فيه خلال الصيف، نظرًا لتهويته وإضاءته الطبيعية.
- القسم الثاني هو قسم العائلة، وهو من أكثر أقسام المنزل استخدامًا، ويضم الفناء والأروقة والقبة وغرف النوم الأرضية، ويمثل الفناء الساحة المكشوفة في المنزل، التي تطل على كافة التفرعات. ويحقق هذا الفناء أهدافًا مناخيّةً وبيئيّةً واجتماعيّةً كبيرةً؛ حيث يمثل طوال الليل، وجزءًا من النهار خزانًا للهواء البارد وسط محيطٍ من الهواء الجاف، نظرًا لتصميمه الفريد، كما يُحقق أهدافًا بيئيّةً؛ منها توفير بيئةٍ صحيةٍ نظيفةٍ لسماحه بدخول أشعة الشمس إلى عمق المسكن، إضافةً إلى حجبه الضوضاء، كما يُحقق الخصوصية لأفراد الأسرة، ويتيح زيادة التواصل الاجتماعي بينهم عبر اللقاءات اليومية، وفي المناسبات العامة كالأعياد والزواج. أما الأروقة فهي الممرات التي تحيط بالفناء من جوانبه الأربعة؛ فهي حلقة الوصل بين الفناء والغرف. وعادة ما توجد غرفة كبيرة لها سقف مرتفع، وتسمى المصباح أو القبة، وتعد بمثابة صالة جلوس للعائلة. ويوجد في القسم العائلي غرف نوم بمساحات مختلفة.
- القسم الثالث فمخصصٌ للخدمات، ويشمل على المطبخ، وغرف التخزين، وأحيانًا في بعض المنازل على آبار وحظائر للحيوانات، وصهاريج تماثل الحمامات، وقد تكون هذه المرافق مشتركةً بين أكثر من منزل.[192]

يقول الإنجليزي رينو في وصف الدرعية، وقد زارها خلال عهد الإمام عبد العزيز بن محمد: «الدرعية مدينة صغيرة، ولكنها جميلة رائعة، مبنية على الطراز العربي، والسكنى فيها صحية جداً، وتحيط بالمدينة تلال خضر زمردية لكثرة الزرع، وتروى المنطقة كلها من عين صغيرة. ويجد الإنسان في الدرعية أنواعاً مختلفة من الفاكهة؛ أكثرها الأعناب والتمر، وربما أكلوا شيئاً منها قبل نضجها. والوهابيون الذين يقطنون هذا الإقليم قوم كرماء مضيافون، وإن كان في طباعهم شيء من الجفاء. والغنم هنا كثير، وهو أسود الشعر، طويله، وآذانه كبيرة، ولحمه أجود أصناف اللحم. والخيل كذلك كثيرة، وأسعارها ليست غالية، وعندهم من الجياد الأصلية العربية أحسن سلالاتها. ليس في الدرعية يهود، بل لا يوجد فيها إلا مسلمون وهابيون. قضيت في الدرعية أسبوعاً؛ كان أميرها يومئذ الشيخ عبد العزيز بن محمد بن سعود، وكان في نحو الستين من العمر، رشيق القوام، نحيلاً، وعلى حظ كبير من الثقافة والعلم، وقيل لي إن عدد أفراد أسرته ثمانون. لم يكن عنده قصر، بمعنى القصور الملكية المترفة في الغرب، ولا ديوان، وكان يقوم بأعماله بنفسه؛ يساعده كاتب واحد». بينما يذكر مانجان، أن في الدرعية خمسة أحياءٍ متجاورةٍ، وقام في الدرعية قصورٌ شامخةٌ؛ منها قصر سلوى، وقصر عبد الله، وقصر البليدة، وقصر الشعراء، وقصر ابن طوق. وبلغت الدرعية في عهد الإمام سعود الكبير أوج مجدها، وعلى الرغم أن عهد الإمام عبد العزيز بن محمد، الذي استمر قرابة أربعين عامًا، تميّز بالأمن والرخاء، دفع ميله للزهد كثيرًا من المؤرخين إلى القول بأن كثيرًا من هذه المنشآت قد أقيمَ في الدرعية في عهد ابنه الإمام سعود الكبير.

### القضاء
قامت الدولة السعودية الأولى على أساسٍ دينيٍّ، وسارت وفق أحكام الشريعة القرآن والسنة، لذا فإن منصب القاضي يُعدّ من المناصب الحساسة والمهمة في الدولة؛ لأنه على احتكاكٍ مباشرٍ بالناس ومصالحهم الشخصية، ويُشترط في من يتولى منصب القاضي أن يكون من علماء الشرع، الذين لهم خبرة طويلة في ممارسة العلوم الشرعية، لكي يستطيع الفصل في المنازعات والشكاوى التي تُعرض عليه في منطقته، وأن يكون القاضي الذي يريد الإمام تعيينه من المشهود لهم بالنزاهة. ومنصب القاضي يأتي بعد أمير الإقليم في الرتبة، ويكون ثابتًا في منصبه، بخلاف المناصب السياسية والإدارية التي تتأثر بالمتغيرات التي تطرأ على الدولة، وكان القاضي ينفذ أحكام الشرع في المخالفين، وذلك للمصلحة العامة المترتبة على الجميع، وكان القاضي يقضي بالمذهب الذي يراه أقرب للصواب. ومن الشواهد الدالة على ثبات القاضي في منصبه أن الشيخ عبد العزيز بن عبد الله الحصين، بعدما عينه الإمام محمد بن سعود قاضيًا لمنطقة الوشم، استمر في منصبه في عهد الأئمة الثلاثة: عبد العزيز بن محمد آل سعود، وسعود بن عبد العزيز، وعبد الله بن سعود، وصار المفتي والخطيب لتلك المنطقة، والمرجع في الأمور الشرعية. وفي عهد الإمام عبد الله بن سعود صار الشيخ عبد الله أبا بطين قاضيًا على عمان.، وأصبح الشيخ محمد بن طراد الدوسري معتمدًا في بلدته حوطة سدير في الإفتاء والتدريس، وذلك بعد أن قرأ على علماء دمشق سنة 1177 هـ.
رسّخَ الإمام عبد العزيز بن محمد وابنه الإمام سعود النظام والأمن في الأقاليم التابعة للدولة. وفرض على الناس الخضوع في خلافاتهم لقرار القضاء دون اللجوء إلى السلاح، وكان الإمام عبد العزيز بن محمد، هو أول من أرسل القضاة إلى كل المناطق الخاضعة له، وقد اختارهم من بين أكثر علمائه مقدرةً واستقامةً، وقرَّرَ لهم مكافآتٍ سنويّةً من خزينة الدولة، وكان القضاة يحكمون طبقاً لأحكام القرآن والسنة. وكان على الجميع أن يدلوا بمرافعات قضاياهم أمام القضاة. وجعل الإمام عبد العزيز على كل قبيلة مسؤولية السرقات التي تحدث ضمن نطاق القبيلة، بوصف ذلك وسيلةً للحد من شيوعها، وأية قبيلةٍ لا تلتزم بذلك تُحمَّل قيمة ما نُهِبَ داخل نطاق أراضيها. وكذلك أُلغيَ ومُنِعَ قانون «الدخيل» وهو تقديم الحماية لأي شخص قام بجناية، ثم لجأ لإحدى القبائل لحمايته.

### التعليم

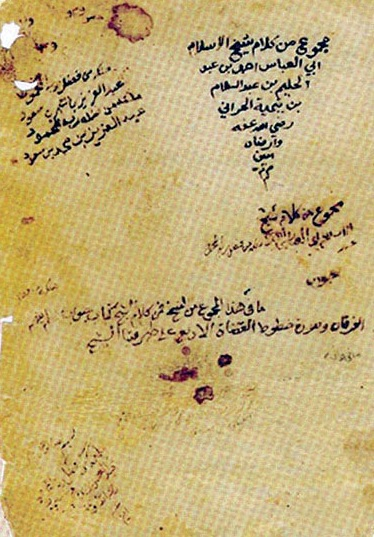
مخطوطة بقلم الإمام عبد العزيز بن محمد، في أحد دروسه العلمية لدى الشيخ محمد بن عبد الوهاب، عندما كان تلميذاً لديه.

كان لبسط نفوذ الدولة السعودية الأولى لسلطانها على كثير من مناطق الجزيرة العربية، وخاصةً المناطق ذات الاقتصاد القوي مثل الأحساء، أثرٌ إيجابيٌّ كبيرٌ في تنامي بنية اقتصادياتها، ممّا أدّى إلى تعدد مصادر الدخل في النظام المالي للدولة السعودية، ونتج عنه ازدهارٌ للحركة التعليمية في الدولة، رغم أن الدولة السعودية الأولى منذ قيامها كانت ترتكز بالأساس على الجهد على التعليم الديني ونشر الدعوة الإصلاحية التي تبناها الإمام محمد بن سعود والشيخ محمد بن عبد الوهاب. كان مسجد الطريف، في الدرعية، من أبرز الأماكن الرئيسة لتلقي العلم على الشيخ محمد بن عبد الوهاب وأبنائه وتلاميذه، والذي كان المدرسة الأولى في الدولة السعودية؛ حيث اشتهر بكثرة الطلاب وتنوع مجالات التعليم فيه، ويقع في حي الطريف غربي الدرعية وهو مقر أسرة آل سعود، وكذلك مسجد البجيري الذي يقع في شرقيها وهو مقر الشيخ محمد وأبنائه، وكذلك مسجد غصيبة، علاوة على المساجد الأخرى؛ حيث بلغ مجموع المساجد في الدرعية ثمانية وعشرين مسجداً، وقد أشار المؤرخ الفرنسي كورانسيز إلى أن في الدرعية ثلاثين مدرسةً علاوةً على ذلك العدد من المساجد. ومن الأمكنة العلمية منازل الشيخ محمد وأبنائه، وعلماء الدرعية، وقصور أئمة آل سعود، وخاصة قصر الإمام سعود بن عبد العزيز الذي بُني فيه مكانٌ فسيحٌ لتلقي العلم فيه. ومن أماكن العلم مجمعٌ بُنيَ حول مسجد البجيري يتسع لحوالي مائتي شخصٍ يجلس فيه أبناء الشيخ بعد صلاة الفجر لتعليم الناس التوحيد وغيره من العلوم كالتفسير؛ حيث يقرؤون في التفسير (تفسير ابن كثير)، وفي الحديث (صحيح البخاري)، وكان يقوم على خدمة العلماء والتلاميذ أناس خصصوا لهذا الغرض؛ حيث تدار القهوة تنشيطًا للعلماء والمتعلمين على تحصيل العلم. كما أن من الأمكنة المخصصة للتعلم والتثقيف العام المكان المعروف بالباطن، وهو ساحةٌ كبيرةٌ معدةٌ للبيع والشراء إلّا أنها تستغل بعد انفضاض حركة السوق في المجال التعليمي لكبر ساحتها وشمولها للعامة والخاصة؛ حيث يتحلقون حلقاً حول العلماء. كما كان في الدرعية مكتبةٌ عامةٌ كان العلماء يقضون فيها معظم أوقاتهم في القراءة والبحث والتحصيل، وكان فيها عددٌ كبيرٌ من الكتب في مختلف العلوم، فضلاً عن وجود عدد من المكتبات الخاصة بهؤلاء العلماء وغيرهم، وكانت مكتبات الدرعية تضم مجموعة كبيرة من الكتب، قامت قوات محمد علي باشا بنقل كثيرٍ منها إلى المدينة بعد سقوط الدرعية، وبعد أن أخذ بعض العلماء المرافقين لهذه القوات بعضها وأحرق بعضها الآخر. وكان التعليم في الدرعية مجانيًّا، ويدرس في الدرعية الطلبة من سائر نواحي نجد ومن صنعاء وزبيد وعمان وغيرها من الأقطار. كما كان للطلبة نفقة جارية من بيت المال، وللأذكياء منهم جوائز فوق ذلك من مالٍ وكسوةٍ.
أما على مستوى تعليم النساء، فكانت فاطمة من أبرز بنات الشيخ محمد بن عبد الوهاب، وكان لها تأثيرها العلمي والدعوي، وكانت متأثرةً بالبيئة العلمية المحيطة بها؛ فقد أخذت شيئاً من العلم من والدها وإخوانها، ونشرت شيئًا من ذلك في أوساط النساء، بل أشارت بعض المراجع إلى أنها كانت تفيد من علمها بعض الرجال الذين يفدون إليها لطلب العلم، فكانت تفيدهم من وراء حجاب؛ فتجعل بينها وبينهم سُترة، وبعد سقوط الدرعية انتقلت فاطمة مع ابن أخيها علي بن حسين إلى رأس الخيمة، التي كان ولاء حُكّامها قويًا للدولة السعودية، فقامت مع ابن أخيها بنشر العلم والدعوة في هذه المناطق، ولما استقرت الأحوال للإمام تركي بن عبد الله عادت مع ابن أخيها إلى الرياض، وأخذت تنشر العلم بين النساء.

### التدوين والتأليف

يعتبر كتاب عنوان المجد في تاريخ نجد أحد أهم الكتب التي تم تأليفها في ذروة عصر الدولة السعودية الأولى، لمؤلفه عثمان بن بشر، الذي انتقل ودرس في الدرعية في زمن الإمام سعود بن عبد العزيز.

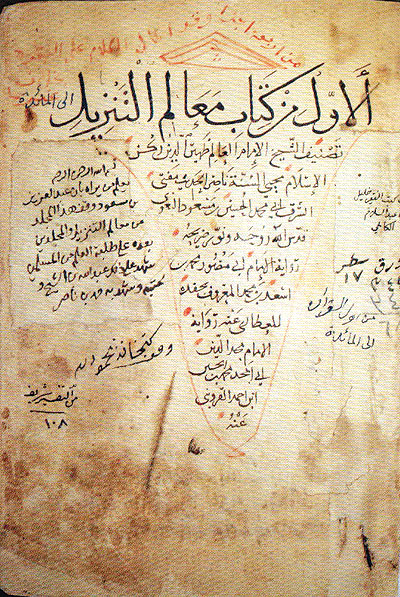
وقف من وقفيات الإمام عبد العزيز بن محمد وهو كتاب معالم التنزيل للبغوي.

بعد التحالف بين الإمام محمد بن سعود والشيخ محمد بن عبد الوهاب، توفرت القوة العسكرية والاقتصادية للدولة الحديثة لاحقاً، وتم الاهتمام بالعلم في الدرعية عاصمة الدولة، مما جعل طلبة العلم يتوافدون عليها للدراسة على يد علمائها، وقاموا كذلك بنسخ الكتب، وتدوين شروح شيوخهم، وعند مغادرة الطلبة للدرعية ينقلون ما كتبوه ودوّنوه من علومٍ إلى بلدانهم.
اهتم العلماء أثناء نشاطهم في تلك الحقبة، بجمع الكتب ونسخها، وإتاحة الاستفادة منها لطلاب العلم والعوام من الناس على حدٍ سواء. وبرز دور النُسّاخ حينها كثيرًا، فقد كان لنسخ الكتب أثرٌ عظيمٌ في نشرها، وتداول وتعدد نسخها بين الناس، وكذلك لإيمان بعض العلماء بأهمية مهنة نسخ الكتب في نشر العلم، وكونه مصدر رزقٍ جيّدٍ لهم، فحرصوا على احتراف مهنة النسخ، وتوريثها إلى أبناءهم وتلاميذهم.
استمرت حركة النهضة العلمية في نجد، ونسخ الكتب وجمعها، حتى سقطت الدرعية عام 1233 هـ/1818 على يد القائد إبراهيم باشا. ونتيجة لذلك توقف النشاط العلمي بعد سقوط الدرعية، وتدمير وفقدان وتلف ما كان موجوداً بها من خزانات الكتب، ونقل نسخٍ كثيرةٍ من المخطوطات منها إلى خارج حدود منطقة نجد.
بعد سقوط الدرعية، صنفت المخطوطات التي تم مصادرتها إلى مجموعتين، وهما مجموعة إبراهيم باشا ومجموعة حسين بك وكان عددها 872 مجلداً. وكان المورد الرئيسي لهذه المخطوطات من الدرعية بحكم أنها عاصمة الدولة، وأما القسم الثاني من المخطوطات، فكان من الأحساء، وأما المصدر الثالث منها فهو من المدن والقرى النجدية. وكانت مخطوطات الدرعية تمثل ثلثي المخطوطات التي تم نقلها أو مصادرتها على يد إبراهيم باشا وحسين بك.
قبل رحيل إبراهيم باشا، أمر بنقل مجموعة من الكتب والمخطوطات إلى المدينة المنورة، ثم طلب من والده محمد علي باشا توجيهًا حول هذه الكتب، فأرسل محمد علي باشا رسالة إلى نجيب أفندي، وكان وكيله لدى الباب العالي، وذلك في 13 جمادى الثانية، 1236 هـ/17 مارس 1821، يذكر فيها قيام ابنه إبراهيم باشا بجمع واحد وستين مصحفًا، وخمسمائة وثلاثين كتابًا من الدرعية، وأنه قام بتسليمها إلى إسماعيل آغا ناظر الأبنية في المدينة المنورة، من أجل أن يحفظها، ثم في 18 شوال 1327 هـ/7 يوليو 1822 وجه محمد علي باشا إلى شيخ الحرم المدني ومحافظ المدينة المنورة أن توضع هذه المجموعة من المخطوطات والكتب في مكتبة الحرم المدني، وتوزع هذه المصاحف على الأهالي عن طريق قاضي المدينة المنورة، بناءً على الأمر السلطاني. وبعد سنوات من سقوط الدرعية نُقلت مجموعة جديدة من الكتب عن طريق القائد حسين بك الذي قاد حملةً ثانيةً إلى نجد، وأثناء إقامته، قام بجمع ثلاثمئة وأربعين كتابًا وسلّمها إلى أحمد طاهر عندما عاد إلى المدينة المنورة، وكانت معظم هذه الكتب قد أخذها من مكتبة الشيخ عبد العزيز بن حمد بن مشرف. وأيضاً من الكتب التي أخذها قاضي الحملة محمد أمين زيلة زاده من مكتبة الشيخ عبد العزيز بن سليمان بن عبد الوهاب، حيث قم بمصادرة معظمها، ووصف المؤرخ عثمان بن بشر بأن هذه المكتبة كانت مكتبةٌ عظيمةٌ. وكان المجموع لهذه الكتب التي تم نقلها منذ دخول القوات العثمانية إلى نجد، من دون المصاحف، 872 مجلد. وأما عددها الإجمالي مع المصاحف وأجزاء المصاحف 992 مصحفًا وكتابًا. وحول هذه المخطوطات، كتب محمد علي باشا كتابًا إلى الصدر الأعظم في تاريخ 9 جمادى الأولى 1238 هـ/21 يناير 1823 يذكر له ما تم حول هذه الكتب التي تم نقلها إلى المكتبة المحمودية في المدينة المنورة، ووجه محمد علي باشا كذلك، خطابًا آخر إلى وكيله في إسطنبول، محمد نجيب أفندي، لمتابعة هذا الخطاب السابق الذي بعثه إلى الصدر الأعظم. ثم جاء رد محمد نجيب أفندي على رسالة محمد علي باشا في تاريخ 11 رجب 1238 هـ/23 مارس 1823، وذكر له بأنه قدم رسالة إلى الباب العالي، وصدرت حيالها توجيهات بالموافقة على وضع الكتب التي جاء بها إبراهيم باشا من الدرعية في مكتبة المدرسة المحمودية، وإرسال كشفٍ بأسماء هذه الكتب. وتضمنت رسالته موافقة من السلطات على أن يتم منح محمد علي باشا قطعة أرض في المدينة المنورة ليجعلها وقفًا على مبرته الخيرية. وبقيت بعض تلك الكتب والمخطوطات في مكتبة المدرسة المحمودية بالمدينة المنورة، ثم انتقلت لاحقاً إلى مكتبة الملك عبد العزيز بالمدينة المنورة، ومازال بعضها موجودًا فيها إلى اليوم. كما انتقلت مجموعةٌ من هذه الكتب إلى الإستانة في تركيا، وأُودعت في متحف طوبقبوسرادي، وكان ذلك خلال الحرب العالمية الأولى، عندما قام القائد العثماني فخري باشا بنقل 556 كتابًا من مكتبة عارف حكمت والمكتبة المحمودية ومكتبة بشير آغا في المدينة المنورة إلى إسطنبول في تركيا.

## الاقتصاد

جدول الزكاة في عهد الإمام سعود بن عبد العزيز.

يصف المؤرخ ابن بشر الدرعية وسوقها وملامح من وضعها الاقتصادي زمن الإمام سعود بن عبد العزيز بقوله: «ولقد رأيت الدرعية، وما فيه أهلها من الأموال وكثرة الرجال والسلاح المحلى بالذهب والفضة، وما عندهم من الخيل الجياد والنجايب العمانيات والملابس الفاخرة والرفاهيات ما يعجز عن عده اللسان، ويكل عن حصره الجنان والبنان، ولقد نظرت إلى موسمها يومًا، وأنا في مكان مرتفع، بين منازلها الغربية التي فيها آل سعود المعروفة بالطريف، وبين منازلها الشرقية المعروفة بالبجيري، التي فيها أبناء الشيخ (أبناء الشيخ محمد بن عبد الوهاب)، ورأيت مواسم الرجال في جانب، ومواسم النساء في جانب آخر، وما فيه من الذهب والفضة والسلاح والإبل والأغنام، وكثرة ما يتعاطَونه من صفقة البيع والشراء والأخذ والإعطاء وغير ذلك، وهو مد البصر لا تسمع فيه إلا كدوي النحل في لغط الأصوات وقول بعت واشتريت، والدكاكين على جانبيه الشرقي والغربي مملوءة من الهدم والقماش والسلاح وغير ذلك من الأمتعة ما لا يكاد يحيط به الوصف؛ فسبحان من لا يزول سلطانه وملكه».
تودع الأموال من مصادر الدخل جميعها في بيت المال، ما عدا الزكاة المحصلة من الأقاليم والقبائل؛ حيث تذهب إلى الدولة، ولكل قرية مهما كان حجمها بيت مالٍ خاصٌّ بها؛ حيث يدفع إليه السكان ما يترتب عليهم من أموال، ولكل بيت ماٍل كاتبٌ خاصٌّ به يُعيّنه إمام الدرعية، مزودًا بتعليماتٍ واضحةٍ، لمنع والي المنطقة من المشاركة في أية مكاسبٍ غير شرعيةٍ من هذه الأموال؛ حيث لا يُسمح لهؤلاء الولاة جمع أو عدّ الأموال المدفوعة، ذلك أن هذه الأموال مخصصة للخدمات العامة، ما يستوجب تقسيمها إلى أربعة أقسام، رُبعٌ يُرسل إلى الخزينة العامة في الدرعية، ورُبعٌ مُخصصٌ لمعونة المعوزين من الفقراء من ذوي المسغبة (الجوعى)؛ كل في المنطقة ذات الاختصاص، ورُبعٌ يدفع للعلماء والفقهاء الذين يرشدون القضاة والأطفال، وشطرٌ من المال لإقامة وصيانة المساجد، وحفر الآبار العامة وسواها. ويُدفع نصف المال للجنود الذين يتزودون بالمؤونة عندما ينطلقون في حملة، أو في حالات الضرورة، ومعهم جمالهم، وقسمٌ يُدفع على نفقات الضيافة. أما المبالغ المخصصة للضيافة فتدفع نقدًا إلى أيدي الشيوخ؛ فيُخصّصُ كل منهم مَضْيَفةً عامةً، يأوي إليها الغرباء الذين يجدون حسن الوفادة وكرم الضيافة والطعام المجاني.

### النظام المالي

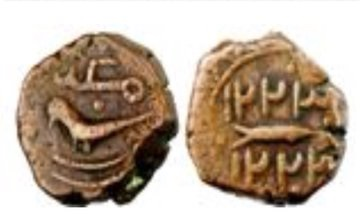
عملة المحمدية، في الوجه الأول كُتب اسم مكة، وفي الأسفل طائر اليمامة وأسفلها هلالان. والوجه الثاني كُتب عليه تاريخ 1223هـ. ضُرب في مكة زمن الإمام سعود بن عبد العزيز.

كان النظام المالي للدولة السعودية الأولى مشابهًا للنظام المالي للدولة الإسلامية في الفترة المبكرة من تاريخ الإسلام؛ فكانت أهم مصادر الدخل ما يلي:
- الزكاة؛ كان دخل الدولة من الزكاة يزداد بازدياد قوتها واتساع نفوذها، وبلغ قمَّته زمن الإمام سعود بن عبد العزيز. ويقول ابن بشر، في صدد الزكاة، التي كانت تأخذها الدولة السعودية الأولى، في عهد الإمام سعود بن عبد العزيز، ما يلي: «وأما عماله، الذين يبعثهم لقبض زكاة الإبل والغنم، من بوادي شبه جزيرة العرب، مما وراء الحرمَين الشريفَين، وعُمان واليمن والعراق والشام، وما بين ذلك، من بوادي نجد ـ فذكر لي بعض خواص سعود، ممن قد صار كاتباً عنده، قال: كان يبعث إلى تلك البوادي بضعاً وسبعين عاملة، كل عاملة سبعة رجال. وهم أمير وكاتب وحافظ دفتر وقابض للدراهم، التي تباع بها إبل الزكاة والغنم، وثلاثة رجال خدام لهؤلاء الأربعة، لأوامرهم، وجمع الإبل والأغنام المقبوضة في الزكاة، وغير ذلك. وتلك من غير عمال نواحي البلدان، من الحضر، لخرص الثمار، وعمال زكاة العروض والأثمان، وغير ذلك. وأخبرني ذلك الرجل، أن سعودا بعث عماله لبوادي يام، في نجران، وقبضوا من الجميع الزكاة. قال: وأتوا عماله من بوادي عنزة، بزكاتهم. فبلغت أربعين ألف ريال، من غير خرج العمال، وثمانيَ أفراس من الخيل الجياد. والذي يأخذه سعود على بندر اللحية، المعروفة في اليمن، مائة وخمسون ريال، وهو لا يأخذ إلا ربع العشر، ومن بندر الحديدة نحو ذلك. ويأتي من بوادي عنزة، أهل خيبر، شيء كثير. قال: والذي يحصل من بيت مال الأحساء، يقيم أثلاثاً، ثلث يدخره لثغوره وخراجاً لأهلها والمرابطة فيه، وثلث خراجاً لخيالته ونوابه، وما يخرجه لقصره وبيوت بنيه، وبيت آل الشيخ وغيرهم في الدرعية، وثلث يباع بدراهم، وتكون عند عماله، لعطاياه وولاته. قال: ويحصل بعد ذلك ثمانون ألف ريال، تظهر للدرعية. قلت وأما غير ذلك مما يجبى إلى الدرعية من الأموال، من القطيف والبحرين وعُمان واليمن وتهامة والحجاز وغير ذلك، وزكاة ثمار نجد وعروضها وأثمانها ـ لا يستطيع أحد عدّه، ولا يبلغه حصره، ولا حده وما ينقل إليها من الأخماس والغنائم أضعاف ذلك». ويذكر بوركهارت، أن زكاة الدولة السعودية الأولى، كانت تصل إلى حوالي مليونَي ريال. وقد أورد ذلك، نقلاً عن بعض أهالي مكة. ويتفق ما رواه بوركهارت مع ما ذكره صاحب «لمع الشهاب في سيرة محمد بن عبد الوهاب»، أن زكاة الدولة السعودية الأولى وصلت إلى أكثر من مليونَي ريال.[218]
- الغنائم؛ كانت الدولة تأخذ خمس ما يُغنم من الخصوم بحرب، والباقي يُوزّع على أفراد الجيش المحارب، وفق أحكام الشريعة.[219]
- الفَيْء، وهو ما يُؤخذ من الأعداء بدون حرب؛ مثل أملاك من هربوا من الرياض عند استيلاء عبد العزيز بن محمد عليها، ويدخل الفيء كله بيت مال الدولة.[220]

### العُملة النقديَّة

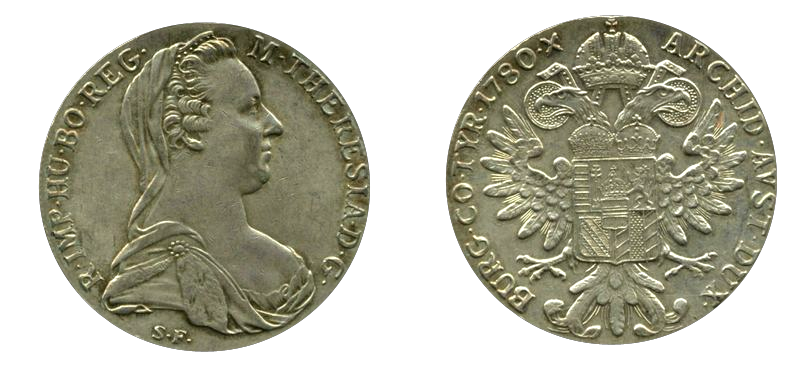
عملة دولار ماريا تريزا، وكانت تستخدم كثيرًا لدى سكان الجزيرة العربية.

تعامل سكان الجزيرة العربية بعملاتٍ نقديّةٍ مختلفةٍ؛ حيث تعاملوا بالعملات العثمانية التركية، والفرنسية، والهندية، والإيطالية، والنمساوية. ومنها: دولار ماريا تريزا المعروفة في نجد بالريال الفَرَنسيّ أو الريال مجازًا، وقد طغى على الاسم الحقيقي للريال حتى كاد يُنسى بين الغالبية العظمى من الناس. وتعد هذه العملة من أشهر العملات الأجنبية التي استخدمت على نطاق واسع في الجزيرة العربية، وهي عبارة عن قطعةٍ نقديّةٍ من الفضة كبيرة الحجم، وزنه أوقية واحدة، ولدقة وزنه أصبح وحدة وزن في الأسواق الشعبية، وهو من أشهر العملات في نجد، وقد استمر التعامل به إلى زمان توحيد الدولة السعودية الثالثة. ومن العملات أيضًا الدولار النمساوي، أو الريال الفرنسي، وهذا قد نقش على وجهه صورة الإمبراطورة ماريا تيريزا بوضع جانبي تنظر جهة اليسار، أما ظهره فقد نقش عليه شعار الإمبراطورية الرومانية المقدسة، المتمثل في النسر ذي الرأسين.
وقد استخدموا أيضا العملة المحمدية، وهي وحدة نقد عثمانية، تنسب إلى السلطان محمد خان الرابع بن إبراهيم الأول خان بن أحمد، وهو نقدٌ نحاسيٌّ، أو خليطٌ من النحاس ومعادن أخرى، وتُضرب في البصرة بالعراق. وقد سك الإمام سعود بن عبد العزيز بن محمد آل سعود هذا النقد في مكة المكرمة، خلال الفترة من 1219 هـ إلى سنة 1228 هـ.

## يوم التأسيس
يوم التأسيس هو ذكرى سنوية تقيمها السعودية في 22 فبراير من كل عام، للتعريف ببداية تاريخ الدولة السعودية. التاريخ يعود لعام 1139هـ/ 1727م، عندما تولى محمد بن سعود إمارة الدرعية بعد وفاة والده سعود الأول. قام محمد بتمديد رقعة نفوذة خارج الدرعية لتشمل عدة مدن ومناطق، وغير شكل الحكم من حكم دولة المدينة إلى حكم دولة، ونُشُوء الدولة السعودية الأولى.

## الكتب
- تاريخ الدولة السعودية – المجلد الأول (1964). أمين سعيد. دار الكتاب العربي. {{استشهاد بكتاب}}: تحقق من التاريخ في: |سنة= (مساعدة)
- دليل الخليج – المجلد الثالث (1975). جون لوريمر. {{استشهاد بكتاب}}: تحقق من التاريخ في: |سنة= (مساعدة)
- موجز التاريخ الوهابي (2005). هارفرد جونز بريدجر. دارة الملك عبد العزيز. {{استشهاد بكتاب}}: تحقق من التاريخ في: |سنة= (مساعدة)
- تاريخ المملكة العربية السعودية – المجلد الأول (2005). عبد الله الصالح العثيمين. مكتبة العبيكان. {{استشهاد بكتاب}}: تحقق من التاريخ في: |سنة= (مساعدة)
- محاضرات في تاريخ الدوله السعودية الأولى (1991). عبد الفتاح حسن أبو علية. دار المريخ للنشر. {{استشهاد بكتاب}}: تحقق من التاريخ في: |سنة= (مساعدة)
- مواد لتاريخ الوهابيين (1991). يوهان لودفيك بركهارت. جامعة الملك سعود. {{استشهاد بكتاب}}: تحقق من التاريخ في: |سنة= (مساعدة)
- عجائب الآثار في التراجم والأخبار – المجلد الرابع (1998). عبد الرحمن الجبرتي. دار الكتب المصرية. {{استشهاد بكتاب}}: تحقق من التاريخ في: |سنة= (مساعدة)
- تاريخ المملكة العربية السعودية – المجلد الأول (2011). ألكسي فاسيليف. {{استشهاد بكتاب}}: تحقق من التاريخ في: |سنة= (مساعدة)
- عنوان المجد في تاريخ نجد – المجلد الأول (1982). عثمان بن بشر. دارة الملك عبد العزيز. {{استشهاد بكتاب}}: تحقق من التاريخ في: |سنة= (مساعدة)
- خلاصة الكلام في أمراء البلد الحرام (2011). أحمد زيني دحلان. مكتبة الحقيقة. {{استشهاد بكتاب}}: تحقق من التاريخ في: |سنة= (مساعدة)
- رحلة إلى الحجاز (2002). شارل ديدييه. دار الفيصل الثقافية. {{استشهاد بكتاب}}: تحقق من التاريخ في: |سنة= (مساعدة)
- تاريخ نجد (1994). حسين بن غنام. دار الشروق. {{استشهاد بكتاب}}: تحقق من التاريخ في: |سنة= (مساعدة)
- عقود الجمان في أيام آل سعود في عمان (1997). عبد الله صالح المطوع. المجمع الثقافي. {{استشهاد بكتاب}}: تحقق من التاريخ في: |سنة= (مساعدة)
- تاريخ البلاد العربية السعودية (1993). منير العجلاني. دار النفائس. {{استشهاد بكتاب}}: تحقق من التاريخ في: |سنة= (مساعدة)

## وصلات خارجيَّة
- ميثاق الدرعية وتأسيس الدولة السعودية الأولى
- فرنسا والدولة السعودية الأولى
- عنوان المجد في تاريخ نجد
- عهد الدولة السعودية الأولى

| الدولة السعودية الأولى       |                           |                       |
| سبقه الإمارَةُ الخالِديَّةُ الأُولَىٰ | تاريخُ الأحساء 1796 - 1818 | تبعه الدَّولَةُ العُثمانيَّة |